# Sochaczew
Sochaczew – miasto w centralnej Polsce, w województwie mazowieckim w powiecie sochaczewskim, nad rzekami Bzurą, Utratą i Pisią.
Do 1954 r. siedziba wiejskich gmin Chodaków i Kozłów Biskupi. W latach 1975–1998 miasto administracyjnie należało do województwa skierniewickiego. Jest stolicą powiatu sochaczewskiego oraz siedzibą władz gminy wiejskiej Sochaczew.
Jest jednym z najstarszych miast mazowieckich. Domniemane miejsce śmierci Bolesława Krzywoustego. Założony przed 1368 rokiem, potwierdzenie i rozszerzenie praw uzyskał w 1476 roku. Miejsce uchwalenia w roku 1377 tzw. Statutów Sochaczewskich – pierwszego zbioru praw dla całego Mazowsza, między innymi zakazującego zemsty rodowej (wróżdy). Następnie Sochaczew był miastem królewskim Korony Królestwa Polskiego w starostwie sochaczewskim w ziemi sochaczewskiej województwa rawskiego w 1792 roku. Miejsce obrad sejmików ziemskich ziemi sochaczewskiej od XVI wieku do pierwszej połowy XVIII wieku oraz popisów szlachty województwa rawskiego I Rzeczypospolitej.
Według danych GUS z 1 stycznia 2024 r. miasto liczyło 33 456 mieszkańców, będąc 17. najludniejszym miastem w województwie.
Sochaczew należy do Związku Miast Polskich.

## Położenie
| Najdalej wysunięte granice miasta | Najdalej wysunięte granice miasta |
| --------------------------------- | --------------------------------- |
| na północ                         | 52°16′53″N                        |
| na południe                       | 52°11′28″N                        |
| na zachód                         | 20°12′10″E                        |
| na wschód                         | 20°17′38″E                        |

Sochaczew leży w centralnej Polsce, w zachodniej części województwa mazowieckiego przy granicy z województwem łódzkim. Ulokowany jest po obu stronach Bzury, w widłach Pisi i Utraty.

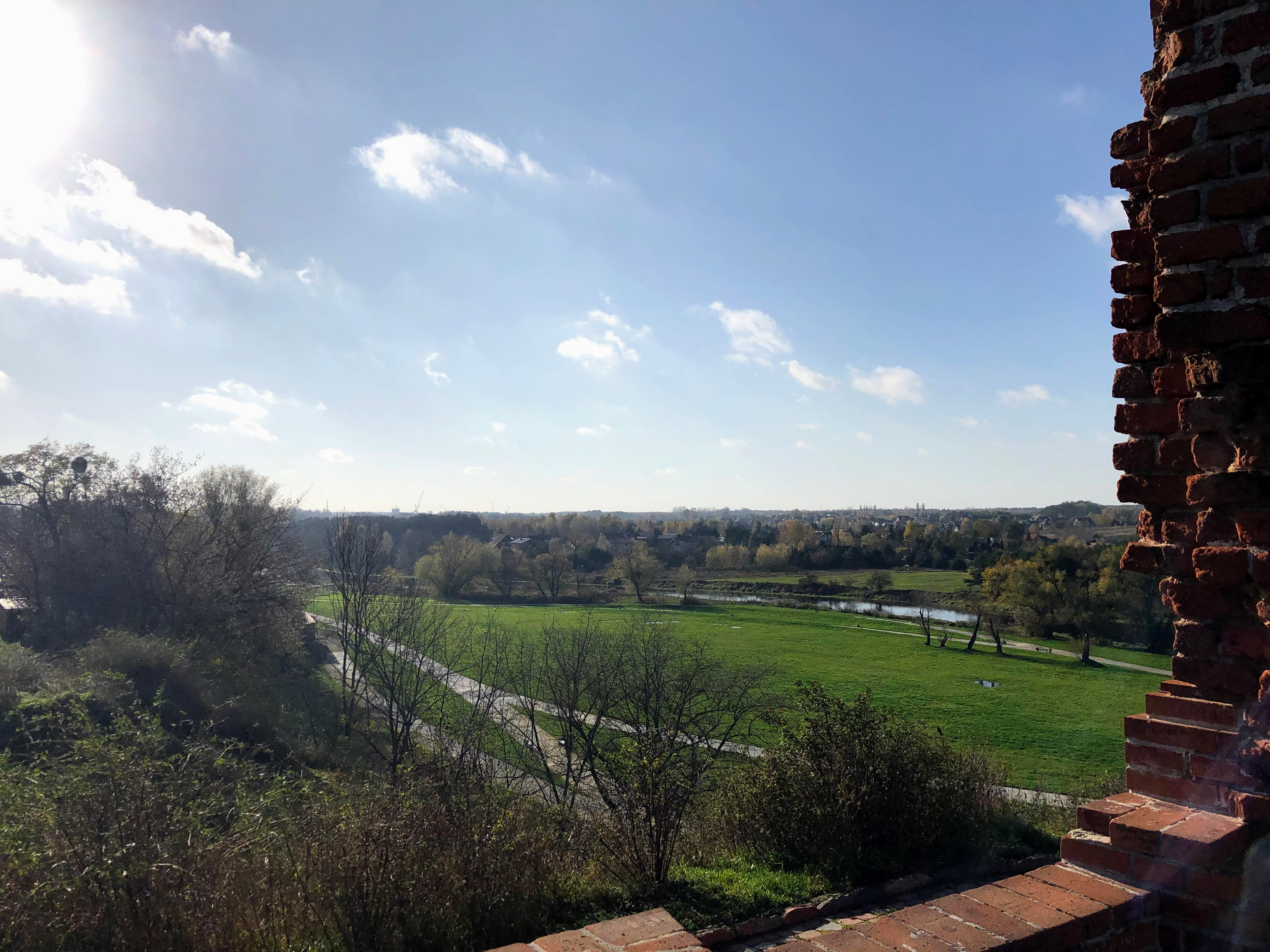
Dolina Bzury – widok ze wzgórza zamkowego.

Sochaczew położony jest w odległości 53 km na zachód od Warszawy oraz 75 km na północny wschód od Łodzi. Znajduje się w Obszarze Metropolitalnym Warszawy (OMW).Pod względem geograficznym Sochaczew leży w pobliżu styku kilku mezoregionów Równiny Łowicko-Błońskiej i Kotliny Warszawskiej należących do Niziny Środkowomazowieckiej i Równiny Kutnowskiej należącej już do Wzniesień Południowomazowieckich
Miasto graniczy z gminami: Sochaczew (gmina wiejska, miasto graniczy z nią od wschodu i zachodu), Nowa Sucha (od południa), Brochów (od północy). Krzyżują się tu drogi krajowe z Warszawy, Kutna i Poznania, Żyrardowa oraz z Ciechanowa i Płońska. W odległości ok. 17 km przebiega autostrada A2, 50 km na zachód od miasta autostrada A1.
Historycznie, w okresie I Rzeczypospolitej, obszar dzisiejszego centrum miasta należał do ziemi sochaczewskiej, natomiast dzielnice lewobrzeżne znajdowały się w ziemi gostynińskiej.
Miasto stanowi 3,57% powierzchni powiatu.

## Warunki naturalne

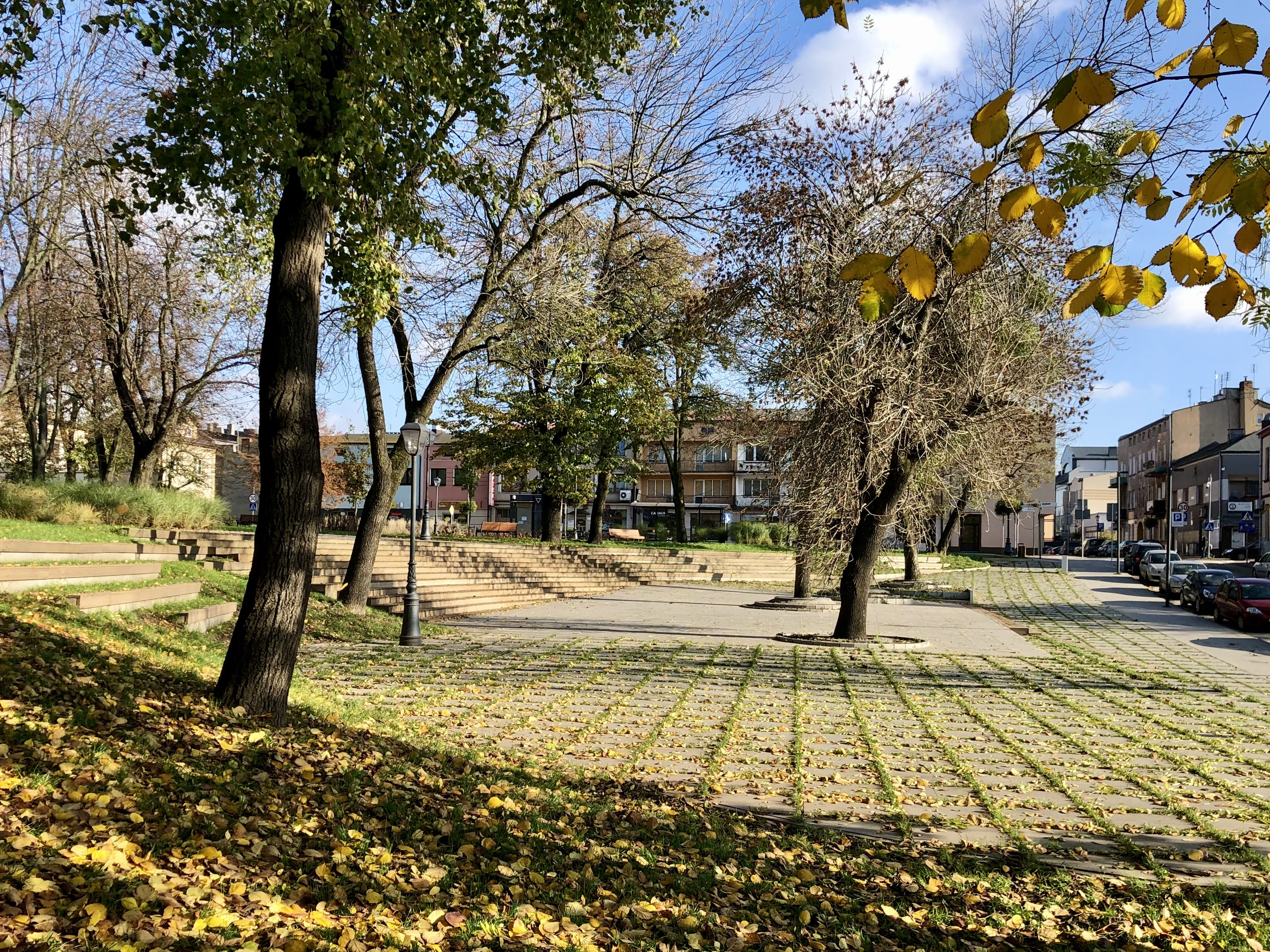
Obniżenie terenu w kierunku Bzury widoczne w Parku Podzamcze

Ukształtowanie terenu determinuje bieg Bzury. Prawobrzeżną część miasta od rzeki oddziela skarpa, której wysokość wynosi do kilku metrów. Szerokość koryta Bzury na terenie miasta to ok. 50 m. Teren poniżej skarpy, w pobliżu wzgórza zamkowego, został zaadaptowany na tereny rekreacyjne oraz plażę miejską. Wzdłuż rzeki na półkilometrowym odcinku rozciągają się miejskie bulwary.

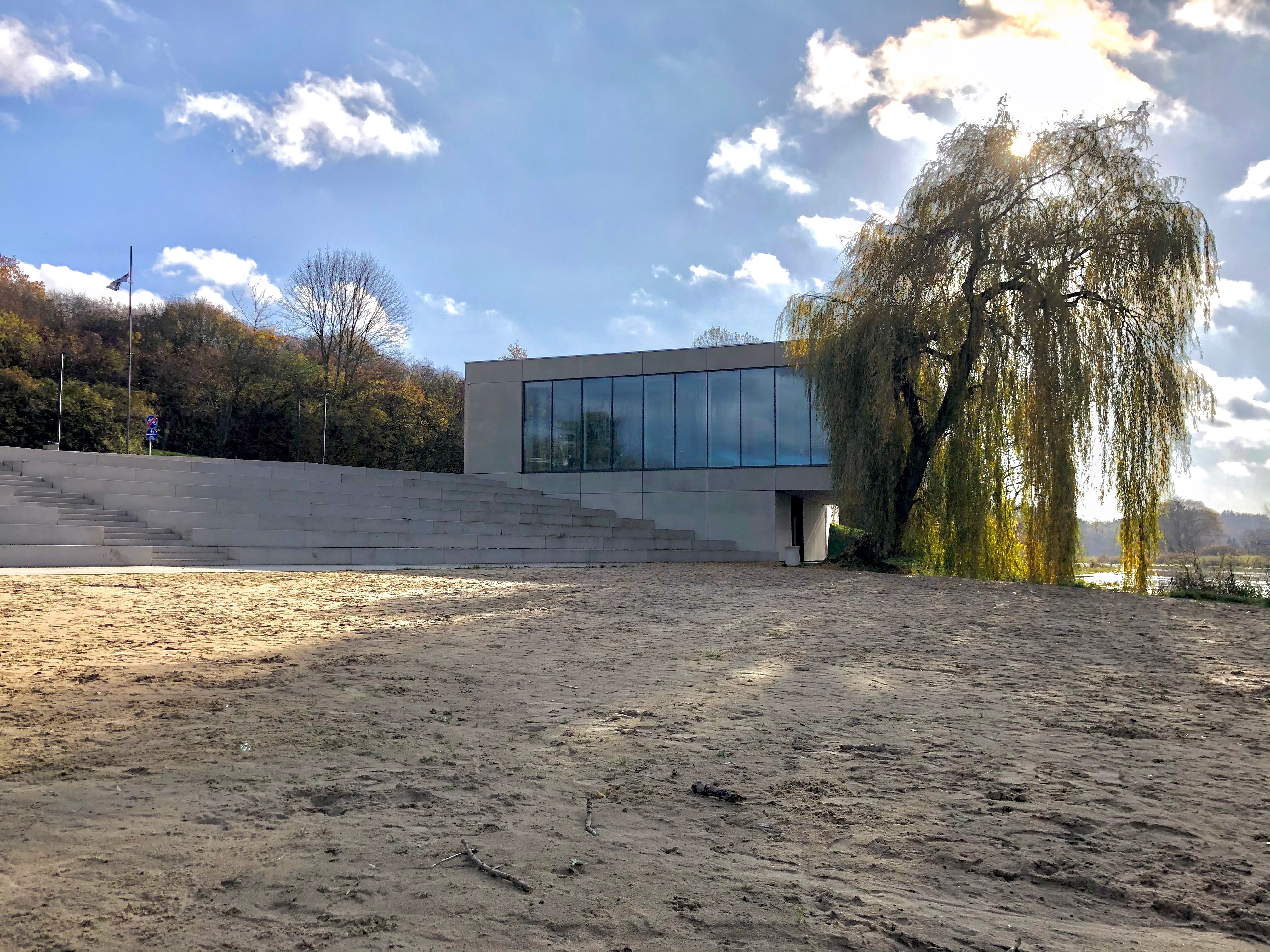
Plaża miejska

Na terenie Sochaczewa do Bzury uchodzą dwa jej prawe dopływy:
- Pisia – ujście znajduje się na południu miasta, w pobliżu zakładów produkcyjnych Boryszew ERG, stanowi granicę między Boryszewem i Malesinem.
- Utrata – ujście znajduje się na północy miasta, między Trojanowem i Chodakowem. Nad rzeką tuż za granicami miasta położony jest park w Żelazowej Woli wraz z Domem Urodzenia Fryderyka Chopina.

Na czystość rzek znacząco wpłynęło wybudowanie w 1998 roku oczyszczalni ścieków.
W dzielnicy Boryszew znajduje się zalew, powstały przez zalanie wyrobiska górniczego po odkrywkowej eksploatacji gliny, którą prowadziła pobliska cegielnia. Od 1982 roku zbiornikiem zarządza Polski Związek Wędkarski.
Wokół zalewu znajdują się obecnie tereny rekreacyjne.

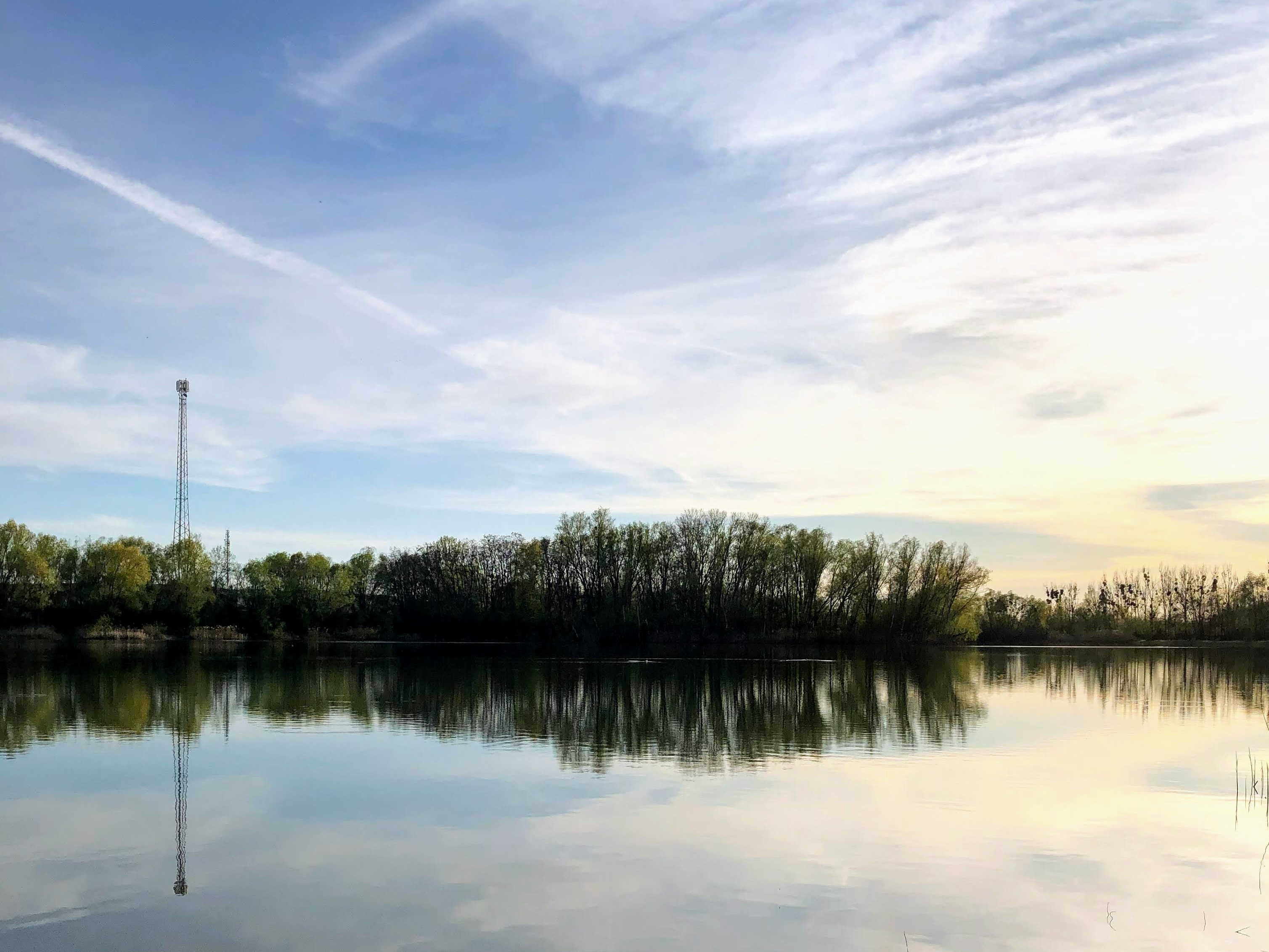
Zalew Boryszewski

Na terenie miasta znajdują się także źródła termalne. W 2018 roku dokonano odwiertu badawczego w dzielnicy Trojanów. Początkowe badania nad temperaturą wody zakładały 40 stopni Celsjusza, po wykonaniu odwiertów stwierdzono iż temperatura wody to 44–47 stopni Celsjusza na głębokości 1500 metrów. Parametry to woda słodka, dobrej jakości, o mineralizacji poniżej pół grama na litr. Badania podają przepustowość wody na poziomie 190 m³ na godzinę (szacowano ok. 150 m³/h). Obecnie planowana jest budowa zakładu geotermalnego. Inwestycją zajmie się Sochaczewski Klaster Energii, powstały z czterech podmiotów tj. miasta Sochaczew, Przedsiębiorstwa Energetyki Cieplnej z Sochaczewa, Zakładu Wodociągów i Kanalizacji Sochaczew, a także Geotermii Mazowieckiej S.A.
Sochaczew leży pomiędzy trzema dużymi kompleksami leśnymi: Puszczą Kampinoską, Puszczą Bolimowską i terenami leśnymi w gminach Młodzieszyn i Iłów, w bezpośrednim sąsiedztwie Kampinoskiego Parku Narodowego.

### Klimat

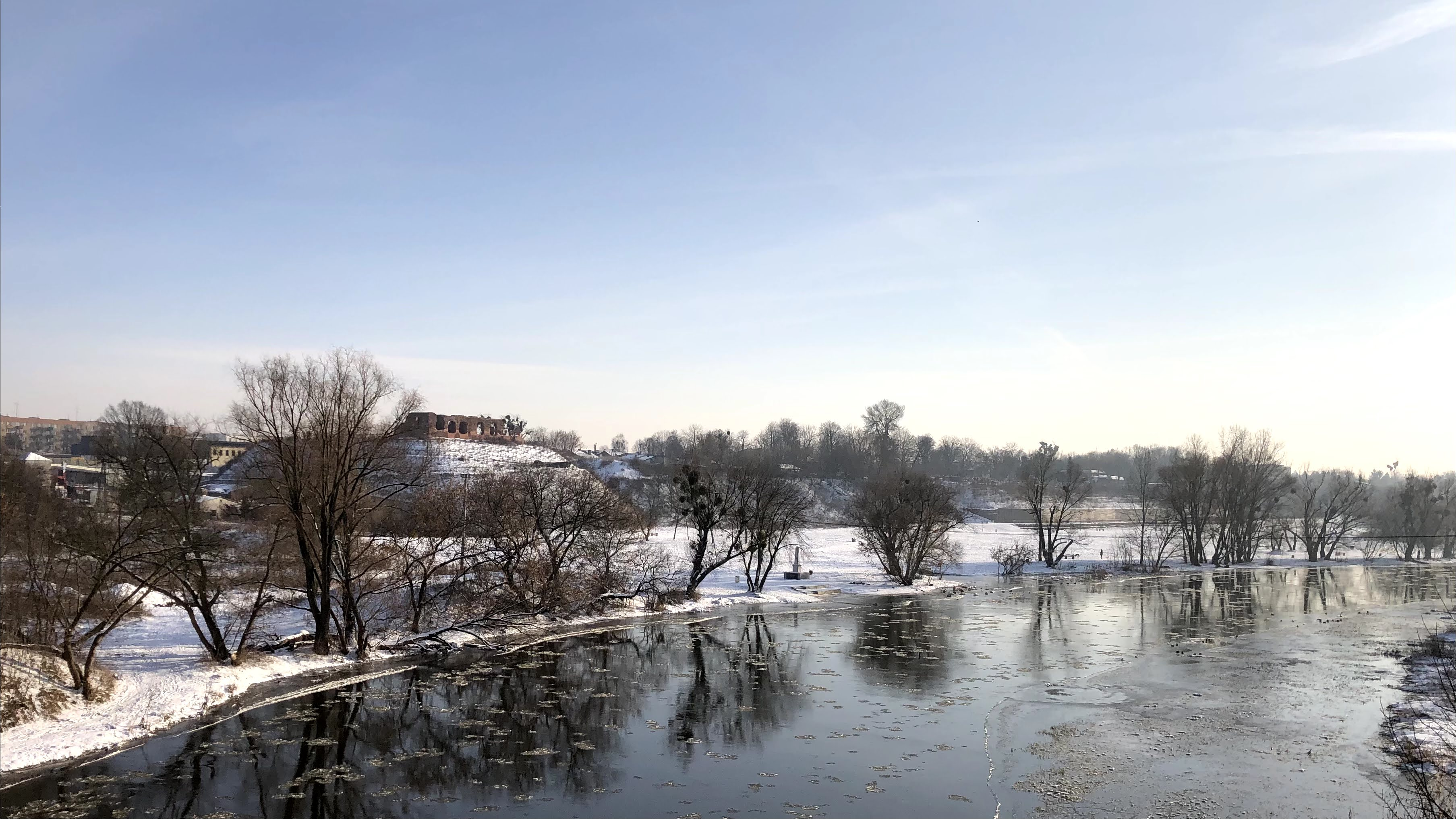
Bzura w Sochaczewie zimą

Według klasyfikacji Wincentego Okołowicza Sochaczew leży w strefie klimatu umiarkowanego ciepłego przejściowego. Według uaktualnionej klasyfikacji Köppena-Geigera jest to strefa Dfb – klimatu kontynentalnego wilgotnego.
Przeciętne opady wahają się między 450 a 600 mm, a więc w porównaniu z innymi rejonami kraju jest to rejon dosyć suchy.
Wartości średnie dla kolejnych miesięcy roku:
| Miesiąc                          | Sty  | Lut  | Mar  | Kwi  | Maj  | Cze  | Lip  | Sie  | Wrz  | Paź  | Lis | Gru  | Roczna |
| -------------------------------- | ---- | ---- | ---- | ---- | ---- | ---- | ---- | ---- | ---- | ---- | --- | ---- | ------ |
| Średnie temperatury w dzień [°C] | 1,0  | 3,0  | 8,0  | 15,0 | 20,0 | 22,0 | 25,0 | 25,0 | 20,0 | 15,0 | 7,0 | 2,0  | 13,6   |
| Średnie temperatury w nocy [°C]  | −4.0 | −3.0 | −1.0 | 3,0  | 8,0  | 11,0 | 13,0 | 13,0 | 9,0  | 5,0  | 1,0 | −2.0 | 4,4    |
| Opady [mm]                       | 37   | 30   | 32   | 33   | 51   | 55   | 62   | 43   | 39   | 27   | 34  | 38   | 481    |
| Źródło: meteoblue 2020-01-01     |      |      |      |      |      |      |      |      |      |      |     |      |        |

### Parki i tereny zielone

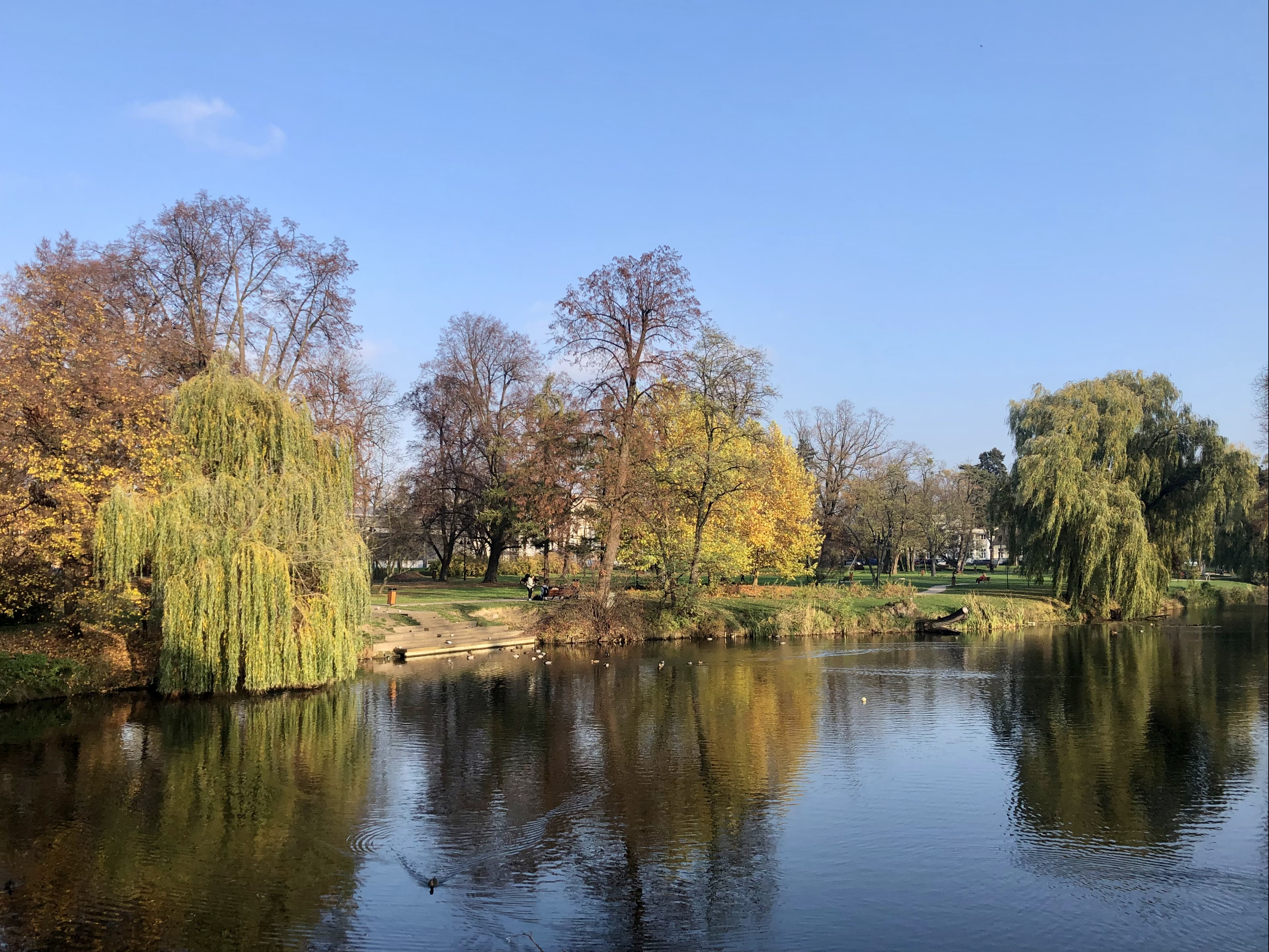
Park im. Garbolewskigo

W Sochaczewie znajdują się trzy parki:
- Park im. Włodzimierza Ignacego Garbolewskigo
- Park im. Fryderyka Chopina (Park Podzamcze)
- Park w Chodakowie

W parku im. Garbolewskiego funkcjonuje ogród muzyczny, gdzie ustawione zostały ogólnodostępne plenerowe instrumenty muzyczne.
W mieście znajdują się liczne skwery (im. Jana Pawła II, im. Niezależnego Samorządu Związku Zawodowego „Solidarność”, Obrońców Sochaczewa) oraz ogrody jordanowskie (przy Alei 600-lecia, przy ul. Feliksa Kozubowskiego).
Zielone, zagospodarowane tereny rekreacyjne znajdują się m.in. nad Bzurą, Utratą (Chodaków) oraz nad zalewem w Boryszewie.
Grunty leśne w granicach miasta zajmują 103 ha.

### Struktura gruntów
| Rodzaj                                    | Powierzchnia | %    |
| ----------------------------------------- | ------------ | ---- |
| Użytki rolne                              | 1880 ha      | 72%  |
| Zabudowa mieszkaniowa                     | 163 ha       | 6%   |
| Grunty leśne                              | 103 ha       | 4%   |
| Zabudowa przemysłowa                      | 81 ha        | 3%   |
| Pozostałe grunty w tym parki, drogi, wody | 386 ha       | 15%  |
| Obszar (Σ)                                | 2 613 ha     | 100% |

## Etymologia nazwy miasta

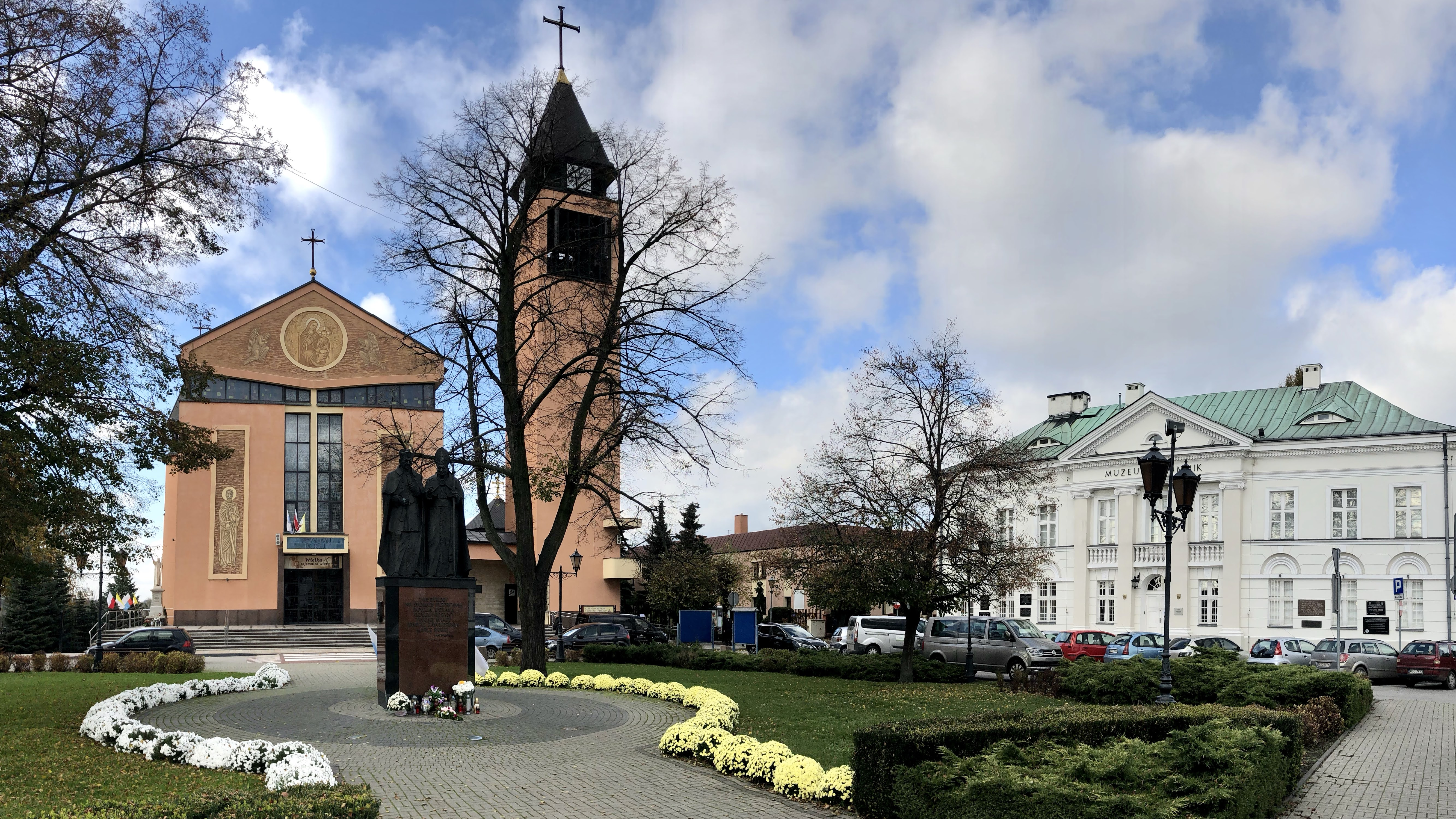
Sochaczew – pl. Kościuszki –kościół i ratusz, obecnie Muzeum Ziemi Sochaczewskiej i Pola Bitwy nad Bzurą

Nazwa miasta prawdopodobnie pochodzi od słowa o prasłowiańskim rodowodzie „socha”, które oznaczało drewniane narzędzie służące do uprawy roli (pierwowzór pługa). Nazwa ta jest prawdopodobna ze względu na rolniczy charakter osady wczesnośredniowiecznej. Druga hipoteza proponowana przez prof. Stanisława Rosponda wskazuje na słowo „sochacze” – suche gałęzie drzewa.
W średniowiecznych źródłach nazwa miasta występuje w formach „Sochacew” bądź „Sochaczow”.

## Demografia
Dane z 31 grudnia 2020:
| Opis                              | Ogółem | Ogółem | Kobiety | Kobiety | Mężczyźni | Mężczyźni |
| --------------------------------- | ------ | ------ | ------- | ------- | --------- | --------- |
| Jednostka                         | osób   | %      | osób    | %       | osób      | %         |
| Populacja                         | 35 891 | 100    | 18 876  | 52,5    | 17 015    | 47,5      |
| Gęstość zaludnienia [mieszk./km²] | 1462   | 1462   | 767,2   | 767,2   | 694,8     | 694,8     |

- Ludność Sochaczewa na przestrzeni stuleci:

W październiku 2007 roku w Sochaczewie było 30588 osób uprawnionych do głosowania.

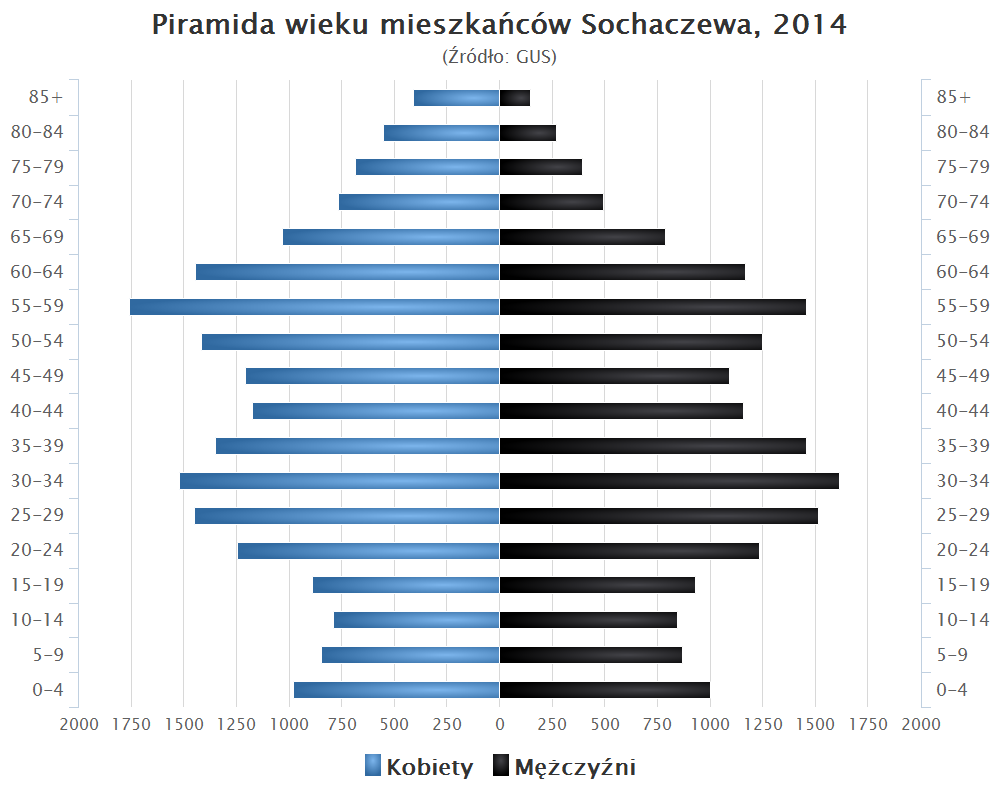
Piramida wieku mieszkańców Sochaczewa w 2014 roku

W październiku 2011 roku w Sochaczewie było 30239 osób uprawnionych do głosowania.

## Administracja

### Symbole miasta

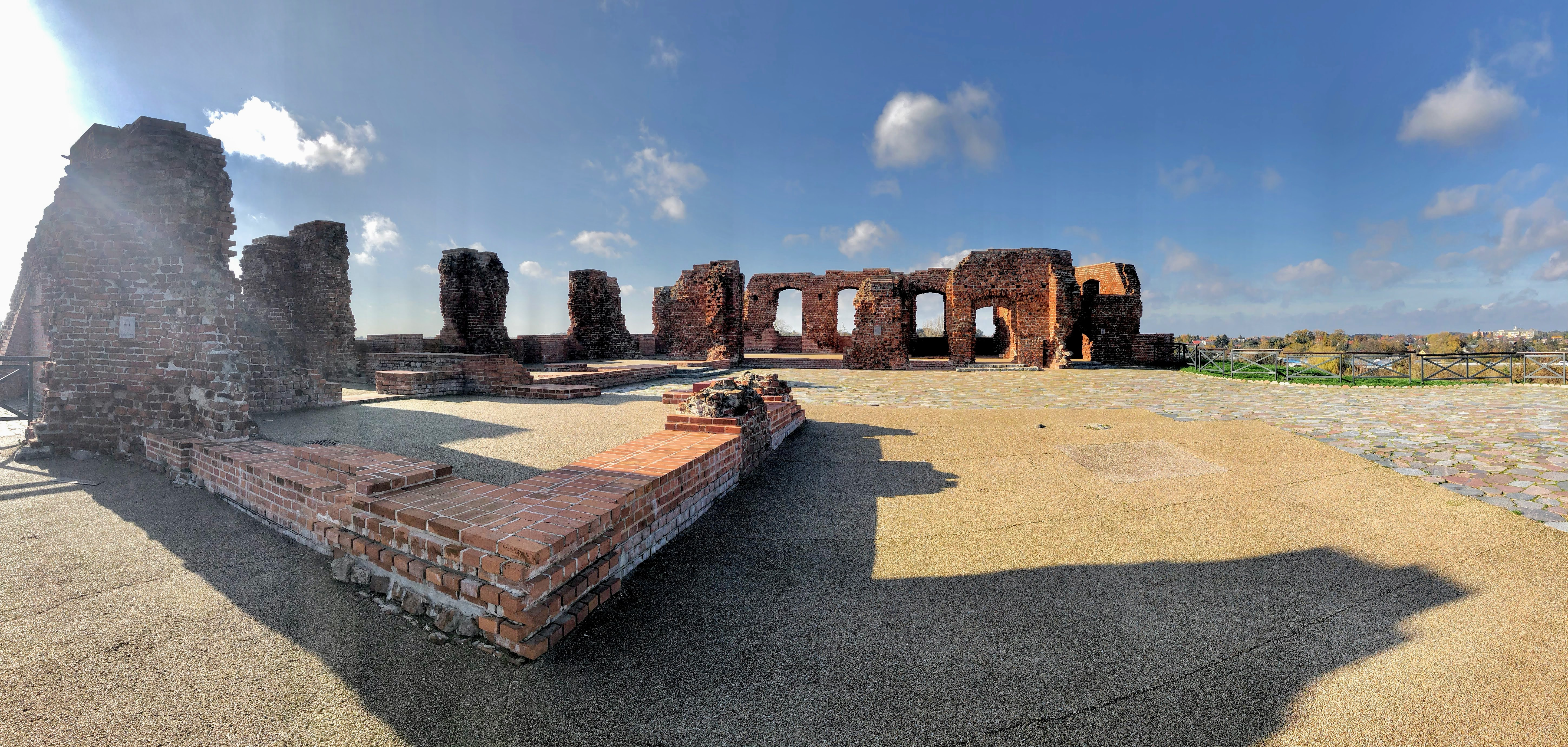
Ruiny Zamku Książąt Mazowieckich – jeden z symboli miasta

#### Herb
Herb Sochaczewa ukazuje na białym tle czerwone mury średniowiecznej budowli z dwiema wieżami obronnymi. Pomiędzy nimi widnieje rycerz w stalowo-błękitnej zbroi, trzymający w prawej ręce miecz ze złotą rękojeścią. W dolnej części znajduje się pofalowana woda w kolorze zielonym.
Symbolika herbu nawiązuje do minionych wieków historii miasta i zaznacza jego średniowieczne pochodzenie. Budowlą obronną jest zamek Książąt Mazowieckich, którego ruiny zachowały się do dziś na wysokiej Górze Zamkowej przy wjeździe do miasta. Liczne walki i starcia, których miasto było świadkiem na przestrzeni wielu stuleci symbolizuje rycerz z mieczem podniesionym do góry. Zaś wody falujące tuż pod murami zamku odnoszą się do rzeki Bzury. Niegdyś jej koryto znajdowało się bliżej Góry Zamkowej i był to jeden z głównych powodów ulokowania zamku właśnie w tym miejscu.
Herb Sochaczewa wzorowany jest na herbach występujących na pieczęciach miejskich z XV i XVIII wieku.

#### Flaga
Pole flagi podzielone jest na dwie barwne, równej wielkości części. Jedna koloru czerwonego, druga koloru zielonego. Centrycznie na przecięciu umieszczony jest herb miasta.
Wymiary flagi:
- 77 × 140 cm do pióropuszy, na słupy i budynki, na szturmówki.
- 150 × 270 cm do zakładania na drzewce, do przytwierdzania na maszt[25].

### Samorząd
Sochaczew jest gminą miejską. Miasto jest również siedzibą dwóch innych jednostek samorządu terytorialnego: powiatu sochaczewskiego oraz gminy Sochaczew (gmina wiejska).

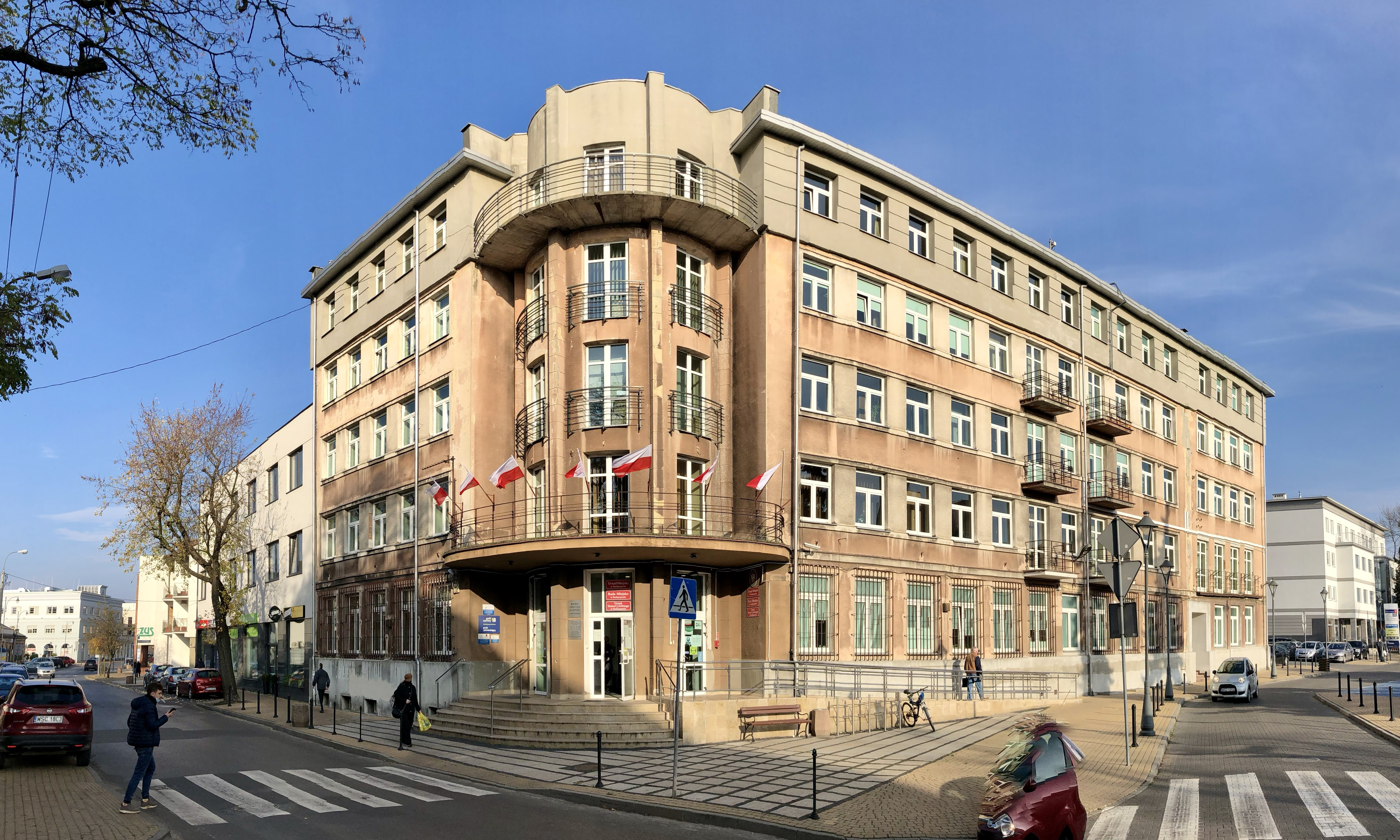
Urząd miejski w Sochaczewie

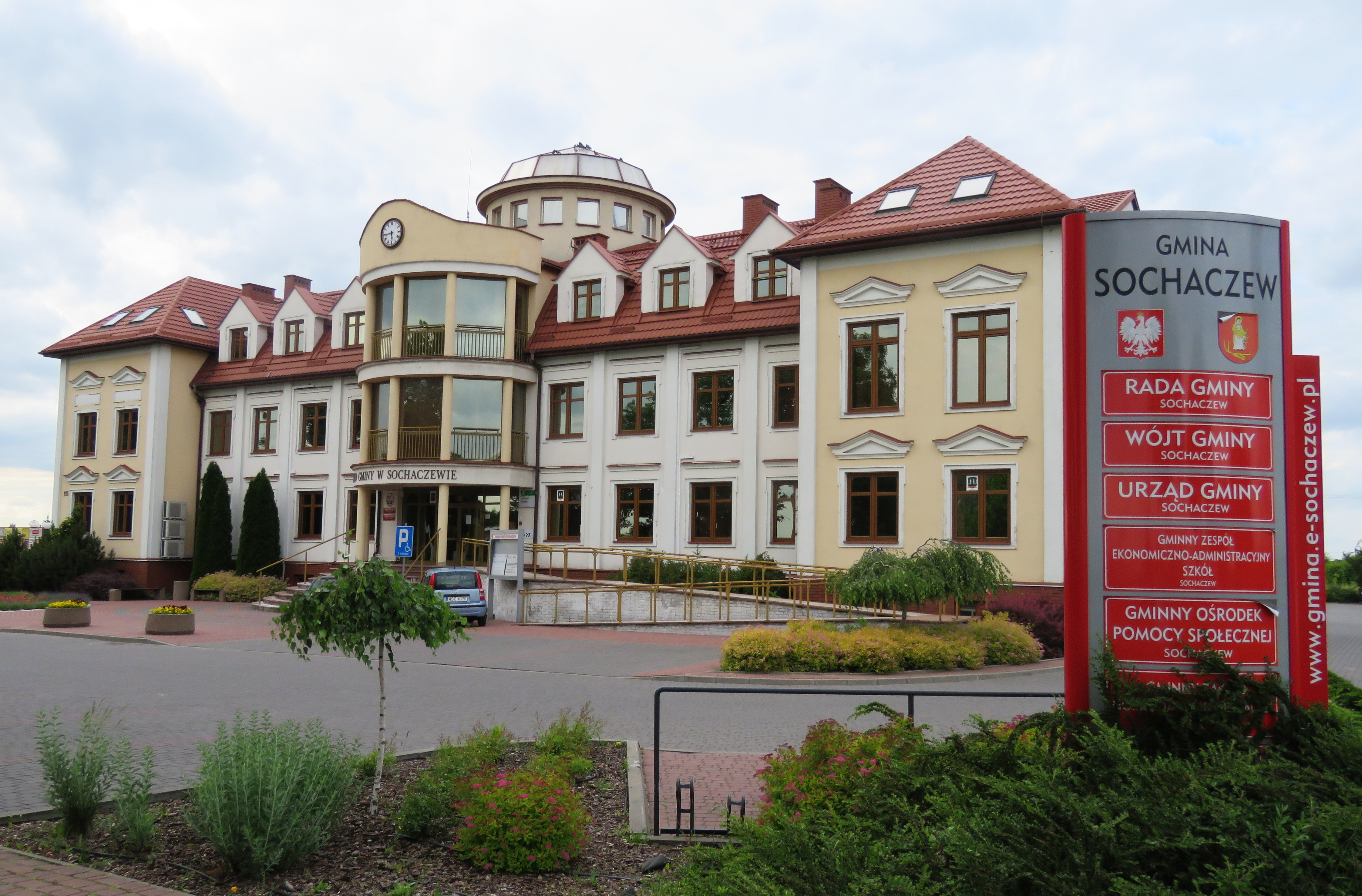
Urząd gminy wiejskiej Sochaczew

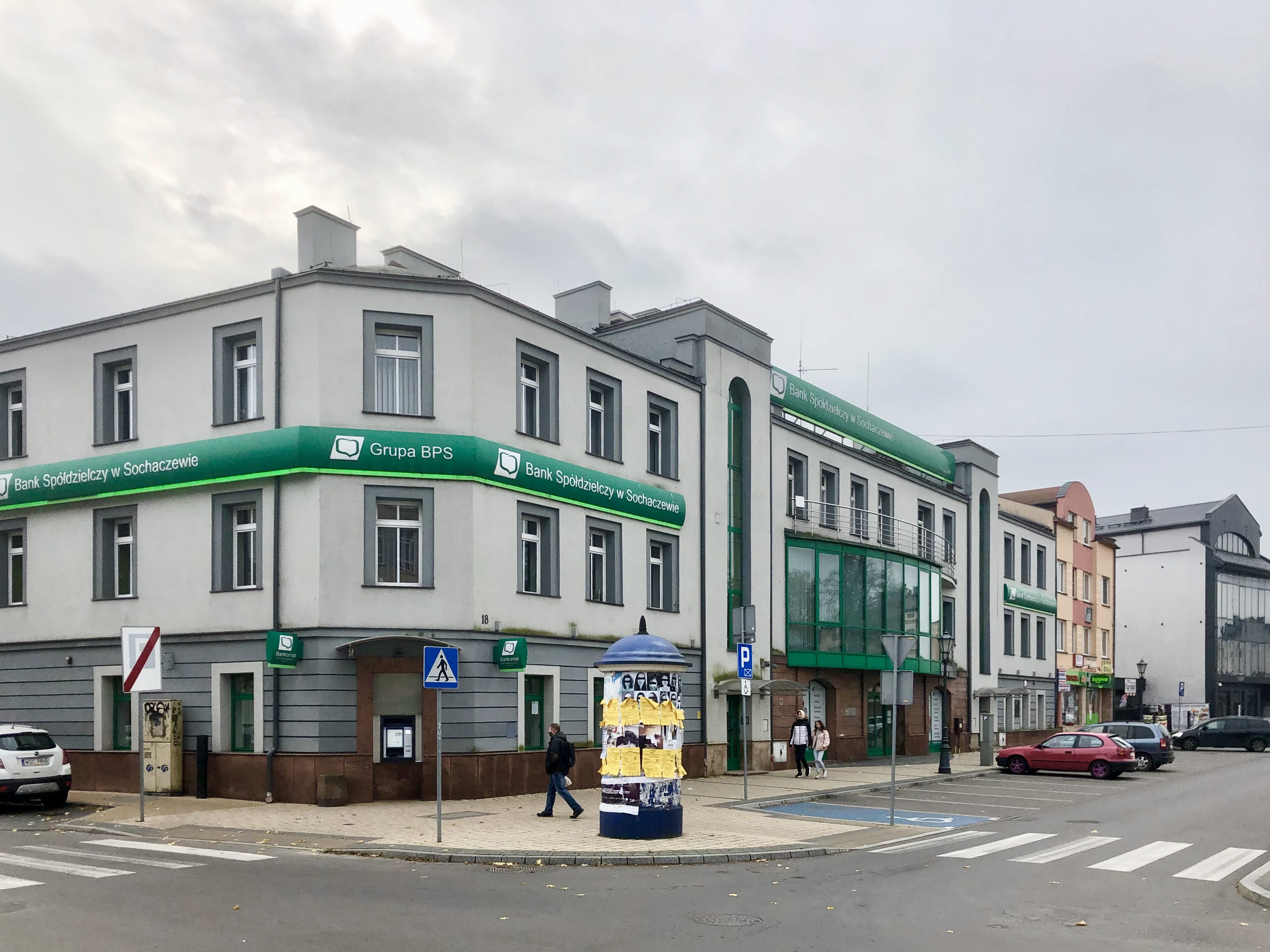
Przedwojenna siedziba Starostwa Powiatowego w Sochaczewie, obecnie oddział Banku Spółdzielczego

Funkcję burmistrza od maja 2024 sprawuje Daniel Kamil Janiak. W II turze wyborów samorządowych w 2024 uzyskał 54,8% poparcia wyborców. Funkcję I Zastępcy Burmistrza Miasta Sochaczew pełni Kamila Gołaszewska - Kotlarz, a II wiceburmistrza Stanisław Wachowski.
Mieszkańcy wybierają do Rady Miasta 21 radnych na pięcioletnią kadencję. Pracami Rady kieruje wybierany spośród jej członków przewodniczący. Obecny skład został wybrany w wyborach samorządowych w 2024.
Prezydium Rady Miejskiej:
- Sylwester Kaczmarek – przewodniczący
- Magdalena Zborowska – wiceprzewodnicząca
- Jakub Wojewoda – wiceprzewodniczący

W radzie miasta zasiadają przedstawiciele trzech klubów:
- Klub radnych Łączy nas Sochaczew – 3 radnych
- Klub radnych Prawa i Sprawiedliwości – 8 radnych
- Klub radnych Koalicji Obywatelskiej i Mazowieckiej Wspólnoty Samorządowej – 10 radnych[28].

### Parlamentarzyści
Mieszkańcy Sochaczewa wybierają radnych do sejmiku województwa w okręgu nr 4. Posłów na Sejm wybierają z okręgu wyborczego nr 16, senatora z okręgu nr 38, a posłów do Parlamentu Europejskiego z okręgu wyborczego nr 5.
Z Sochaczewa pochodzi Mariusz Kamiński, były Minister Spraw Wewnętrznych i Administracji. Posłem pochodzącym z Sochaczewa jest również Maciej Małecki, były przewodniczący Rady Miejskiej oraz były sekretarz stanu w Ministerstwie Aktywów Państwowych.

### Podział administracyjny
Tradycyjnie wyróżnia się części miasta:
- Centrum – centrum handlowo-usługowe położone na prawym, wysokim brzegu Bzury; tutaj można zobaczyć większość zabytków sochaczewskich.
- Chodaków – północna część miasta, włączona do Sochaczewa w 1977 roku; dzielnica przemysłowa.
- Trojanów – jedno z najstarszych osiedli ludzkich na terenie Sochaczewa, w średniowieczu istniał tu gród. W chwili obecnej dzielnica mieszkalna oraz rejon trzech cmentarzy.
- Boryszew – południowa część miasta, przeważa zabudowa jednorodzinna; dzielnica fabryczna.
- Karwowo – lewobrzeżna, północno-zachodnia część miasta.
- Rozlazłów – lewobrzeżna, zachodnia część miasta, znajduje się w niej szpital powiatowy.
- Czerwonka – wschodnia część miasta, dzielnica częściowo rolnicza, znajduje się tu dwór Garbolewskich (obecnie Szkoła Muzyczna).
- Zwierzyniec – najbardziej wysunięta na północ część miasta, od 1922 roku funkcjonował tu przystanek Zwierzyniec koło Sochaczewa Sochaczewskiej Kolei Dojazdowej.
- Malesin – najbardziej wysunięta na południe część miasta, głównie zabudowa jednorodzinna; przyłączona w latach siedemdziesiątych[32].

Do celów analitycznych Urząd Miasta podzielił Sochaczew na 16 jednostek:

- Boryszew-Zatorze
- Boryszew
- Rozlazłów
- Karwowo
- Czerwonka
- Piłsudskiego (Ogrody)
- Centrum
- Pokoju
- Viktoria
- Cebulkowo
- Trojanów
- Wypalenisko
- Kistki
- Chodaków
- Zwierzyniec

### Sądownictwo

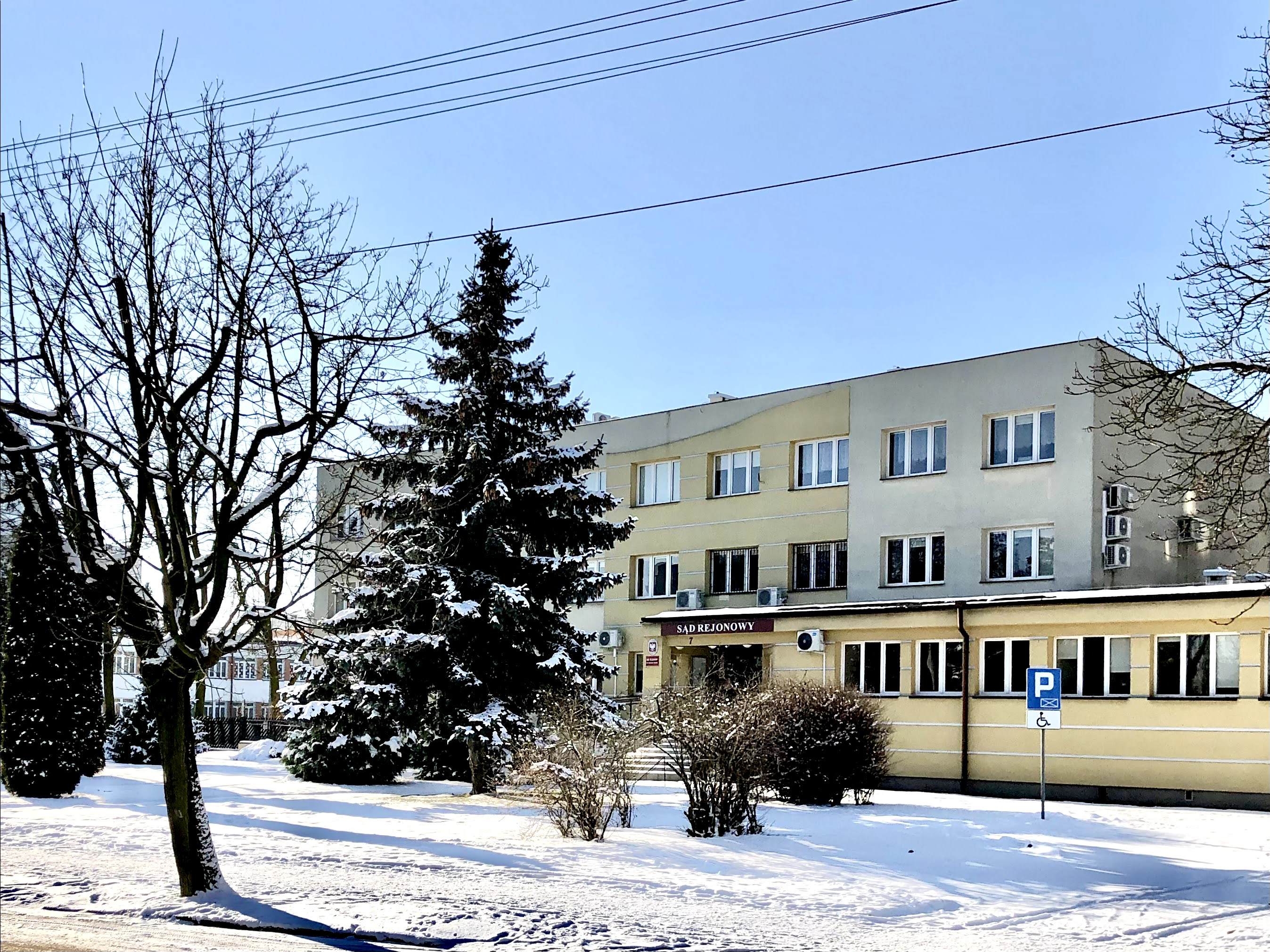
Sąd Rejonowy w Sochaczewie

W Sochaczewie znajduje się Sąd Rejonowy dla miasta Sochaczew oraz gmin: Brochów, Iłów, Młodzieszyn, Nowa Sucha, Rybno, Sochaczew, Teresin. Miasto jest również siedzibą prokuratury rejonowej.
Właściwy sąd okręgowy dla Sochaczewa znajduje się w Płocku, natomiast sąd apelacyjny w Łodzi.

## Historia miasta

### Średniowiecze

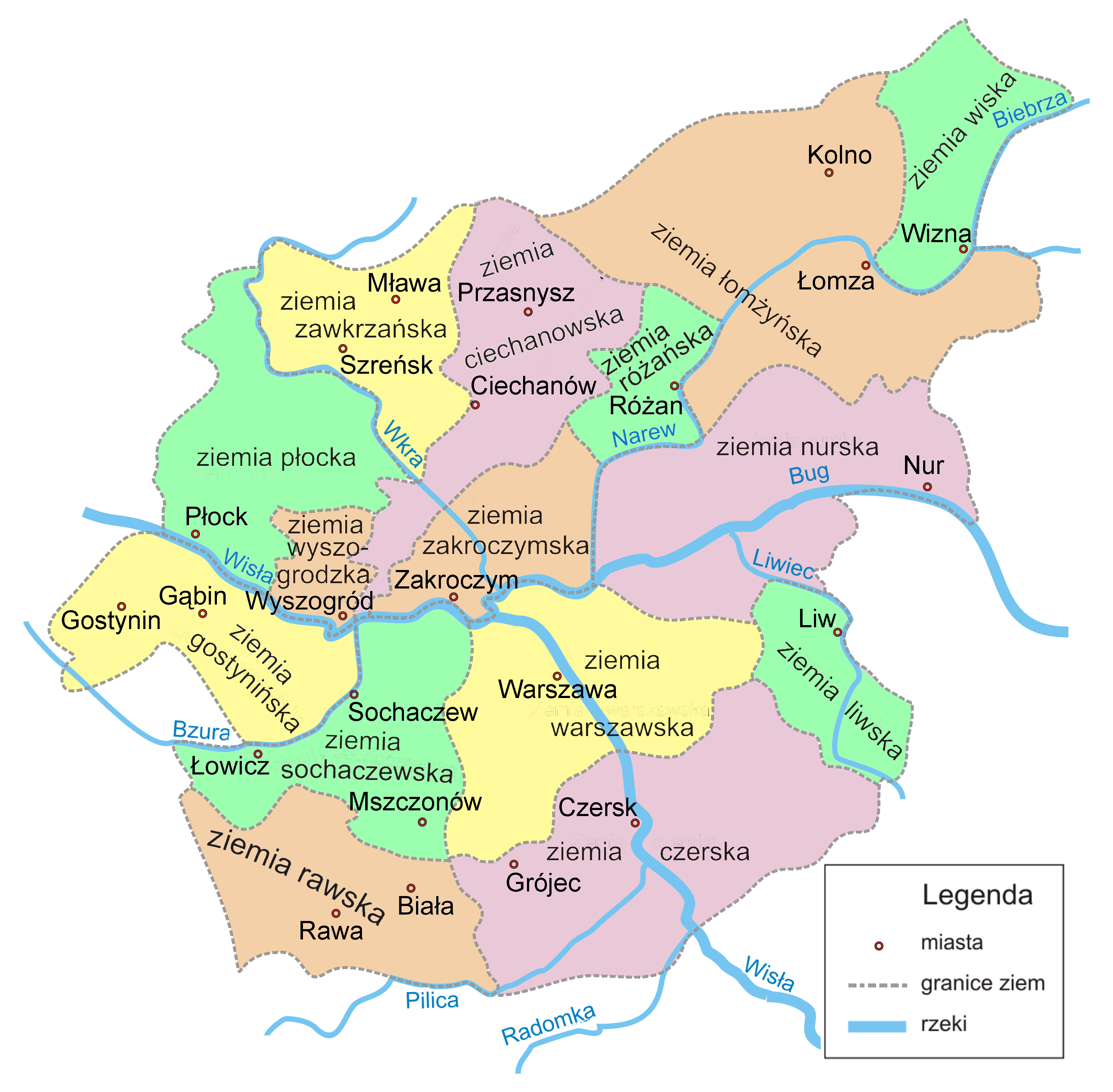
Ziemia sochaczewska na mapie Mazowsza

Pierwsze wzmianki o Sochaczewie pochodzą z 1138 roku. Wtedy to w klasztorze benedyktynów Świętej Trójcy miał umrzeć książę Bolesław Krzywousty.

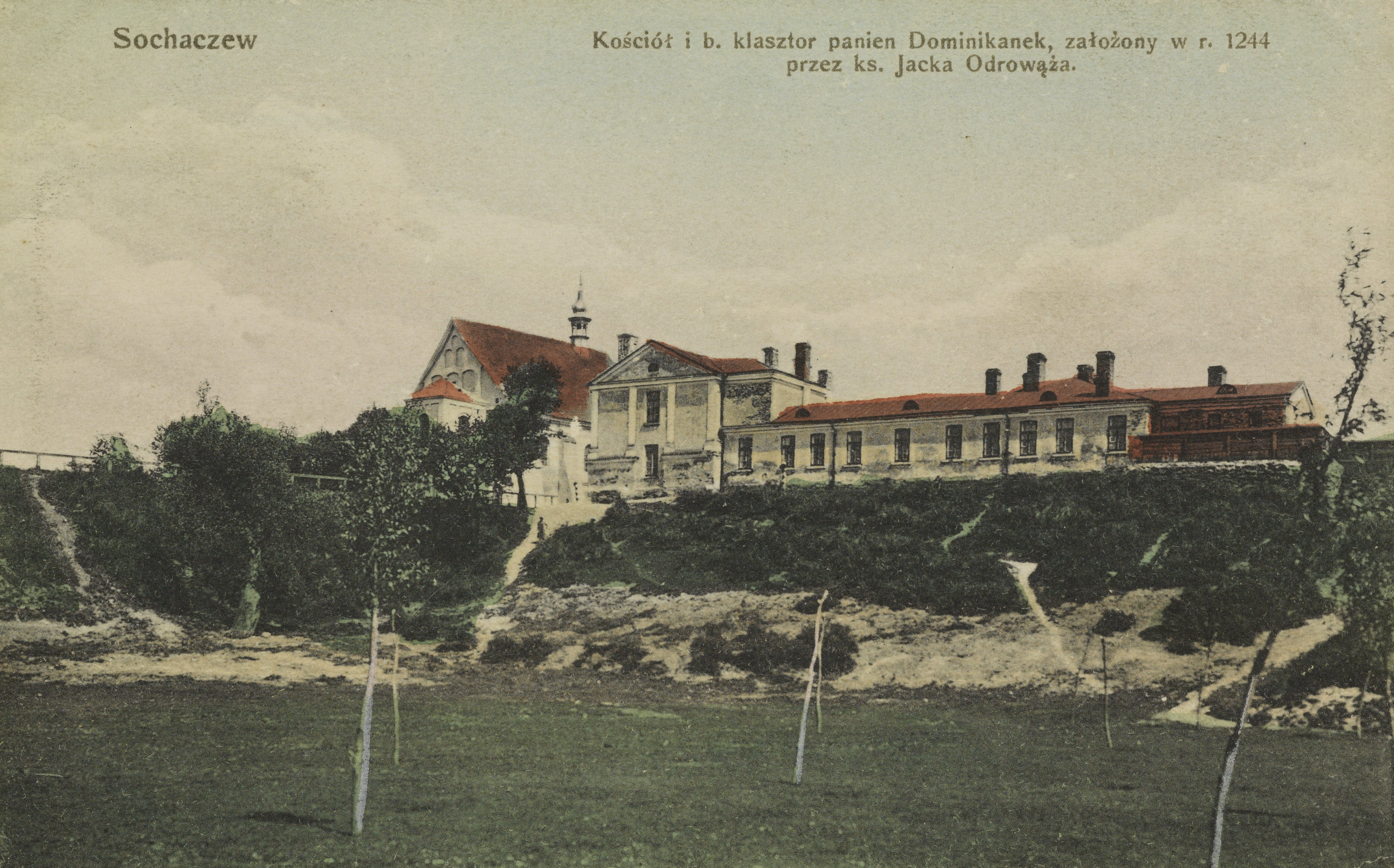
Założony w 1244 roku klasztor Dominikanek, fotografia z początku XX wieku

Następna wzmianka wskazuje w 1221 roku na kasztelana Falantę – Sochaczew był zatem już wtedy stolicą kasztelanii, ówczesnego ośrodka administracji. Ziemia sochaczewska obejmowała tereny na wschód i południe od Bzury, w tym takie miasta jak Łowicz i Mszczonów. W tym czasie na terenie Sochaczewa istniała osada targowa powstała na skrzyżowaniu ważnych dróg wiodących z południa na północ (Kalisz – Prusy) i ze wschodu na zachód (Litwa – Warszawa – Gniezno – Poznań i dalej na zachód). O intensywnym rozwoju miasta w tym czasie świadczą dwie duże inwestycje podjęte w I połowie XIII wieku: budowa kościoła farnego św. Wawrzyńca na Poświętnem i kościoła oo. Dominikanów św. Mikołaja. Obie budowle zostały konsekrowane przez biskupa płockiego w 1257 roku. W połowie XIV wieku zdecydowano się na budowę murowanego zamku na obecnej Górze Zamkowej.
Rangę Sochaczewa podkreślił książę Siemowit III, który zorganizował tutaj zjazd książąt mazowieckich i innych ważnych osobistości Mazowsza, by uchwalić statut praw dla Księstwa Mazowieckiego (Statuty Sochaczewskie).
Choć data uzyskania praw miejskich jest nieznana, to według różnych źródeł stało się to przed 1368 rokiem, kiedy to Sochaczew był już wymieniony jako miasto („civitas”).

### XV–XVIII wiek

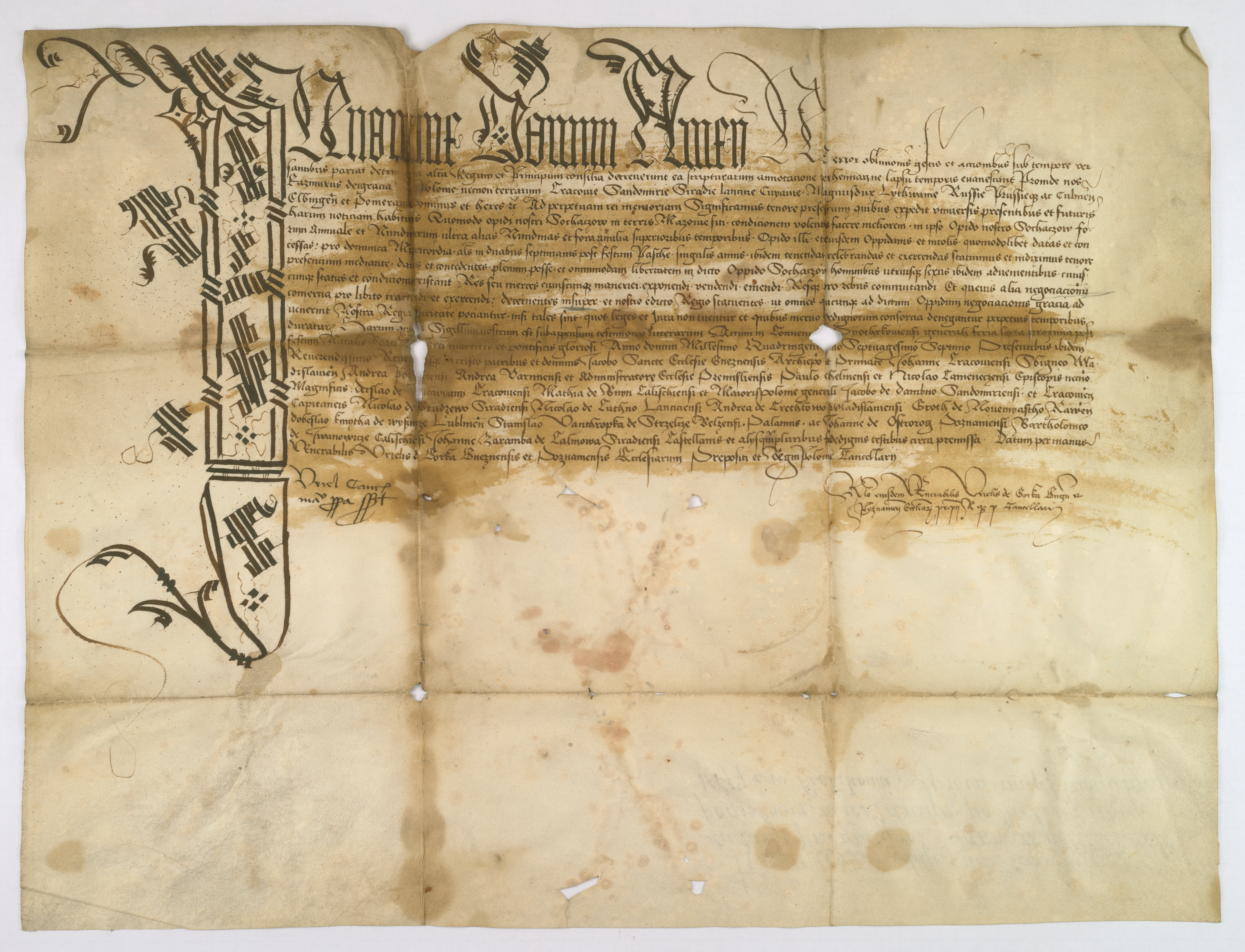
Kazimierz Jagiellończyk, król polski, nadaje miastu Sochaczew doroczny jarmark w niedzielę Misericordia

4 lutego 1476 Sochaczew został wcielony do Korony przez króla Kazimierza Jagiellończyka. Kupcy otrzymali wówczas przywilej handlu suknem w Lublinie i na Rusi, a miasto prawo organizowania dorocznego jarmarku w drugą niedzielę po Wielkiejnocy. Ówczesne miasto miało stosunkowo dużo wyspecjalizowanych rzemieślników – odnotowano obecność 22 bractw cechowych, m.in. byli to: rzeźnicy, sukiennicy, ślusarze, kowale, miecznicy, munsztukarze, rusznikarze i łucznicy. W XVI wieku liczbę jarmarków zwiększono do czterech.
W 1478 roku zakończono budowę kościoła parafialnego św. Wawrzyńca i Marii Magdaleny na Poświętnem, a w 1487 roku drewnianego budynku szpitala i kościoła św. Ducha założonego w 1457 roku (okolice obecnej ul. Warszawskiej i 1 Maja).
W Sochaczewie znajduje się jeden z najstarszych cmentarzy żydowskich w Polsce – Żydzi zamieszkiwali tu od 1427 roku. Z 1507 roku pochodzi pierwsze świadectwo istnienia osiedla żydowskiego w Sochaczewie.
W XVI wieku utrzymało swój kupiecki charakter. Przez drewniany most na Bzurze na trasie do Wyszogrodu i Płocka w 1564 roku przejechało 1900 koni kupieckich. W 1570 roku Sochaczew miał ok. 3000 mieszkańców.
W 1618 roku wielki pożar miasta strawił połowę miasta, w tym farę, kościół i klasztor dominikanów.
5 września 1655 roku Sochaczew zajęli Szwedzi, którzy następnie podążyli do Warszawy. Zarówno Szwedzi, jak i wojska Rakoczego nie oszczędzili Sochaczewa – zniszczeniu uległa większość miasta.
W latach 1748–1755 – wybudowano kościół dominikanek, natomiast ok. 1760–1784 roku kościół dominikanów został przebudowany w stylu barokowym i postawiono murowany klasztor. W 1783 roku zamknięto szpital i kościół św. Ducha. Zamek mieścił archiwa sądu grodzkiego.
W wyniku II rozbioru Polski granica Królestwa Pruskiego oparła się na Bzurze. Pomimo tego, że Sochaczew oficjalnie nadal był miastem Rzeczypospolitej, wojska pruskie wkroczyły do miasta, zyskując przyczółek, jak się okazało przydatny podczas insurekcji kościuszkowskiej.

### Okres zaborów
Mimo że Sochaczew został zajęty przez Prusaków w 1793 roku, oficjalnie przypadł im na mocy postanowień traktatu przeprowadzającego III rozbiór Polski.
W listopadzie 1806 roku, wojska Napoleona toczyły walki na Mazowszu (również pod Sochaczewem) z Rosjanami i Austriakami. W 1807 roku miasto znalazło się w granicach Księstwa Warszawskiego.
W 1815 roku, na mocy postanowień kongresu wiedeńskiego, miasto znalazło się pod panowaniem cara rosyjskiego w autonomicznym Królestwie Polskim. 16 stycznia 1817 utworzono obwód sochaczewski.
Ze względu na rozwój Kalisko-Mazowieckiego Okręgu Przemysłowego wzrosło znaczenie traktu fabrycznego, który przebiegał również przez Sochaczew. W związku z tym 12 grudnia 1823 Rajmund Rembieliński, prezes Komisji Województwa Mazowieckiego, zatwierdził mapę regulacyjną Sochaczewa. W wyniku tego wyprostowano ul. Warszawską, usypano groblę i zbudowano nowy most na Bzurze. Wybudowano szereg budynków: ratusz, kramnice (hala targowa) (oddane do użytku przed 1833 r.) oraz budynek poczty przy ulicy Warszawskiej. Na końcu ul. Warszawskiej i Łowickiej postawiono rogatki miejskie.
W 1828 roku przeniesiono targowisko ze Starego na Nowy Rynek ze względu na liczne parady i musztry stacjonującego tu wojska. W tym samym roku oddano do użytku nowy ratusz projektu Bonifacego Witkowskiego.
W 1831 roku miały miejsce potyczki powstańców listopadowych z wojskami zaborcy w rejonie miasta. Efektami zrywu były zniszczenie ratusza (przebudowa w latach 1833–1837) oraz wstrzymanie modernizacji miasta. W 1858 roku pożar pochłonął synagogę. Nowy, monumentalny obiekt wybudowano w 1861 roku (przy ulicy Podzamcze od strony ul.Traugutta). W drugiej połowie XIX wieku Sochaczew stał się ważnym ośrodkiem ruchu chasydzkiego, skupionego wokół dworu cadyka Abrahama Bornsztajna (osiedlił się tutaj w 1883 r.).
W 1867 roku utworzono ponownie powiat sochaczewski.
Z powodu cyklicznie powtarzających się pożarów w mieście, 9 lipca 1880 roku utworzono Ochotniczą Straż Ogniową w Sochaczewie (jedna z pierwszych w zaborze). 2 lipca 1899 powstało w mieście Towarzystwo Pożyczkowo-Oszczędnościowe (dzisiejszy Bank Spółdzielczy).
Na początku XX wieku podjęto plany budowy drogi żelaznej – kolei kaliskiej (Warszawa – Łódź – Kalisz). W 1903 roku miasto zostało połączone linią kolejową z Warszawą. W listopadzie 1903 roku ukończono budowę sochaczewskiego szpitala (mieścił się on w tym budynku do 1995 roku).
Sochaczew w okresie przed I wojną światową był dogodnym miejscem do inwestowania ze względu na dużą podaż siły roboczej (w 1908 miasto liczyło 9567 mieszkańców) oraz obecność linii kolejowej. 2 grudnia 1913 Belgijska Spółka Akcyjna otworzyła fabrykę sztucznego jedwabiu w Boryszewie, zatrudniającą 600 osób. Po wojnie w fabryce produkowano proch bezdymny.

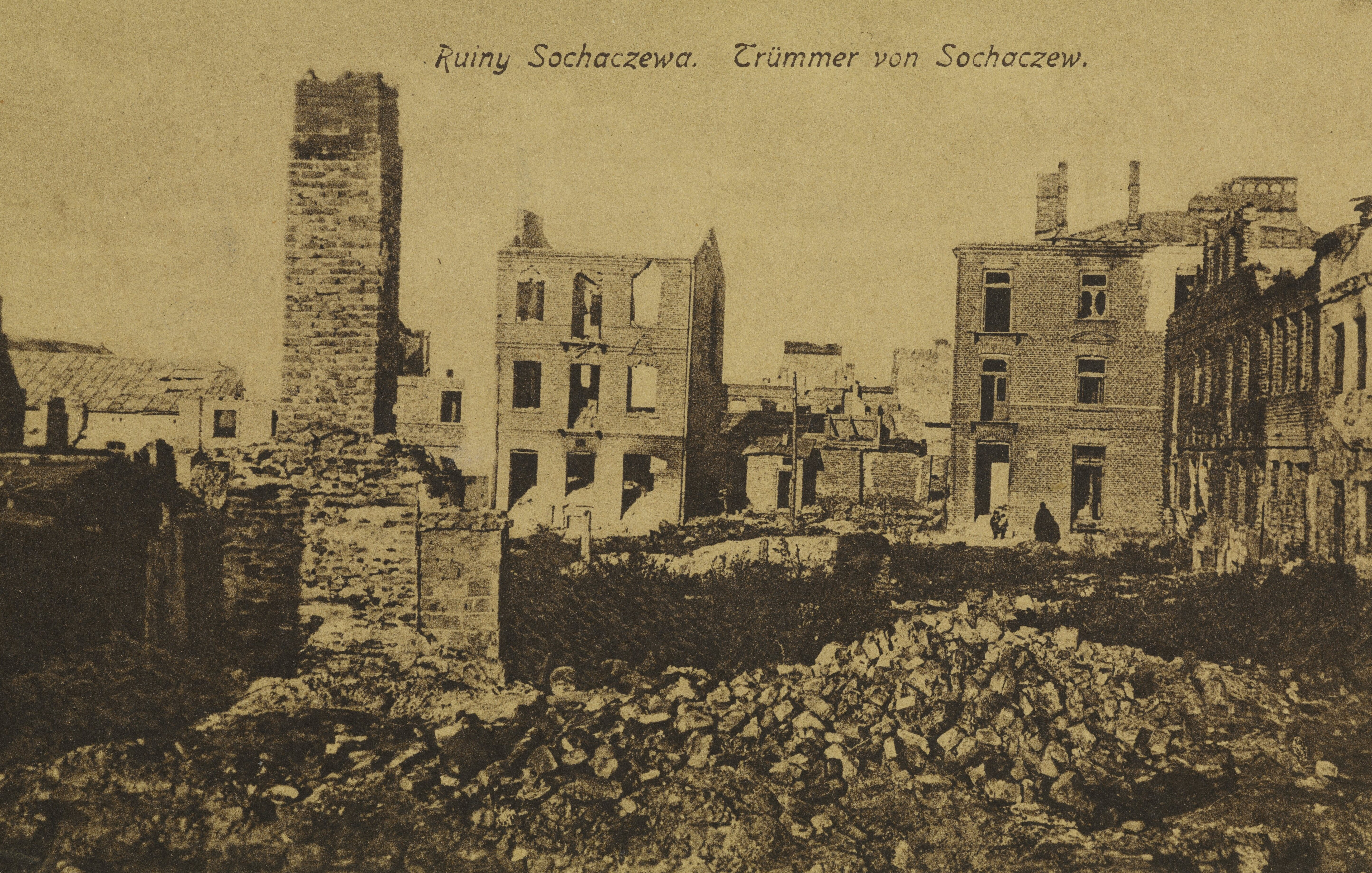
Ruiny Sochaczewa w czasie I wojny światowej

### I wojna światowa
Podczas I wojny światowej miasto zostało zniszczone w znacznym stopniu. 3 października 1914 rozegrała się bitwa o Sochaczew. 5 października Niemcy ponownie zajęli i spalili miasto, wysadzili w powietrze wieżę ciśnień oraz dworzec kolejowy, a także zniszczyli tory. Od grudnia 1914 do lipca 1915 prowadzono zacięte walki niemiecko-rosyjskie na linii Bzury. Od 1915 roku nadzór nad miastem sprawowało wojsko niemieckie.

### Okres międzywojenny

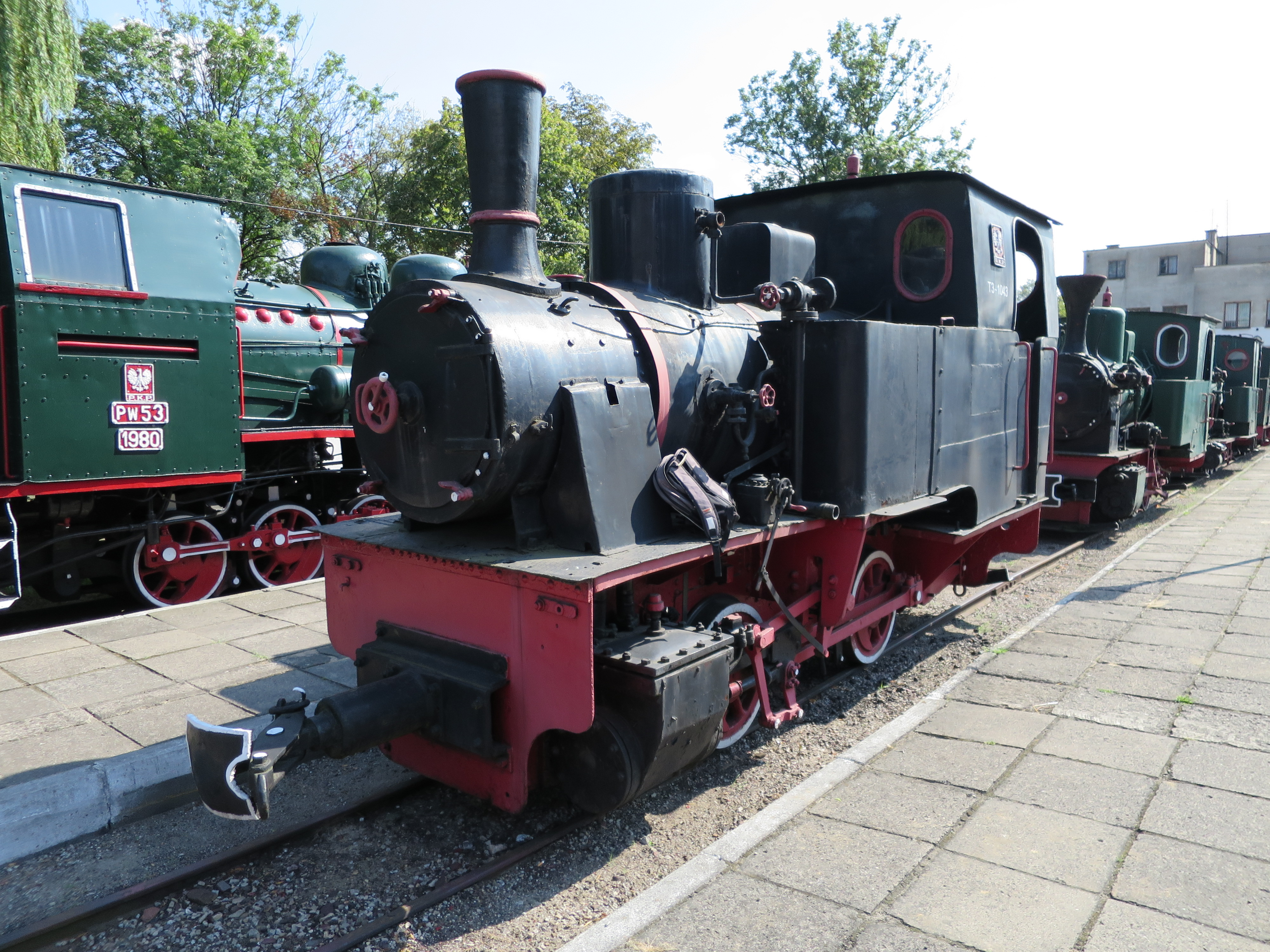
Tabor Sochaczewskiej Kolei Dojazdowej w Muzeum Kolejki Wąskotorowej

Ze względu na duże zniszczenia, w okresie powojennym władze ukierunkowały swoje działania na odbudowę miasta. Ze względu na bliskość Puszczy Kampinoskiej, dnia 19 kwietnia 1919 roku sejmik powiatowy podjął decyzję o budowie kolei wąskotorowej z Sochaczewa do puszczy. Dworzec kolejki w Sochaczewie został zbudowany w 1920 roku. 18 września 1922 roku nastąpiło otwarcie linii z Sochaczewa do Tułowic, a w 1924 do Wyszogrodu.
W okresie powojennym odbudowano fabrykę boryszewską oraz podjęto decyzję o budowie Fabryki Przędzy i Tkanin Sztucznych „Chodaków” S.A. Warszawski przemysłowiec Józef Korc sprzedał 5 lutego 1926 roku Chodaków Szwajcarowi, Karolowi Wehrli-Thielenowi. Budowę fabryki rozpoczęto w 1927 roku, kapitał zakładowy wynosił 1 mln zł. Spółka miała siedzibę w Warszawie przy ul. Wspólnej 60.

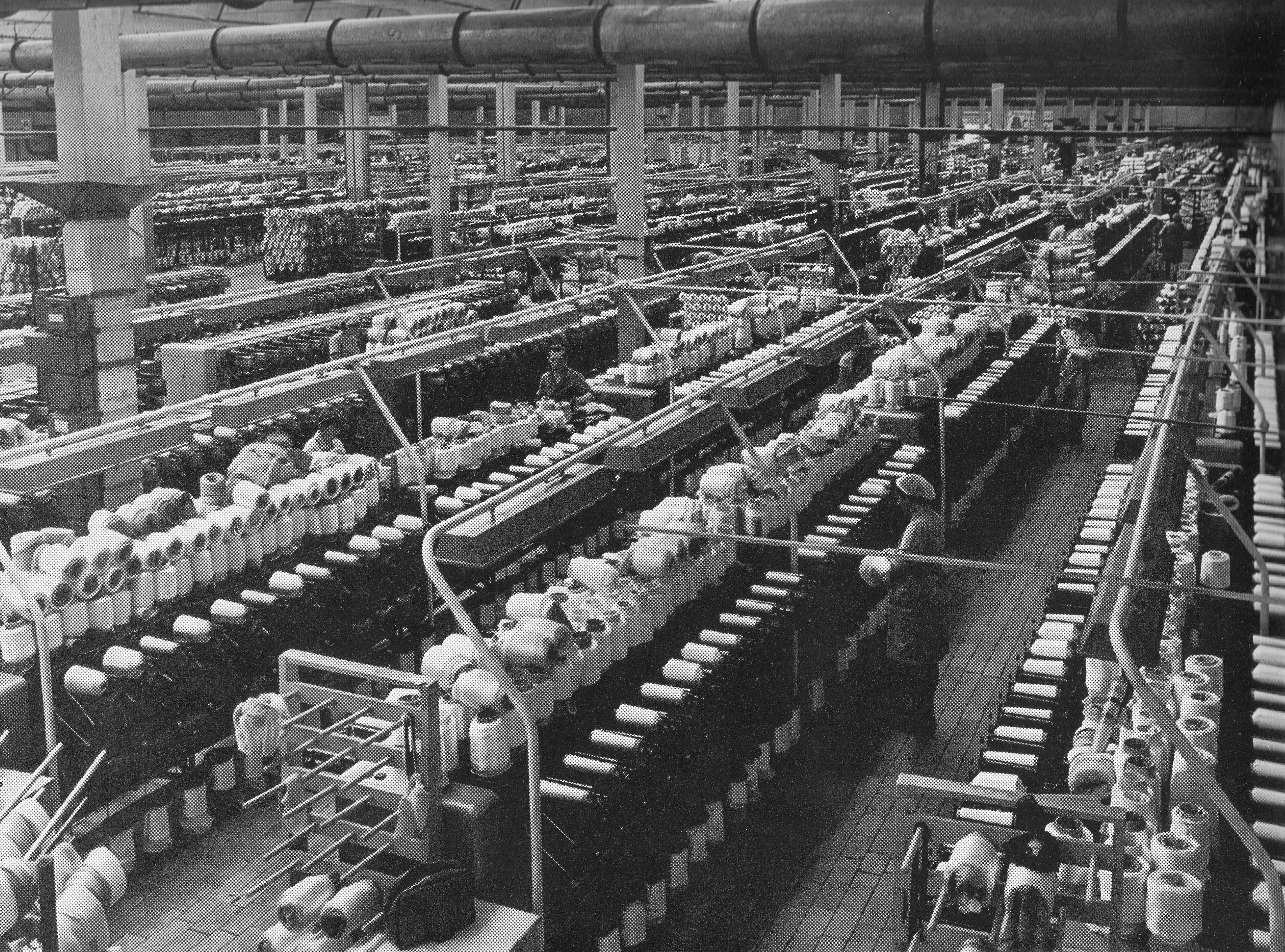
Fabryka Włókien Sztucznych Chemitex

Dzięki decyzjom władz miasta, jak i sprzyjającej koniunkturze, Sochaczew rozwijał się dynamicznie przez cały okres międzywojenny. Pewne wyobrażenie na temat sytuacji demograficznej dają przeprowadzone w tym okresie dwa spisy powszechne. Z pierwszego spisu ludności z 30 września 1921 roku wynika, że w mieście było zameldowanych 5070 osób, w tym 2404 mężczyzn i 2666 kobiet. 39% mieszkańców wyznawało judaizm, resztę stanowili katolicy. Drugi spis ludności przeprowadzono 9 grudnia 1931 roku i wykazał on, że ludność miasta wzrosła do 10797 osób, więc o ponad 50%.
Dnia 11 listopada 1928 z inicjatywy starosty Tadeusza Reindla założono w mieście Ludowy Uniwersytet Rolniczy.
Podjęto również próbę wydawania gazety lokalnej. 15 lutego 1927 roku wydano pierwszy numer dwutygodnika „Echa Sochaczewskiego”.
Z inicjatywy lokalnych działaczek 28 marca 1929 roku założono Związek Pracy Obywatelskiej Kobiet.
Dnia 26 czerwca 1932 roku oddano do użytku stadion w Sochaczewie. Gospodarzem obiektu był klub sportowy Orkan Sochaczew. W Chodakowie również istniał klub sportowy założony w 1929 roku przy Fabryce Przędzy i Tkanin Sztucznych „Chodaków” S.A. – Bzura Chodaków.

### II wojna światowa

#### Kampania wrześniowa

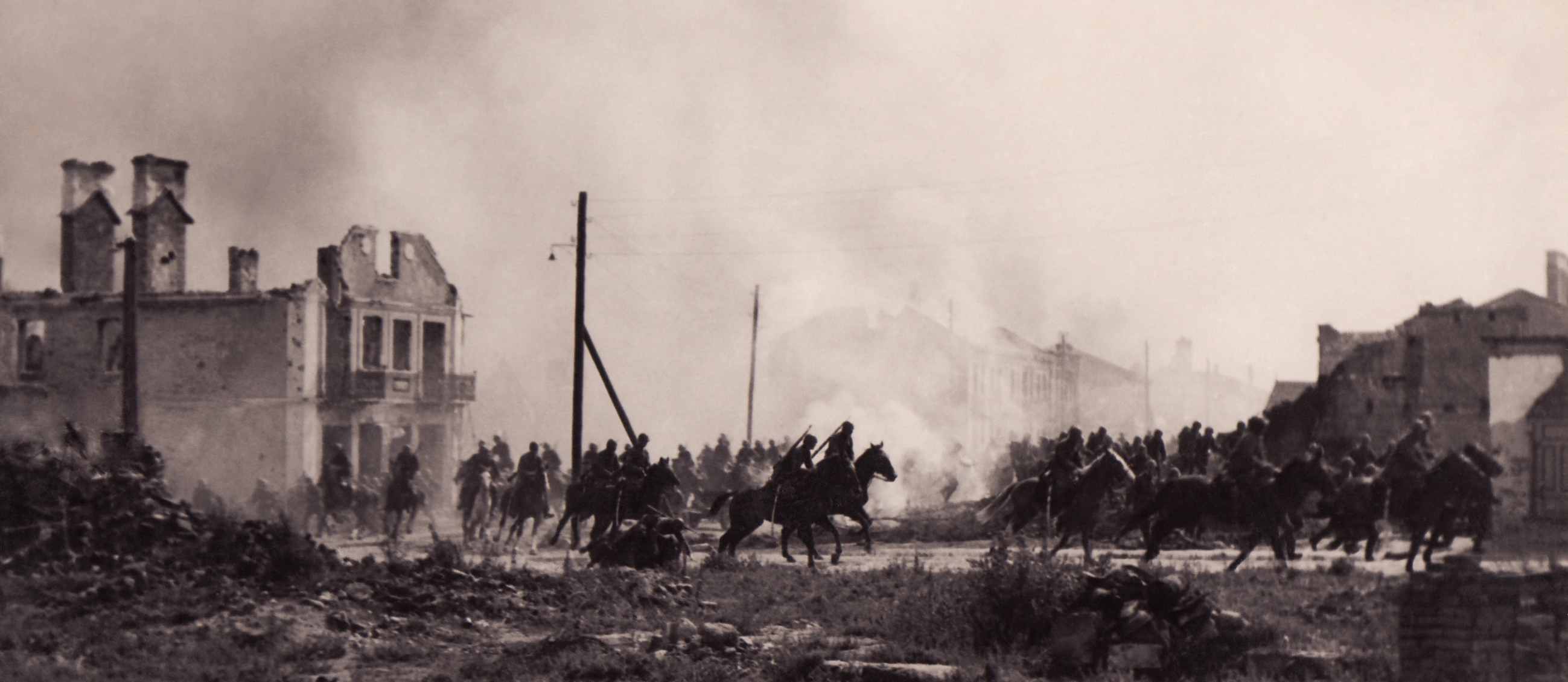
Polska kawaleria w Sochaczewie, wrzesień 1939

W czasie II wojny światowej działania wojenne dotarły do miasta 3 września, kiedy to na Sochaczew spadły pierwsze bomby, m.in. na stację kolejową. 6 września Luftwaffe zbombardowało Chodaków. Już 9 września, w godzinach popołudniowych wojska 8 armii niemieckiej gen. Johannesa von Blaskowitza wkroczyły do Sochaczewa od południowej strony. Ze względu na wielu rannych, zaistniała potrzeba adaptacji szkoły przy ul. Kaczorowskiego na szpital polowy.
O godzinie 6 rano 13 września do miasta wkroczył II batalion 18 pp pod dowództwem majora Feliksa Kozubowskiego, który w dniach 13–16 września dowodził obroną Sochaczewa w ramach bitwy nad Bzurą. Od początku walk miasto ostrzeliwane było silnym ogniem artyleryjskim. Wysokim kosztem oddział zdobył rynek i okoliczne osiedla. Ponieważ straty wojsk polskich wyniosły 80% stanu osobowego, po południu 15 września miasto przeszło w ręce niemieckie. Batalion wycofał się po moście pontonowym na Bzurze, w czasie przeprawy zginął jednak mjr Kozubowski. Od południa 15 września przez prawie 30 godzin Niemcy byli wstrzymywani ogniem artyleryjskim z lewego brzegu rzeki przez 5. baterię 26 DP.
Wskutek bitwy nad Bzurą miasto uległo znacznemu zniszczeniu. W trakcie walk obronnych w gruzach legły zabudowa rynku (nie zniszczono jedynie pierzei wschodniej), dzielnica żydowska (bożnica, łaźnia, rzeźnia rytualna, szkoła), zabudowa ulic Farnej i Traugutta, most na rzece oraz stacja kolejowa. W czasie okupacji Niemcy rozbierali pozostałości po zabudowie przyrynkowej (np. w 1939 roku wysadzono ruiny kościoła podominikańskiego) przygotowując Sochaczew do przebudowy na miasto aryjskie. Gruzy z dzielnicy i cmentarza żydowskiego, kościoła i klasztoru dominikanów i dominikanek oraz domów prywatnych, posłużyły jako podsypka pod budowane przez Niemców lotnisko w Bielicach.
22 września na terenie boryszewskiej cegielni rozstrzelano 50 jeńców wojennych z bydgoskiego Batalionu Obrony Narodowej. Był to odwet za zdławienie V kolumny w Bydgoszczy.

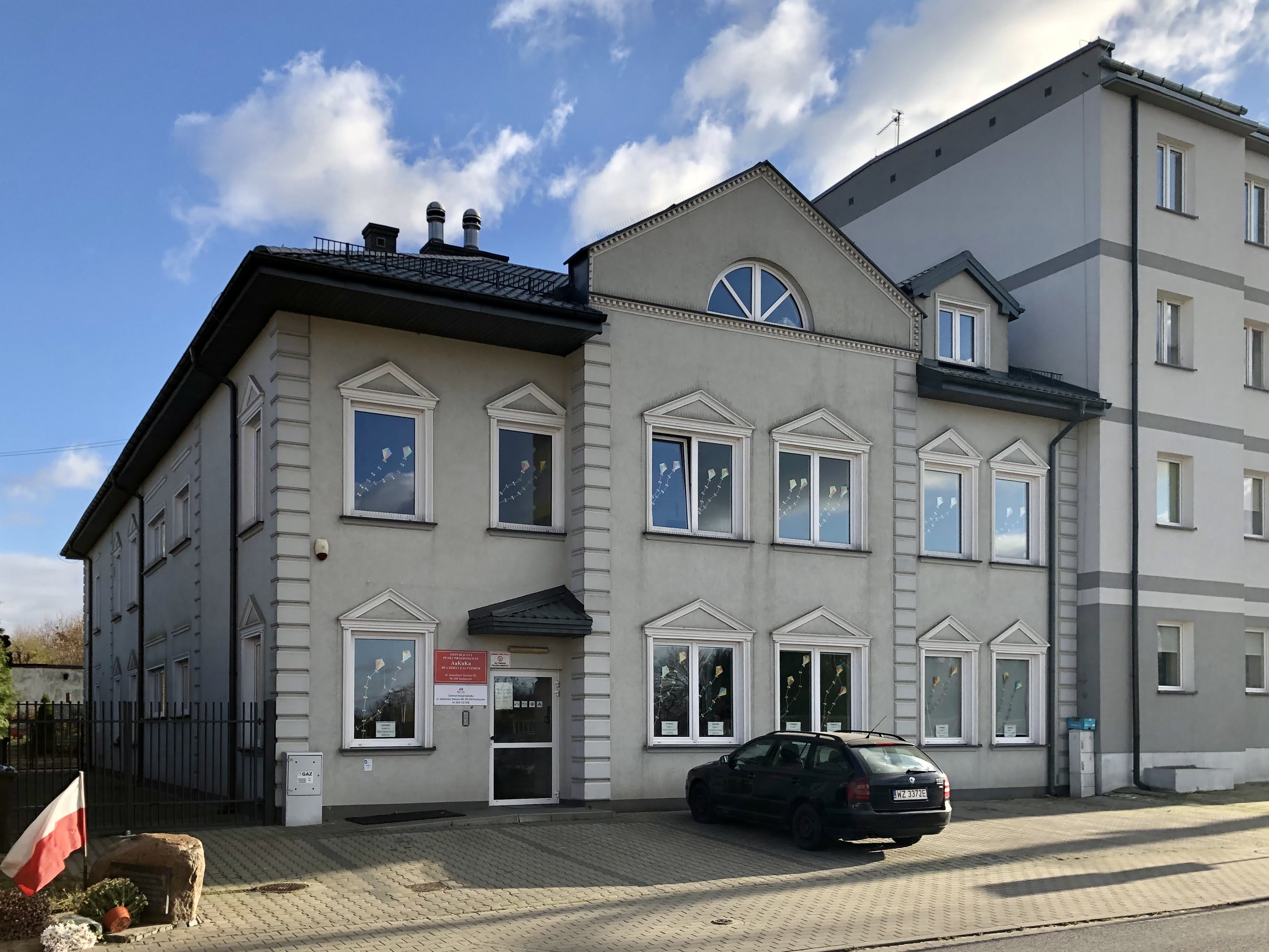
Kamienica przy ul. Staszica 84, w czasie II wojny światowej siedziba Gestapo, po wojnie budynek przejął Urząd Bezpieczeństwa

Z dniem 26 października stanowiska administracyjne objęły władze okupacyjne. Starostwo sochaczewskie znajdowało się w obecnym urzędzie miasta, starosta urzędował w dworze w Czerwonce, a burmistrz urzędował w magistracie przy rynku. W Sochaczewie umieszczono również wiele innych urzędów i placówek władz okupacyjnych. Arbeitsamt mieścił się w kamienicy przy ul.1 Maja 13 – w 1942 roku podczas pożaru strażacy przenieśli ogień na dokumenty miejscowej ludności chroniąc ich w ten sposób przed represjami. W Chodakowie przy ul. Pocztowej 5 siedzibę miał Schutzpolizei, Gestapo natomiast w kamienicy przy ul. Staszica 84.

#### Getto w Sochaczewie
W dniu 15 stycznia 1941 r. Niemcy utworzyli w Sochaczewie getto. Początkowo obejmowało ono teren pomiędzy ulicami: Staszica, Toruńską, Farną, Rynkiem oraz między ul. Farną a Bzurą. Kilka dni później obszar ten powiększono o ul. Bóżniczą i ul. Koszarową. W getcie stłoczono ponad dwa tysiące osób - żydowskich mieszkańców Sochaczewa oraz uciekinierów m.in. z Głowna, Łodzi, Zgierza. Nowo utworzona dzielnica żydowska została zamknięta i ogrodzona płotem z drutu kolczastego.
Warunki życia w getcie były tragiczne. Wiele osób nie miało możliwości zarobkowania oraz nie posiadało środków do życia. Z konieczności Żydzi próbowali wyprzedawać resztki posiadanego mienia. Ogromnymi problemami były fatalne warunki lokalowe i niedostateczna infrastruktura sanitarna. Z braku dostatecznej liczby domów i mieszkań, jedną izbę zamieszkiwało nawet kilkanaście osób. W połączeniu z niedożywieniem, wszystko to było przyczyną licznych zachorowań.

Na porządku dziennym były represje i doraźne egzekucje. Jak wspominają ocalali Żydzi, nie było dnia bez prześladowań. Niemcy poniżali ich publicznie, obcinali brody, zmuszali do ulicznych przedstawień, dotkliwie bili. M. Rajc w Księdze Pamięci Sochaczewa opisuje jedno z takich wydarzeń: "Niemcy wyprowadzili grupę Żydów na podwórze, zmusili ich do rozebrania się do naga i ścinania drzew".

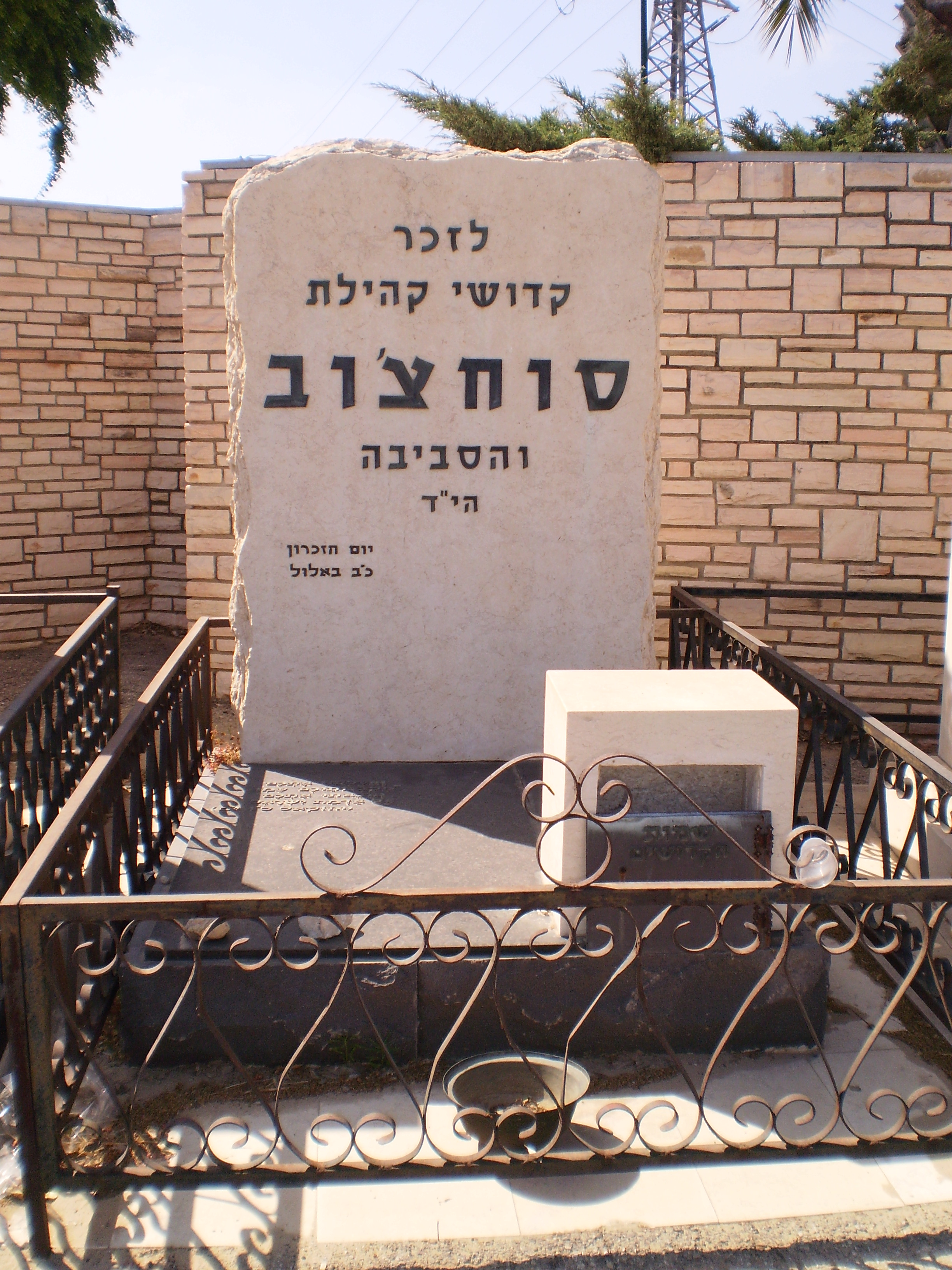
Pomnik męczeństwa sochaczewskich Żydów w Holon (Izrael)

Likwidację skupiska żydowskiego w Sochaczewie przeprowadzono w dwóch etapach. Już 18 stycznia 1941 r. Niemcy deportowali z Sochaczewa do Żyrardowa grupę około dziewięciuset osób. Druga "akcja" miała miejsce w dniach 15 i 16 lutego 1941 roku. Z rozkazu Niemców Judenrat wydał mieszkańcom getta polecenie opuszczenia domów, zabrania bagażu o wadze do 25 kg na osobę i żywności na dwa dni, jednocześnie nakazując uporządkowanie mieszkań i oddanie kluczy. Do getta weszły oddziały niemieckie, wypędzając ludzi z mieszkań i gromadząc ich na rynku. Próbujących ucieczki oraz ukrywających się mordowano na miejscu. Następnie Żydzi sochaczewscy zostali wysiedleni do Warszawy, skąd później większość z nich trafiła do komór gazowych niemieckiego nazistowskiego obozu zagłady w Treblince.

#### Okupacja
Niemcy prowadzili represyjną politykę wobec miejscowej ludności – na początku 1940 roku na terenie fabryki w Boryszewie założono cywilny obóz dla Polaków. Przeciętnie więziono tam ok. 400 osób.
26 maja 1943 na mocy wyroku podziemnego sądu, Armia Krajowa wykonała karę śmierci na zastępcy starosty. Herman Albert Volbichler znany był ze swego nienawistnego stosunku wobec Polaków. Dokonywano wielu akcji małego sabotażu: miesiąc po katastrofie gibraltarskiej zmieniono tabliczki z nazwą ulicy Warszawskiej na Sikorskiego, miejscowi żołnierze AK podjęli również nieudaną próbę zniszczenia wyposażenia sochaczewskiego kina.
W 1944 roku z rozkazu niemieckiego Dowództwa Wojsk Lądowych Niemcy rozpoczęli budowę umocnień pasa „a”. Najbardziej wysunięty na wschód, przebiegał od ujścia Bzury. Pozostałością są bunkry we wschodniej części miasta w rejonie ul. Warszawskiej i stacji kolejowej oraz na Rozlazłowie. Sochaczew stał się węzłem oporu (tzw. Gruppensystem) o kształcie jeleniego rogu, składającym się ze schronów żelbetonowych dla około 12 żołnierzy, garaży (remiz) dla dział przeciwpancernych, żelbetowych i ziemnych stanowisk dla broni maszynowej. W skład obiektów fortyfikacyjnych znajdujących się w Sochaczewie wchodzą schrony bierne piechoty, schron typu Tobruk oraz schrony na działa przeciwpancerne.
Wybuch powstania warszawskiego w sierpniu 1944 roku, wymusił na władzach okupacyjnych przeniesienie do Sochaczewa władz dystryktu warszawskiego. Rezydowały one w mieście do stycznia 1945 roku. Do Sochaczewa przybył prawdopodobnie wieczorem 5 sierpnia (choć na procesie w Norymberdze utrzymywał, że stało się to dopiero w połowie sierpnia) generał SS Erich von dem Bach-Zelewski, wyznaczony przez Hitlera do stłumienia powstania.
Od września 1944 roku na terenie powiatu sochaczewsko zakwaterowano ok. 75000 wygnańców z niszczonej Warszawy, pogarszając tym i tak ciężkie położenie miejscowej ludności.
17 stycznia 1945 roku w ramach operacji wiślańsko-odrzańskiej do miasta wkroczyły oddziały Armii Czerwonej. Miasto zostało zdobyte przez 2 armię pancerną gwardii gen. Siemiona Bogdanowa. Sochaczew stanowił punkt oporu obrony niemieckiej 9 Armii.
W wyniku działań wojennych na terenie Sochaczewa zniszczeniu uległo ponad 40% budynków i zginęło ok. 4000 mieszkańców.

### Po 1945 roku
Po wojnie odbudowano i rozbudowano zakłady Boryszew, powstały zakłady przemysłu spożywczego i metalowego, zakłady ceramiki budowlanej. W latach 1960–1964 na rynku, na miejscu zniszczonej świątyni dominikanów, zbudowano kościół wg projektu Mieczysława Gliszczyńskiego. Na pobliskim skwerze stoi obelisk ku czci Chopina wzniesiony w 1961 roku.
W 1977 r. do miasta zostaje przyłączony Chodaków.
W 1979 roku uruchomiono miejską komunikację autobusową.
W 1999 roku Sochaczew ponownie został stolicą powiatu sochaczewskiego.

## Historyczne nazwy ulic miasta

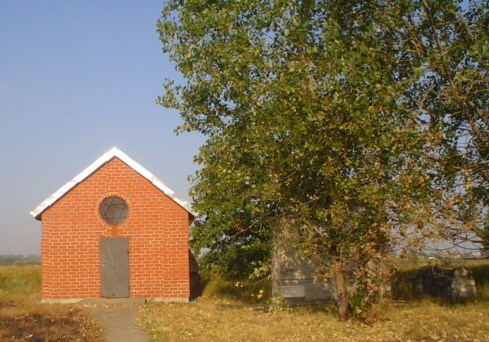
Sochaczew – ohel cadyków Bornsteinów na cmentarzu żydowskim

- ul. Kaczorowskiego – do 19 lipca 2017 r. ul. Hanki Sawickiej
- ul. Toruńska – dawniej ul. Mostowa
- ul. Traugutta – dawniej ul. Boryszewska
- ul. Rozlazłowska – dawniej ul. Królewska
- ul. Senatorska – dawniej ul. 50-lecia Rewolucji Październikowej
- ul. Staszica – dawniej ul. Trojanowska bądź ul. Wyszogrodzka
- ul. Długa – dawniej ul. Stodólna
- ul. Batorego – dawniej ul. Brukowa
- ul. 15 sierpnia – dawniej ul. Dzierżyńskiego
- ul. Podzamcze – dawniej ul. Staromostowa
- ul. Chodkiewicza – dawniej ul. Przeskok
- ul. Grabskiego – dawniej ul. Świerczewskiego (obecnie powrócono do dawnej nazwy ul. Grabskiego).
- ul. Gawłowska – dawniej ul. Feliksa Matusiaka
- – dawniej ul. Wodna
- – dawniej ul. Przechód
- – dawniej ul. Nowa
- – dawniej ul. Kozia

Ulice nieistniejące: Bożnicza, Koszarowa

## Gospodarka

### Finanse
W 2020 dochody ogółem wyniosły ponad 73,7 miliona złotych, w tym dochody bieżące 63 miliony złotych i dochody majątkowe 10,5 miliona złotych. Wydatki ogółem to 79,8 miliona złotych, w tym wydatki bieżące 57 milionów oraz wydatki majątkowe 22,7 miliona, w tym wydatki na inwestycje 14,3 miliona złotych.
Poziom zadłużenia miasta (dług publiczny) na dzień 31.12.2018 rok wynosił 25,75%.
W Sochaczewie od 2015 roku funkcjonuje Sochaczewski Budżet Obywatelski (SBO). Łączna pula środków do podziału w ramach SBO 2020 wynosiła 1.200.000 zł. Obowiązywał podział na tak zwane projekty duże (od 100 do 870 tys. zł) i małe (od 20 do 100 tys. zł).

### Przemysł

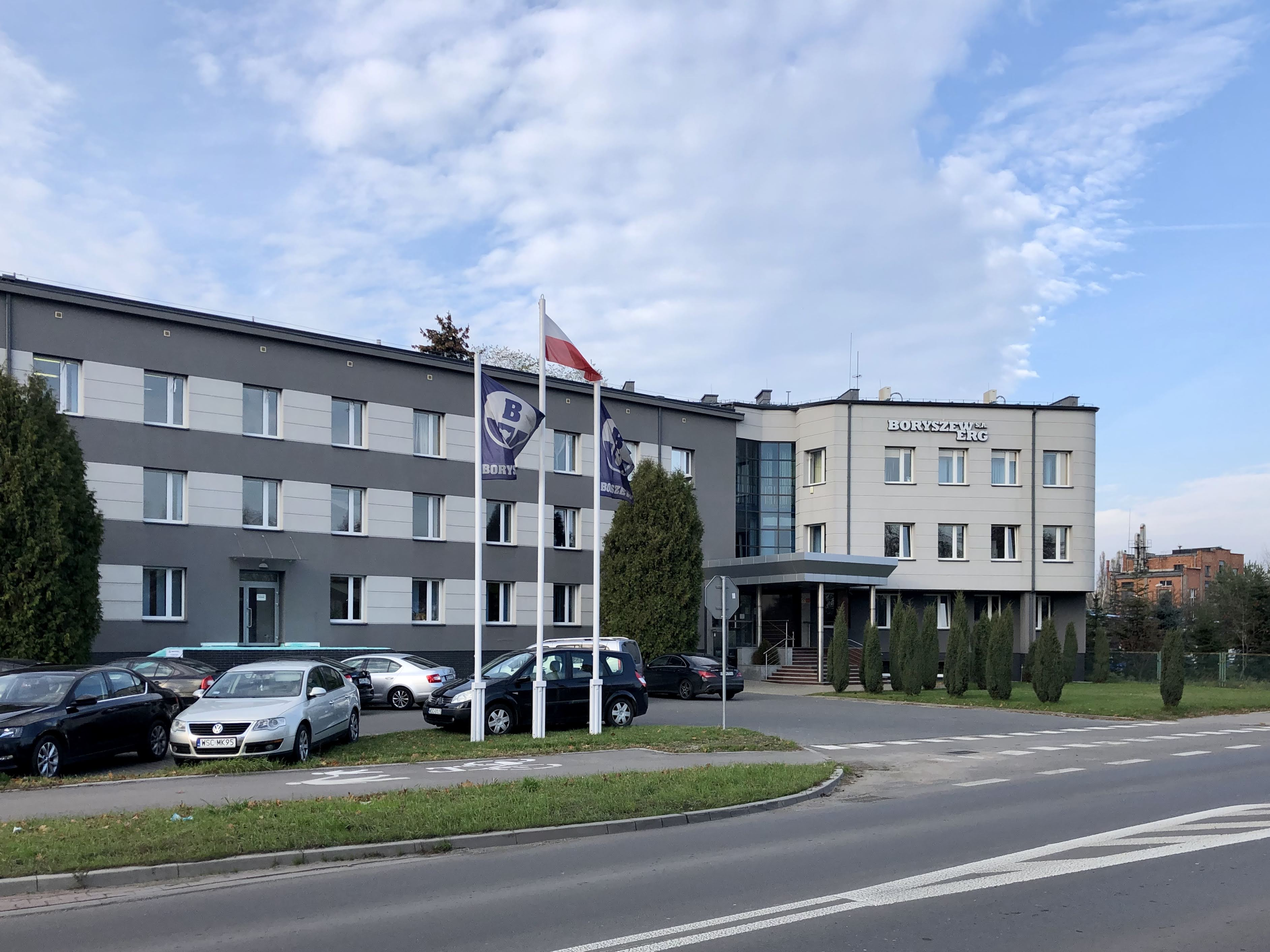
Boryszew ERG – biurowiec

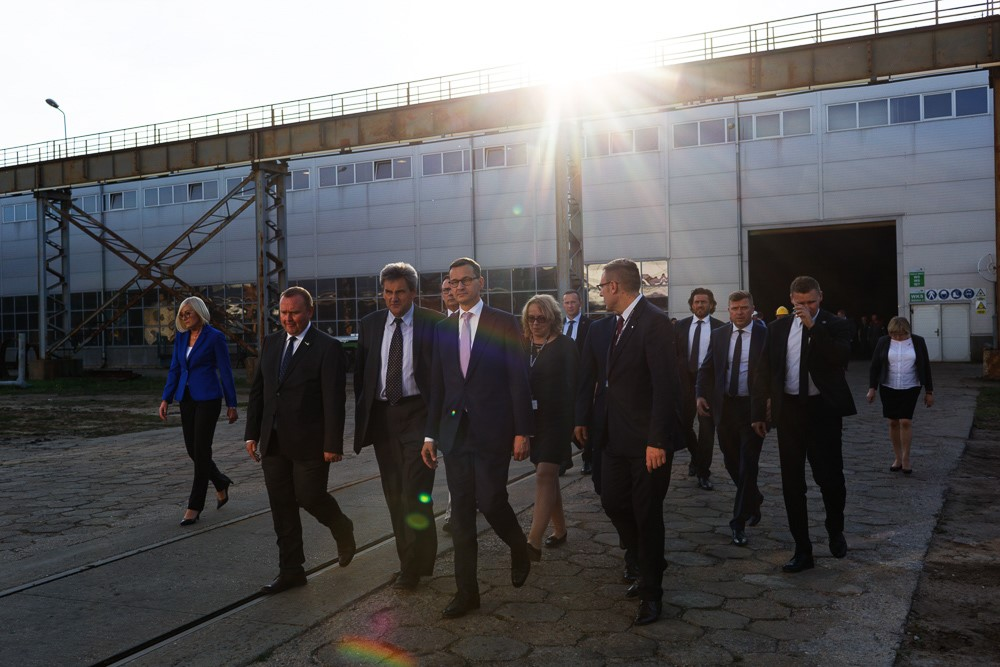
Premier Mateusz Morawiecki z wizytą w zakładach Energop

- przemysł chemiczny: Boryszew ERG S.A., Uponor Polska Sp. z o.o., Chodakowskie Zakłady Włókien Chemicznych Chemitex (nie istnieją, teren zakładów jest opuszczony[44]).
- przemysł spożywczy: Mars Polska Sp. z o.o.
- produkcja ceramiki budowlanej: Cegielnia Plecewice sp. z o.o.
- przemysł kosmetyczny: Verona Products Professional Sp. z o.o.
- przemysł budowlano-konstrukcyjny: Energop Sp. z o.o.
- inne: Sarens-Polska Sp. z o.o. (baza żurawi i specjalistycznych zestawów transportowych), Prologis Park Sochaczew (centrum magazynowo-dystrybucyjne) zajmuje się logistyką, posiada własną bocznicę kolejową. Wavin, dostawca systemów instalacyjnych z tworzyw sztucznych. Agencja Celna Intercło, zajmuje się usługami celnymi.

### Bezrobocie
Stopa bezrobocia w Sochaczewie i powiecie sochaczewskim pod koniec 2019 roku wyniosła 4,3% wobec 5,1% w państwie.

## Transport

### Drogi

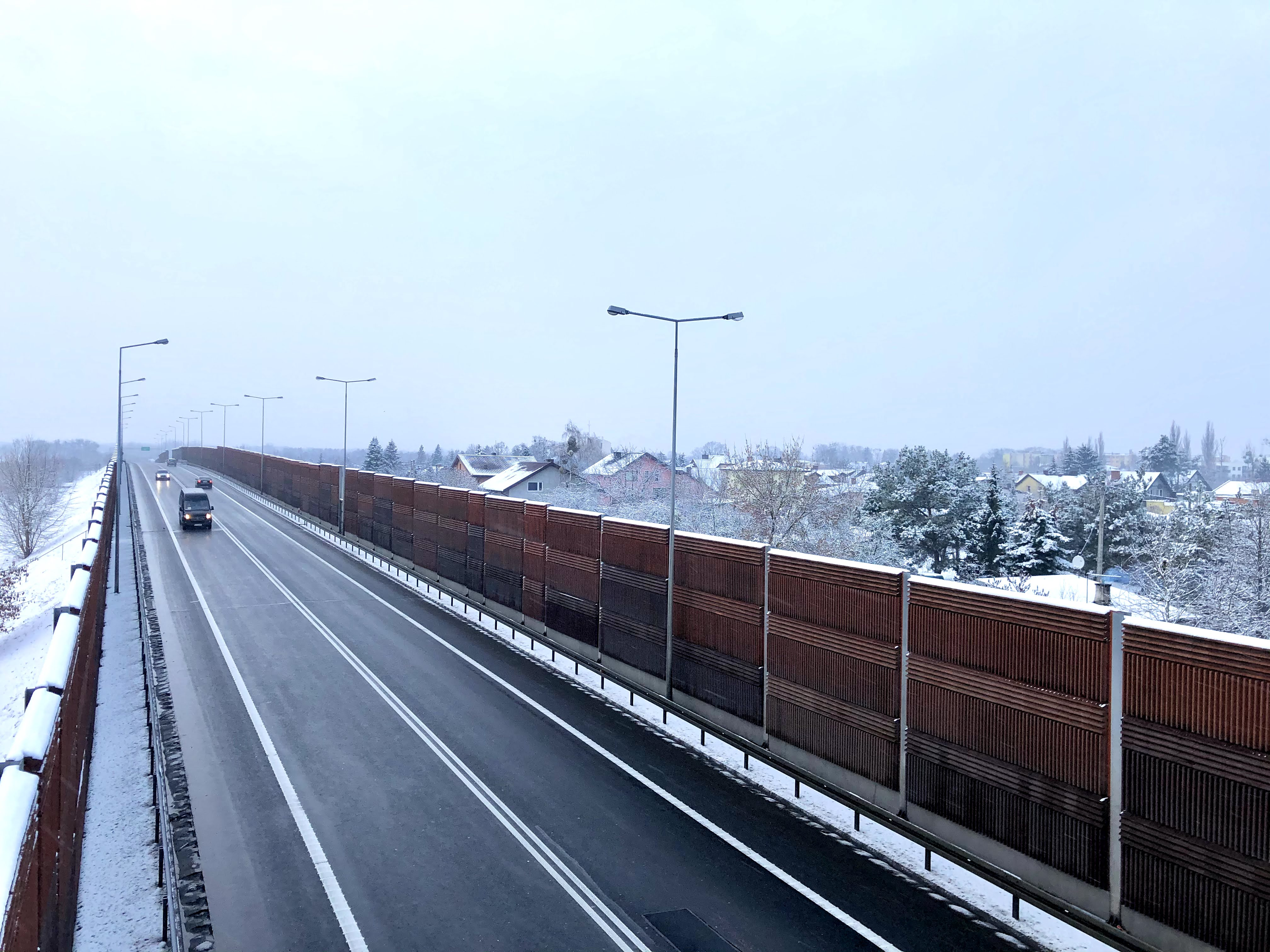
DK 92 w Sochaczewie

Sochaczew jest ważnym węzłem drogowym, krzyżują się tu drogi:
- 92 relacji Rzepin – Poznań – Września – Konin – Kutno – Łowicz – Sochaczew – Warszawa – Mińsk Mazowiecki
- 50 (obwodnica aglomeracji warszawskiej) relacji Ciechanów – Płońsk – Sochaczew – Żyrardów – Grójec – Mińsk Mazowiecki – Ostrów Mazowiecka
- 580 relacji Warszawa – Leszno – Kampinos – Żelazowa Wola – Sochaczew
- 705 relacji Śladów – Sochaczew – Skierniewice – Jeżów

Droga krajowa nr 50 oraz droga krajowa nr 92 omijają miasto otwartą w 2003 r. obwodnicą. W pobliżu miasta przebiega autostrada A2.
Planowana jest budowa na wschód od miasta nowej drogi ekspresowej S50, będącej częścią autostradowej obwodnicy Warszawy.

### Mosty
Pierwszy most nad Bzurą powstał prawdopodobnie w 1532 lub 1533 roku, a kolejny w 1644.
W Sochaczewie znajduje się 8 mostów nad rzekami, z czego 3 nad Bzurą, 3 nad Utratą i 2 nad Pisią. W mieście jest również kładka dla pieszych łącząca prawy brzeg Bzury z lewym. Dodatkowo w Sochaczewie zlokalizowane są cztery wiadukty: trzy nad linią kolejową nr 3 oraz jeden nad drogą wojewódzką nr 705.
Mosty na Bzurze:
- most w ciągu ul. Płockiej – główny most łączący centrum z lewobrzeżem
- most Chodakowski
- most w Boryszewie
- kładka piesza

Mosty na Utracie:
- most w ciągu Alei 600-lecia (DW 705)
- most w ciągu ul. Młynarskiej
- most Sochaczewskiej Kolei Dojazdowej

Mosty na Pisi:
- most ks. Ignacego Jana Skorupki (DW 705)
- most linii kolejowej nr 3

W przeszłości istniały również mosty nad Bzurą w śladzie ul. Toruńskiej oraz w śladzie ul. Podzamcze.
W kwietniu 2019 ogłoszono przetarg na budowę nowej przeprawy. Most ma połączyć Karwowo na lewym brzegu Bzury z Trojanowem na prawym.

### Kolej

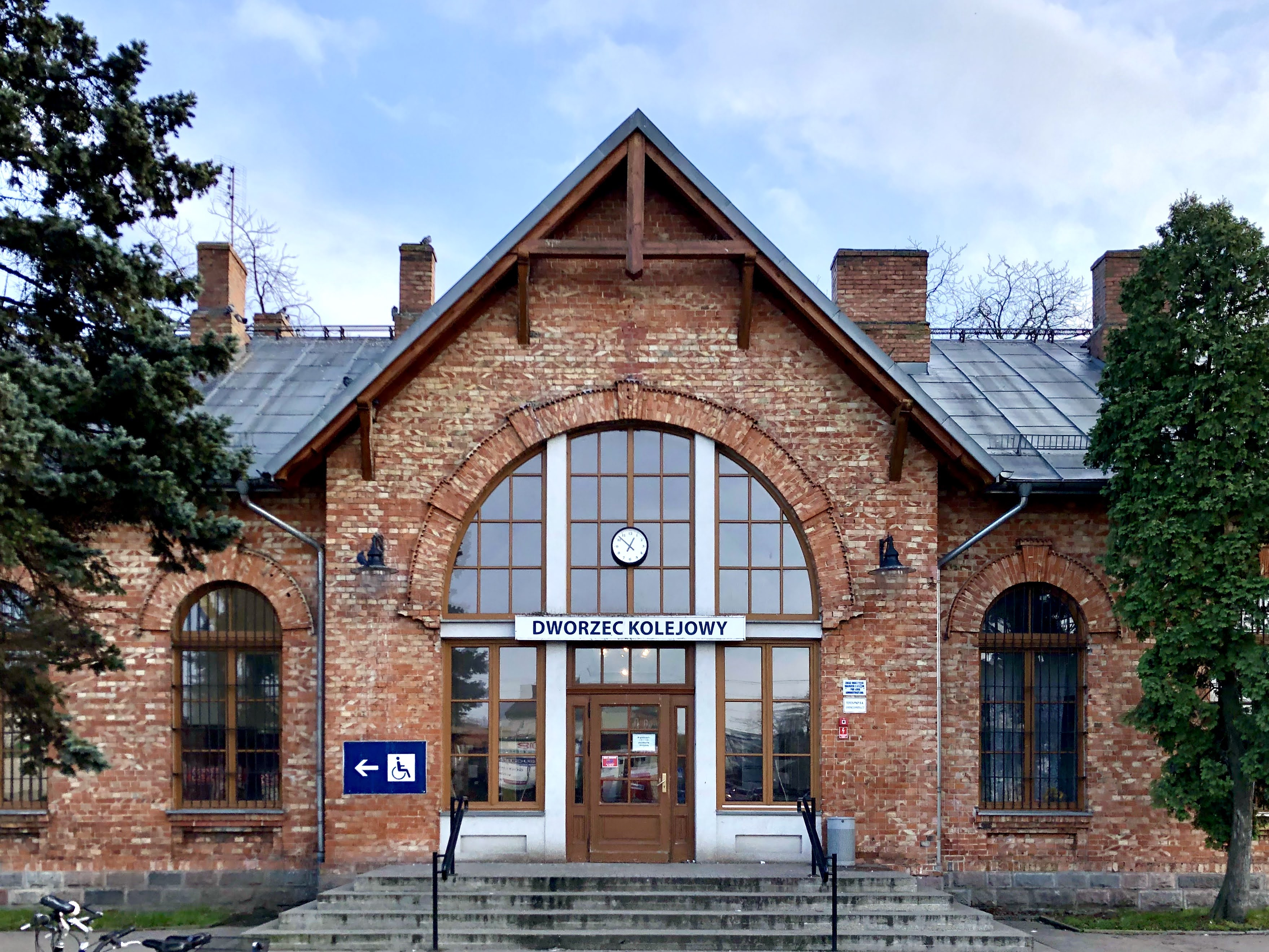
Sochaczew – dworzec kolejowy

W Sochaczewie istnieje czynna stacja kolejowa, skąd można się dostać pociągami osobowymi do: Warszawy, Łowicza Głównego i Płocka. Zatrzymuje się tutaj szereg pociągów pospiesznych i TLK, dzięki czemu można dojechać z Sochaczewa do Lublina, Otwocka, Przemyśla, Chełma, Krakowa, Bydgoszczy, Białegostoku, Poznania, Zielonej Góry, Szczecina, Świnoujścia, Kołobrzegu, Gdyni, Gdańska i innych.
Sochaczew jest ważnym węzłem kolejowym o znaczeniu regionalnym. Przez miasto przebiega linia kolejowa nr 3 (Warszawa – Sochaczew – Kutno – Konin – Poznań – Kunowice), będąca fragmentem międzynarodowej magistrali kolejowej E 20 (Berlin – Warszawa – Moskwa).
Dworzec zbudowany został w końcu XIX stulecia i swoim stylem architektonicznym nawiązuje do bardzo popularnej w owym czasie na terenie Mazowsza architektury dworkowej. Znaczenie dworca w Sochaczewie zwiększyło się na początku ubiegłego stulecia, ponieważ w latach 1900–1902 wybudowana została szerokotorowa linia Kolei Warszawsko-Kaliskiej, która połączyła systemy kolejowe Królestwa Polskiego i Prus.
W latach 1922–1984 funkcjonowała w mieście Sochaczewska Kolej Dojazdowa o łącznej długości około 33 km. Kursowała na trasie Sochaczew Muzeum – Sochaczew Miasto – Sochaczew Chodaków – Zwierzyniec koło Sochaczewa – Plecewice – Brochów – Tułowice Sochaczewskie – Wilcze Tułowskie – Piaski Królewskie. Pełniła ona funkcję kolei dojazdowej zapewniającej komunikację podmiejskich miejscowości oraz była wykorzystywana do transportu drewna z Puszczy Kampinoskiej.
Obecnie połączenia obsługuje dwóch przewoźników: PKP Intercity, obsługujące połączenia dalekobieżne, oraz Koleje Mazowieckie, obsługujące połączenia regionalne. Dzienna liczba połączeń kolejowych prezentuje się następująco (rozkład 2020/2021):
- dalekobieżne: 29 pociągów pospiesznych, w tym 20 kategorii IC oraz 9 kategorii TLK
- regionalne: 58 pociągów osobowych (w tym połączenia przyspieszone Mazovia)

Prędkość dopuszczalna na linii kolejowej nr 3 w kierunku Warszawy wynosi 160 km/h. Najszybsze pociągi pokonują trasę Sochaczew – Warszawa w 29 minut.
W roku 2019 stacja obsługiwała 5900 pasażerów na dobę. Miasto zajmowało 33. miejsce w Polsce pod względem liczby obsłużonych pasażerów.

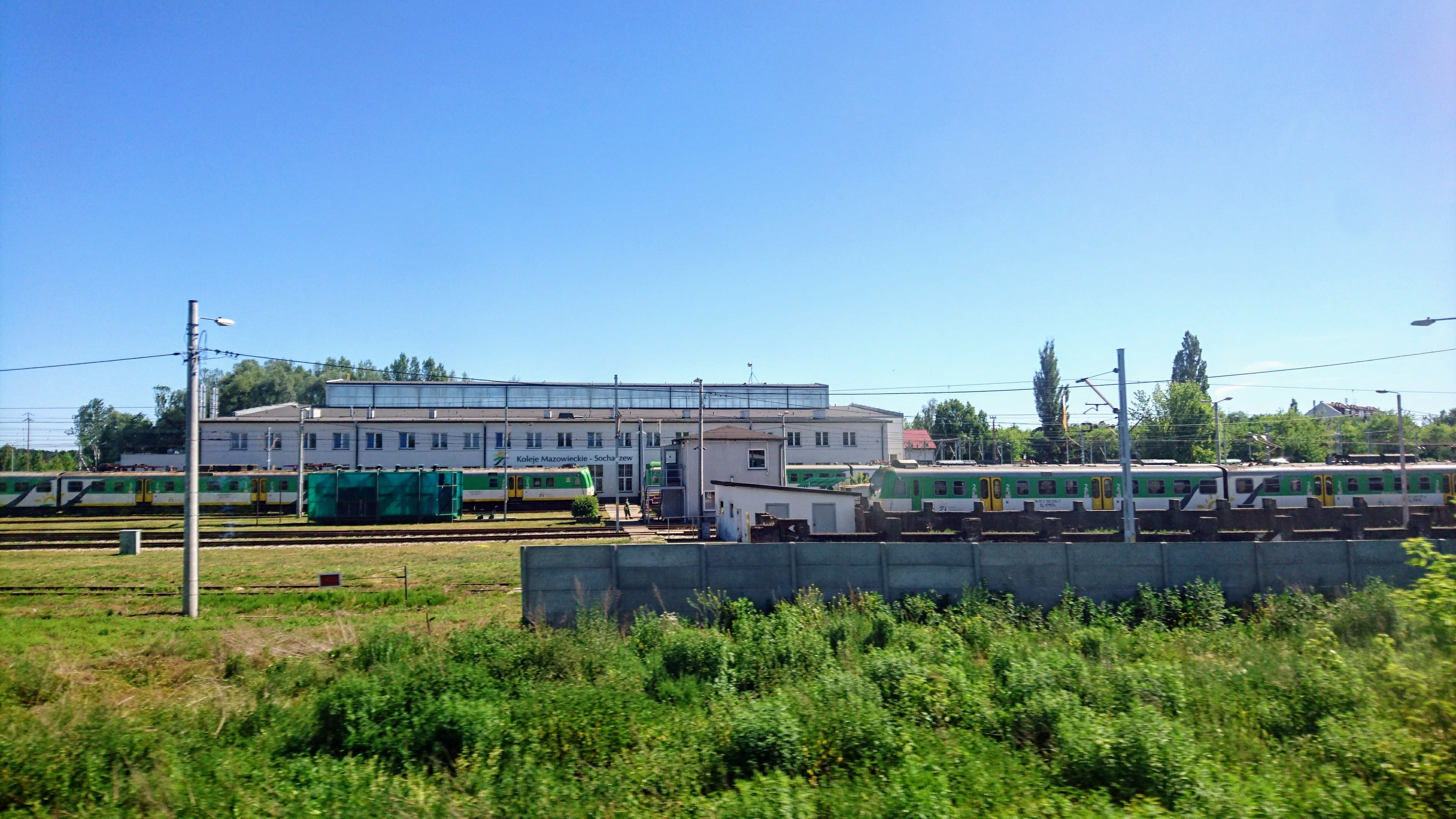
Sekcja Napraw i Eksploatacji Taboru Kolei Mazowieckich w Sochaczewie

W Sochaczewie znajduje się Sekcja Napraw i Eksploatacji Taboru Kolei Mazowieckich. Wykonywane są w niej przeglądy taboru poziomów od P1 do P3. W 2017 Koleje Mazowieckie rozpoczęły projekt rozbudowy zaplecza w Sochaczewie i dostosowania go do przeprowadzania napraw P4.
W mieście znajduje się kilka kolejowych bocznic przemysłowych, m.in. do zakładów Boryszew ERG.

### Przewozy autobusowe
Alternatywą dla pociągów jest rozwinięta komunikacja samochodowa. Do Warszawy można dostać się busami oraz autobusami PKS. Kursują także autobusy rejsowe którymi można dojechać do miast na terenie Mazowsza, Polski i Europy.

### Komunikacja miejska
Na terenie miasta i okolic funkcjonuje komunikacja miejska prowadzona przez Zakład Komunikacji Miejskiej w Sochaczewie. Została powołana 1 maja 1979 roku i w jej ramach wyznaczono 6 linii autobusowych. Obecnie do dyspozycji mieszkańców przygotowano 10 linii.
Linie autobusowe zwykłe:
| Linia | Pętla początkowa  | Trasa | Pętla końcowa | Długość | Czas przejazdu |
| 1     | Energop           | Malesin – Boryszew – Dworzec PKP – Czerwonka – Centrum – Victoria – Trojanów – Wypalenisko – Chodaków – Żelazowa Wola – Kampinos                           | Kampinos      | 24 km   | 58 min         |
| 2     | Energop           | Malesin – Boryszew – Dworzec PKP – Czerwonka – Centrum – Victoria – Trojanów – Kistki – Chodaków – Zwierzyniec                                             | Korczaka      | 12,5 km | 33 min         |
| 3     | Chodaków Okrąglak | Chodaków – Żuków – Gawłów – Karwowo – Szpital – Rozlazłów – Kuznocin – Centrum – Dworzec PKP                                                               | Dworzec PKP   | 13,5 km | 42 min         |
| 4     | Energop           | Malesin – Boryszew – Dworzec PKP – Czerwonka – CH Sonata – Victoria – Trojanów – Wypalenisko – Chodaków – Żuków – Gawłów – Karwowo – Rozlazłów             | Szpital       | 20,5 km | 56 min         |
| 5     | Energop           | Malesin – Boryszew – Dworzec PKP – Centrum – Trojanów – Wypalenisko – Chodaków – Zwierzyniec                                                               | Korczaka      | 13,5 km | 36 min         |
| 6     | Mokas             | Mokas – Żelazowa Wola – Chodaków – Kistki – Trojanów – Centrum – Czerwonka – Dworzec PKP – Boryszew – Malesin                                              | Energop       | 14 km   | 35 min         |
| 7     | Energop           | Kozłów Biskupi – Malesin – Boryszew – Dworzec PKP – Czerwonka – Centrum – Victoria – Trojanów – Centrum – Rozlazłów                                        | Szpital       | 10,5 km | 33 min         |
| 8     | Korczaka          | Zwierzyniec – Chodaków – Żuków – Gawłów – Karwowo – Szpital – Rozlazłów – Altanka – Kuznocin – Centrum – Dworzec PKP – Boryszew – Malesin – Kozłów Biskupi | Energop       | 23 km   | 58 min         |
| LD    | Chodaków Okrąglak | Chodaków – Wypalenisko – Trojanów – Victoria – Centrum – Czerwonka                                                                                         | Olimpijska    | 6,5 km  | 19 min         |
| E     | Korczaka          | Zwierzyniec – Chodaków – Kistki – Trojanów – Victoria – Centrum – Czerwonka                                                                                | Olimpijska    | 8,5 km  | 23 min         |

Linie te obsługiwane są przez 17 autobusów – 4 Solarisy Urbino 10 III, 1 Solaris Urbino 12 III, 3 Solarisy Urbino 12 IV Electric, 2 Solarisy Urbino 10.5 IV, 2 Solarisy Urbino 9, 3 Solbusy B9,5 oraz 1 AMZ CS10LF.
16 kwietnia 2020 roku zakończono dostawy kolejnych pięciu autobusów Solaris Urbino 12, w tym trzech elektrycznych. Zakup był realizowany w ramach projektu „Sochaczewski Eko-bus”.

### Lądowisko
W 2011 oficjalnie otwarto sanitarne lądowisko, przy ul. Batalionów Chłopskich.

## Zabytki

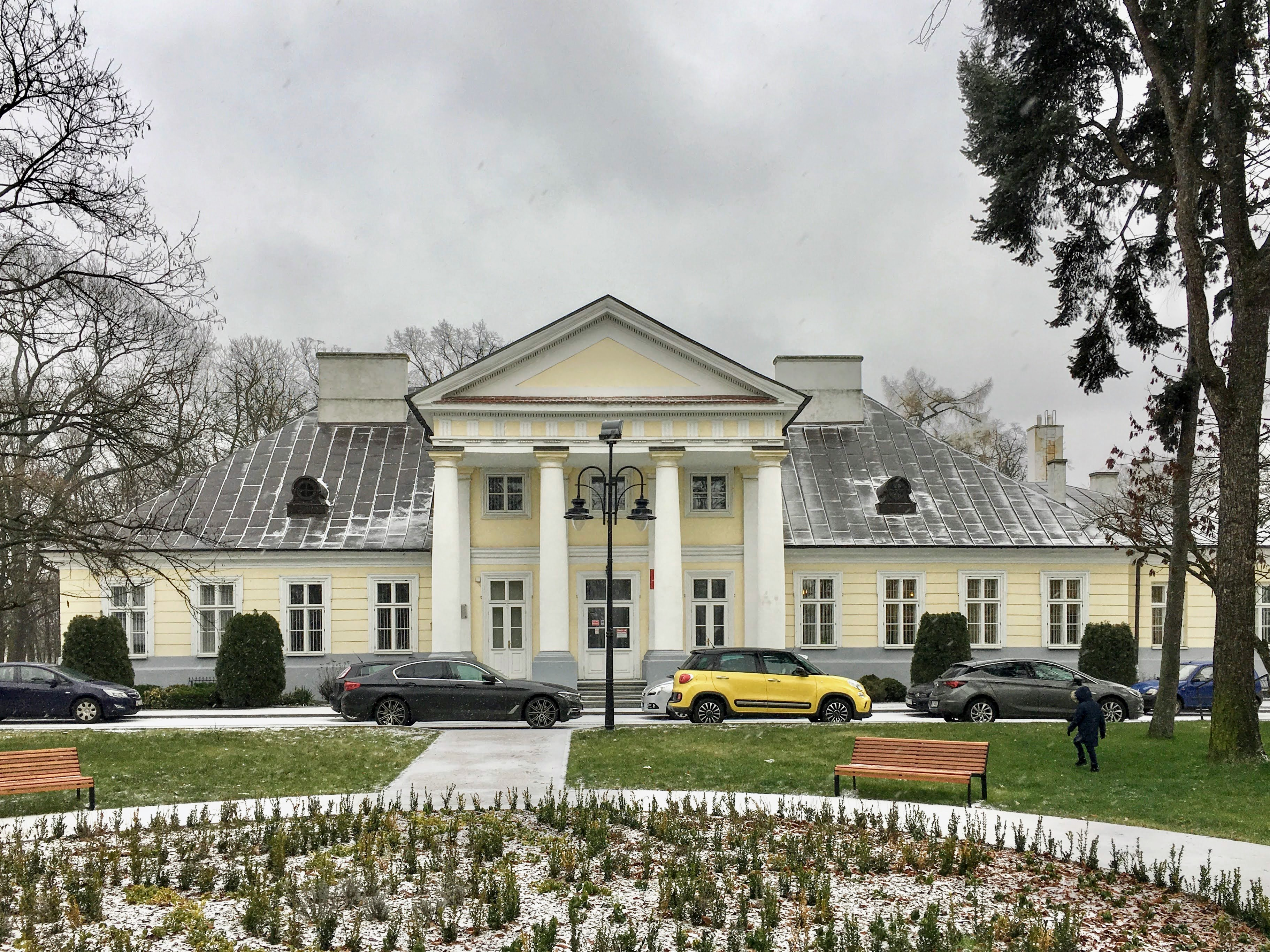
zespół kościoła parafialnego pw. Narodzenia NMP w Trojanowie przy al. 600-lecia; wzniesiony w 1783 roku w stylu późnobarokowym, a fundatorem był kasztelan sochaczewski i marszałek Trybunału Koronnego Adam Lasocki, odbudowany po pożarze w latach 1916–1919[62].
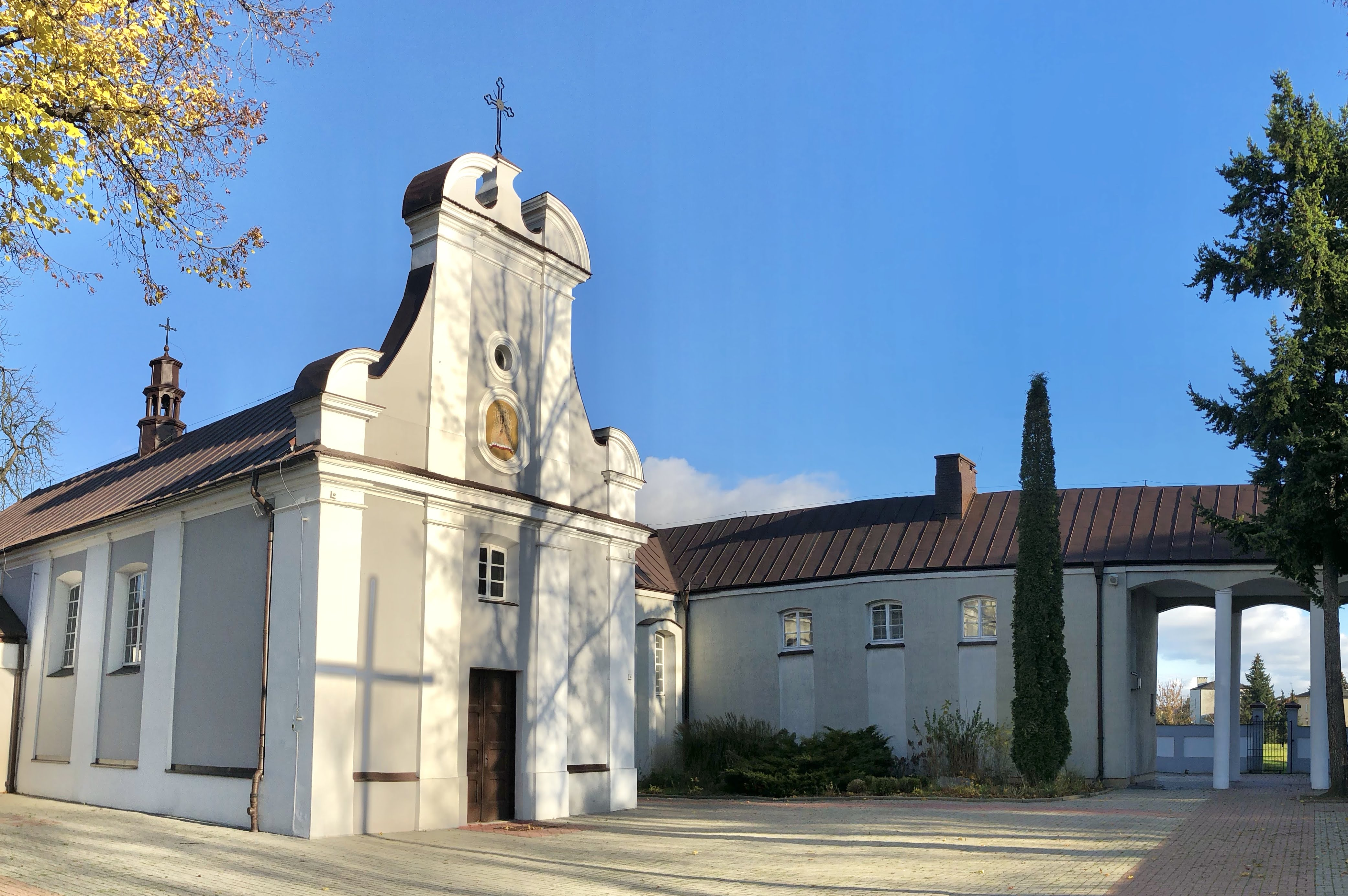
Kościół Narodzenia NMP w Trojanowie

- Dzwonnica murowana przy kościele w Trojanowie z XVIII wieku.
- klasycystyczne kramnice miejskie przy skrzyżowaniu ul. Warszawskiej z ul. 1 Maja, proj. Bonifacego Witkowskiego; obiekt murowany, pobudowany w latach 1828–1833 przez Abrahama Szwejcera; odbudowany i nadbudowany po 1914 roku. Zabytek wpisany do rejestru w 1961 roku[63].
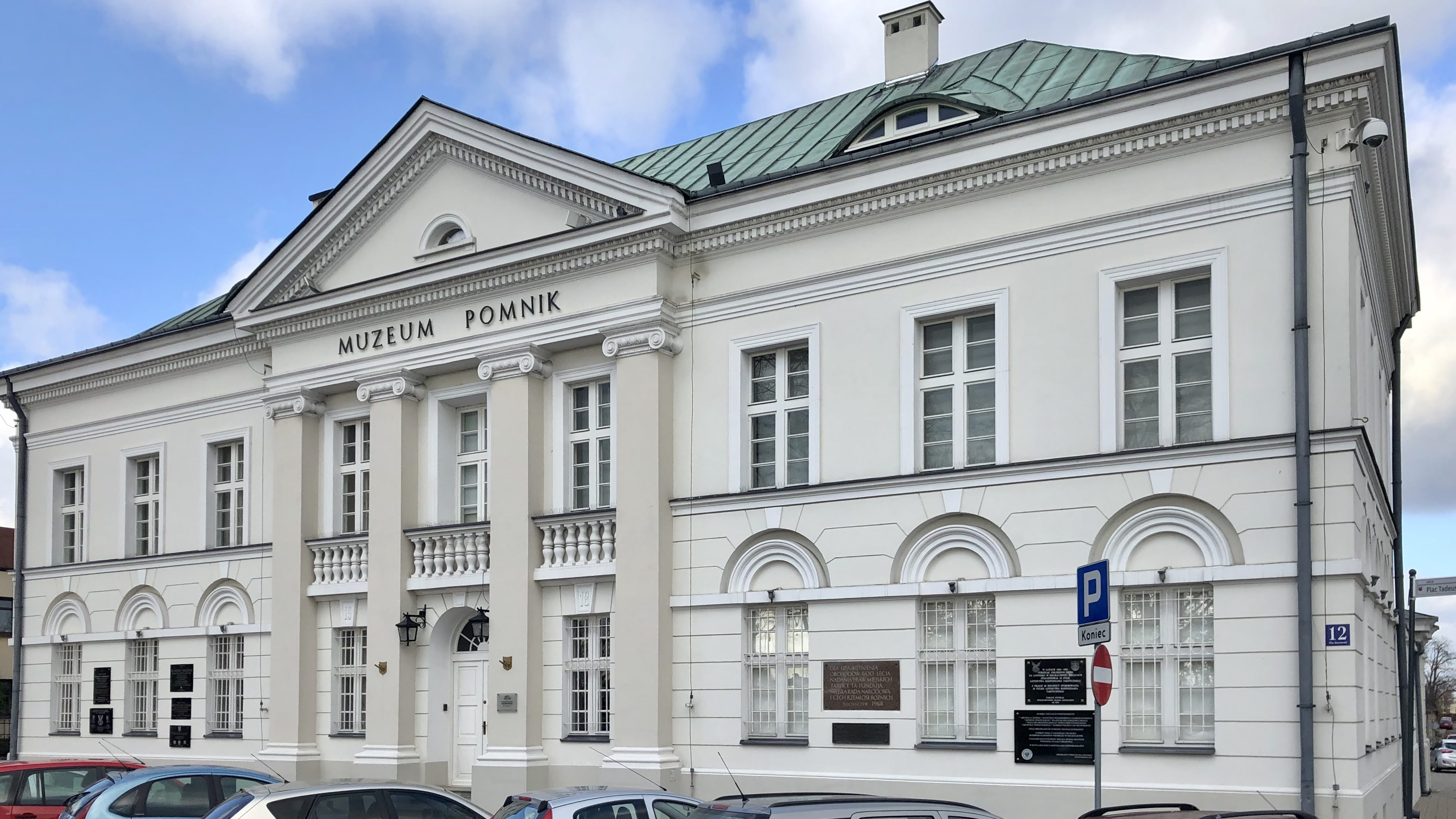
ratusz miejski – na pl. Kościuszki 12, pobudowany w 1828 r. według proj. Bonifacego Witkowskiego, odbudowany po 1918 roku; obecnie siedziba Muzeum Ziemi Sochaczewskiej i Pola Bitwy nad Bzurą.
- ruiny zamku książąt mazowieckich wzniesionego około XIV w., zniszczonego przez Szwedów w 1655, restaurowanego w latach 1789–1790, ostatecznie zburzonego przez Prusaków w 1794 roku. Został odgruzowany w latach 1935–1936[64].
- zespół pałacowy w Czerwonce: klasycystyczny pałac zbudowany około 1800 r. według projektu Hilarego Szpilowskiego, dobudówka w 1870, obecnie siedziba Państwowej Szkoły Muzycznej I i II stopnia; obora murowana z I poł. XIX wieku. Od 5 sierpnia 1944 roku mieścił się tu sztab Ericha von dem Bacha, szefa oddziałów SS skierowanych do stłumienia Powstania Warszawskiego, który zarządzał stąd działaniami wojsk niemieckich. Wokół pałacu znajduje się zabytkowy park z I poł. XIX wieku z 500-letnim okazem dębu – pomnik przyrody[62].
- zespół dworski w Chodakowie przy ul. Chopina 164: pobudowany w I poł. XIX wieku, przebudowany ok. 1920; park z XIX wieku.
- pałac w Gawłowie przy ul. Gawłowskiej 148, klasycystyczna budowla z barokowymi akcentami, piętrowa, wzniesiona w latach 1880–1890. W czasie II wojny światowej, w pałacu działał niemiecki szpital wojskowy. Pałac otacza park w stylu angielskim[65].
- obiekty cmentarza parafii św. Wawrzyńca przy ul. Traugutta 26: murowana kaplica grobowa rodziny Tomickich – z 1847 roku; murowana kaplica grobowa z poł. XIX wieku; murowana kaplica prawosławna z końca XIX wieku oraz kilkanaście zabytkowych nagrobków z XIX/XX wieku.
- cmentarz wojenny przy alei 600-lecia 86 w Trojanowie[66][67].
- młyn wodny wraz z zabudową z przełomu XIX/XX wieku w Chodakowie, przy ul. Młynarskiej 4[68].
- zespół dworca kolejowego wykonanego według projektu Czesława Domaniewskiego przy ulicy Sienkiewicza: dworzec murowany z końca XIX w., murowana wieża ciśnień z 1921 r.
- dom mieszkalny przy ul. Farnej 13, murowany z XIX wieku.
- Baszta Tatarska, grobowiec mułły na nieistniejącym cmentarzu muzułmańskim (teren LO im. Fryderyka Chopina)[39]. Inną pozostałością po cmentarzu muzułmańskim jest ruina kapliczki z II poł. XIX wieku[36].
- budynek dawnego Komisariatu Policji Państwowej przy ul. 1 maja, od 1919 roku mieściła się tu Komenda Powiatowa Policji Państwowej[69].
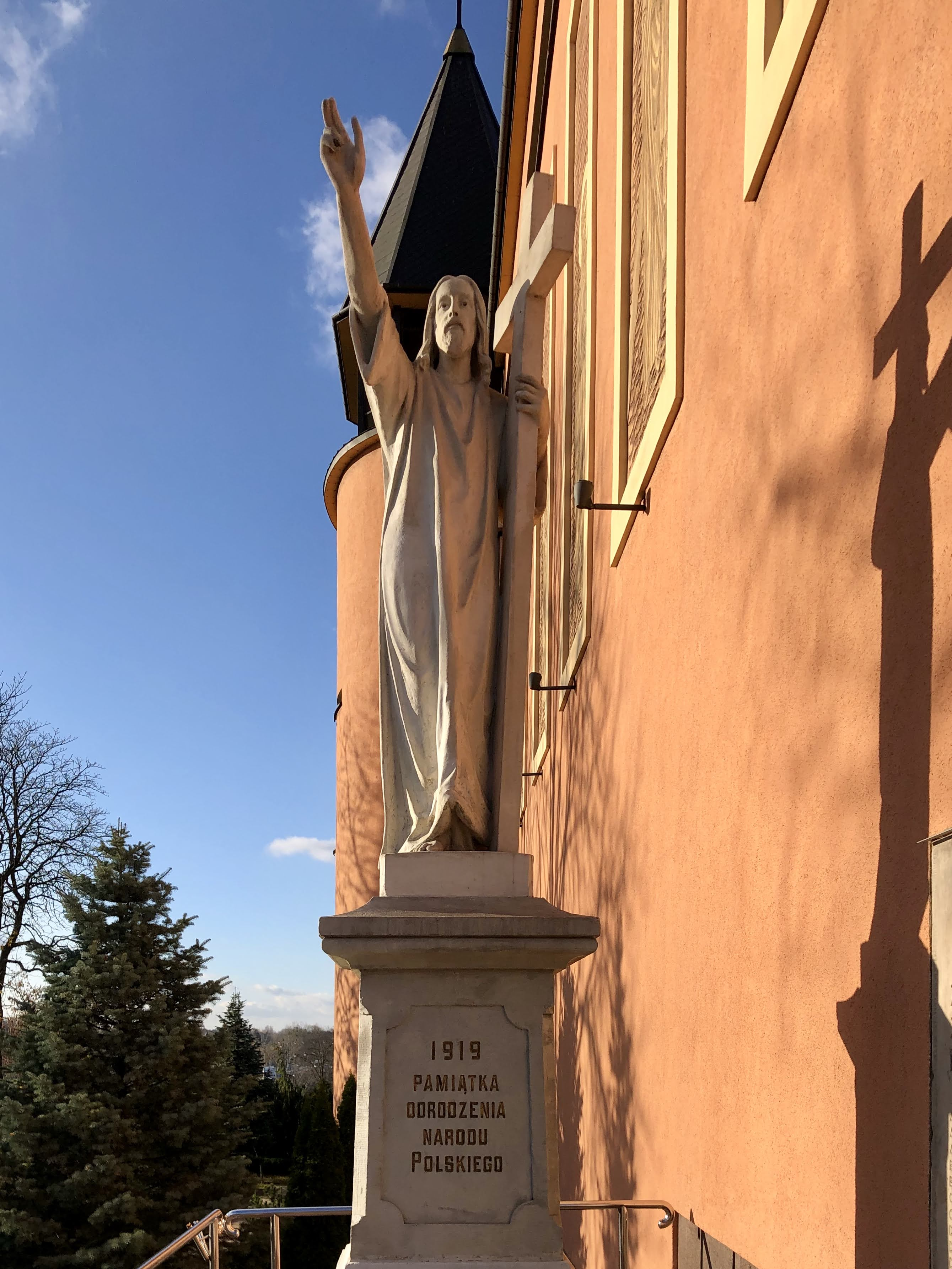
figura Chrystusa Zmartwychwstałego przy kościele pw. Matki Boskiej Różańcowej, ufundowana przez mieszkańców miasta w 1919 r., w pierwszą rocznicę odrodzenia Polski. W ścianę kościoła obok figury wmurowano po wojnie polsko-bolszewickiej tablicę z nazwiskami mieszkańców ziemi sochaczewskiej poległych w okresie 1918–1920[70].
- zabytkowy młyn przy ul. 1 maja, powstał przed I wojną światową, zniszczony na przełomie 1914/1915, odbudowany po wojnie.
- willa Józefa Michalskiego, utrzymana w stylu dawnych dworków polskich, powstała w pierwszej połowie XX wieku dla Józefa Michalskiego, właściciela młyna przy ul. 1 maja[71].
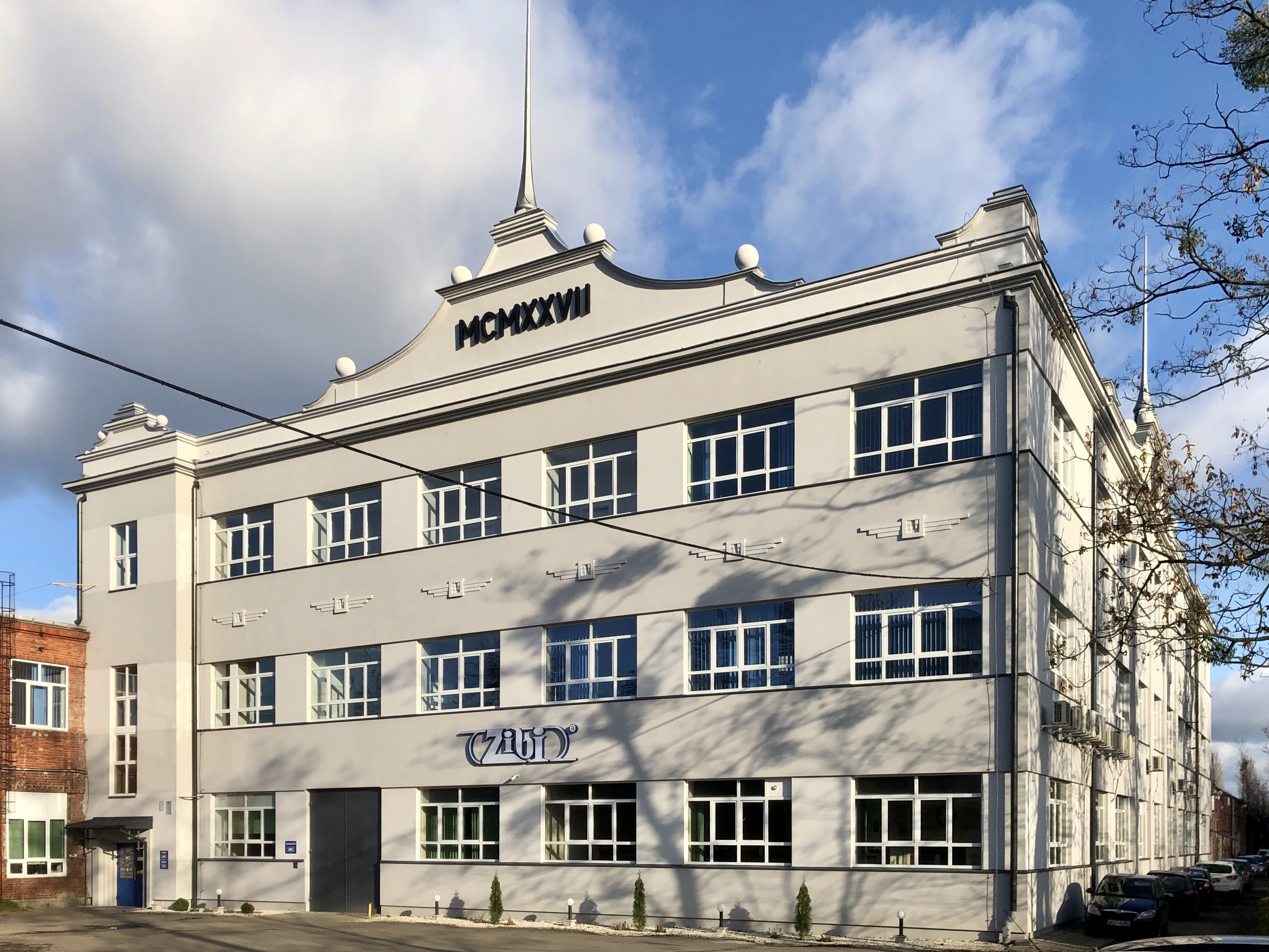
budynek administracji Fabryk Włókien Chemicznych „Chemitex” z 1927 roku.  - Zespół pałacowy w Czerwonce
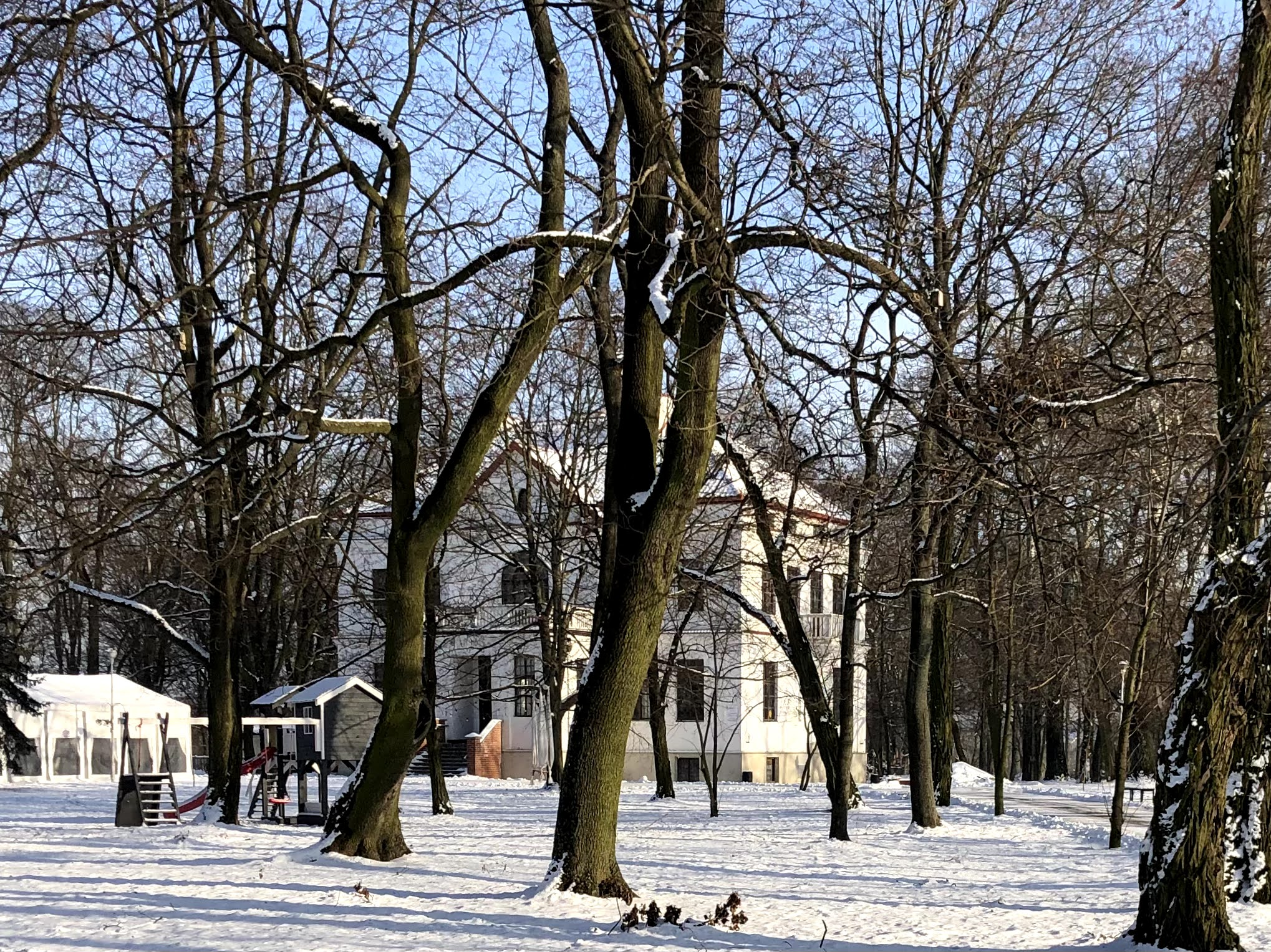
Klasycystyczny pałac w Gawłowie
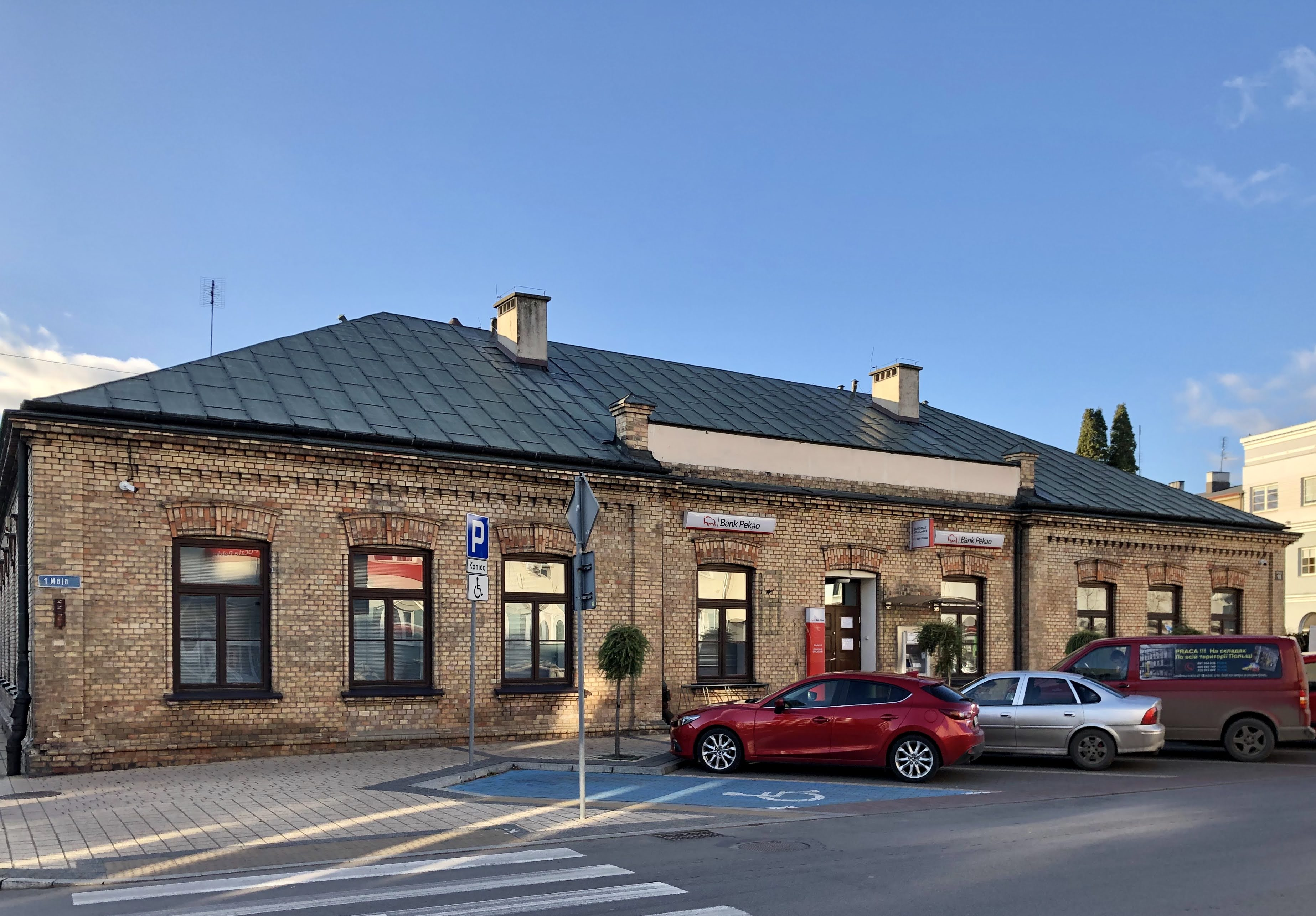
Budynek dawnego Komisariatu Policji Państwowej
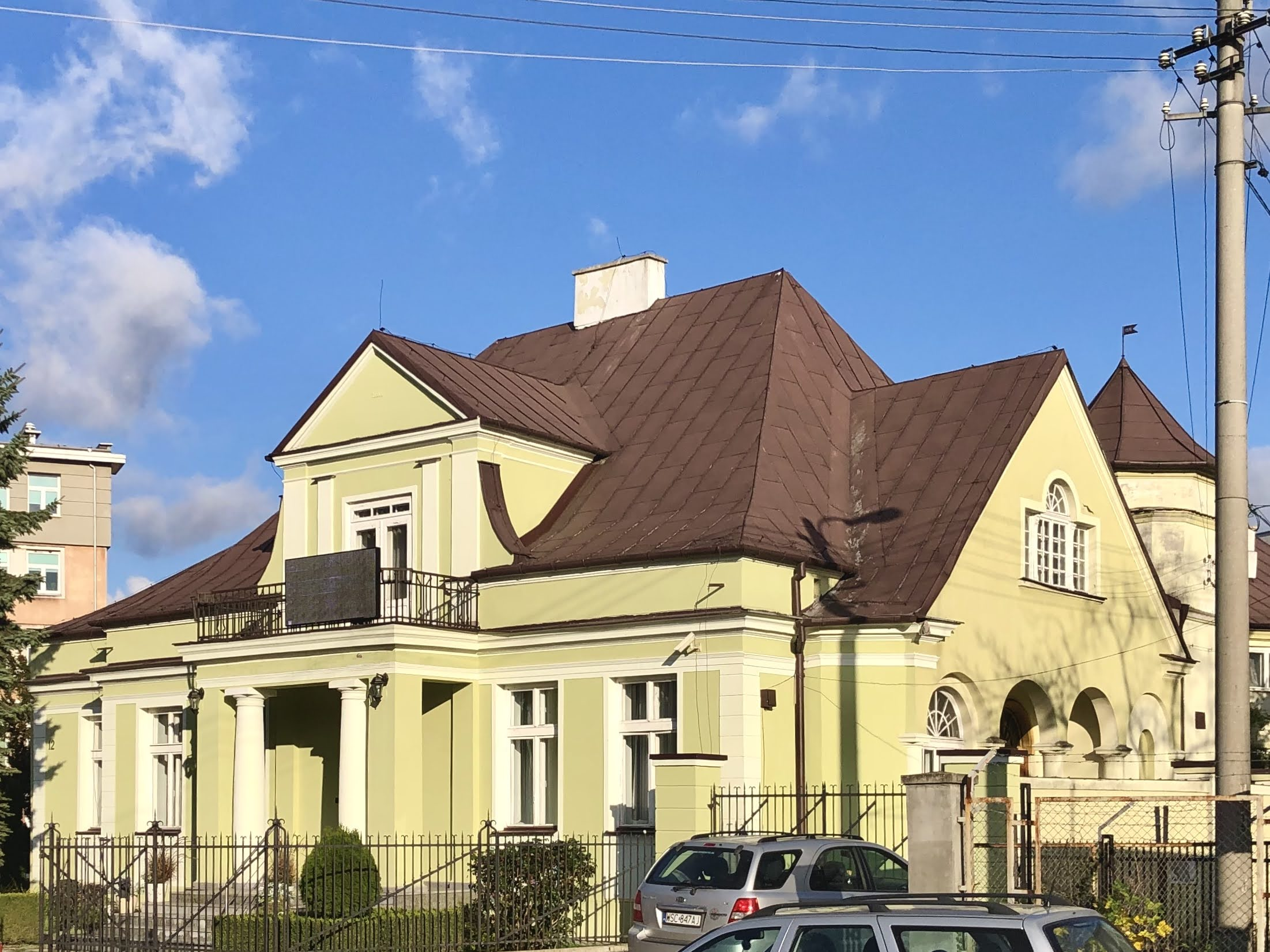
Willa Józefa Michalskiego
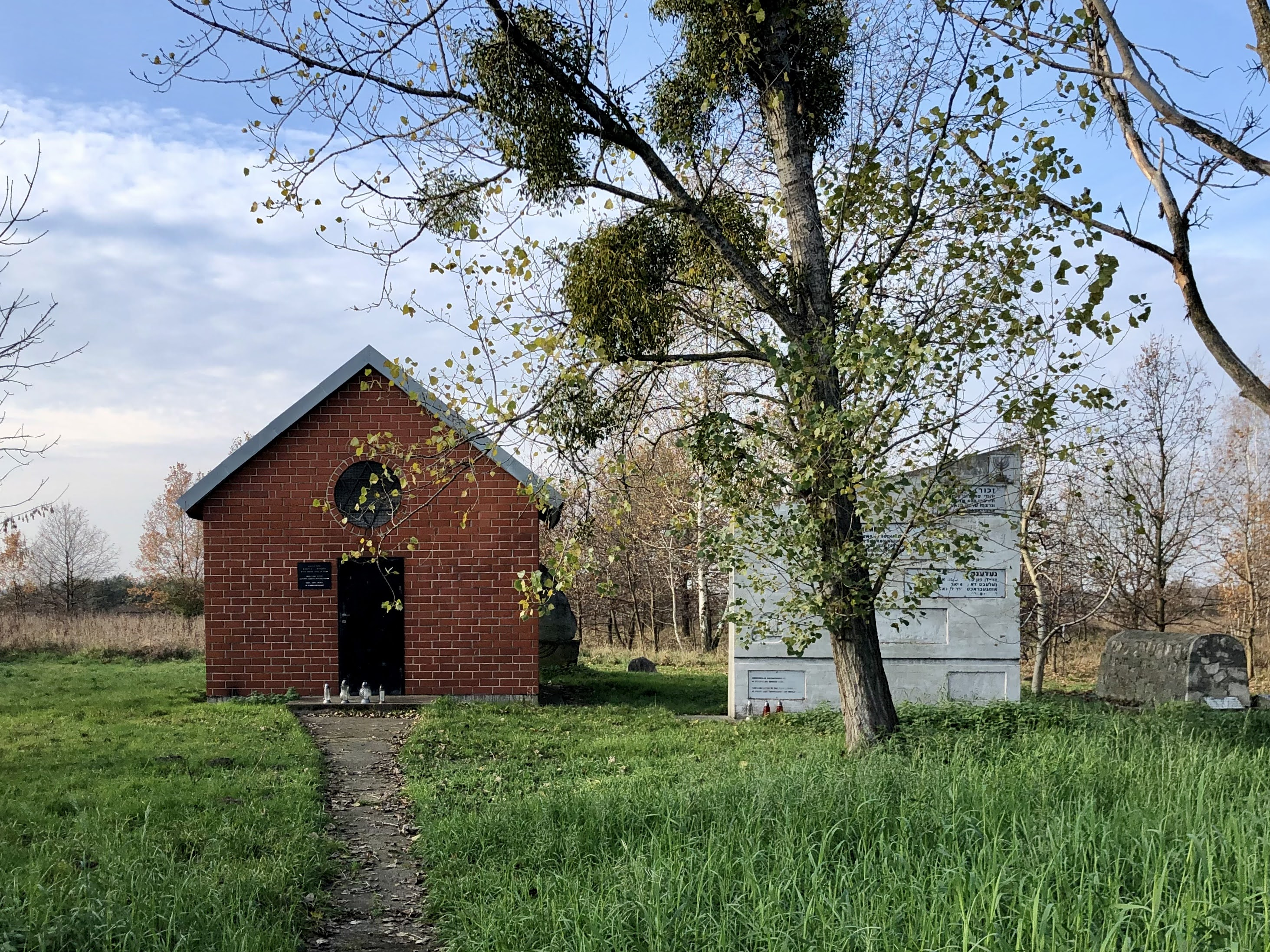
Cmentarz żydowski
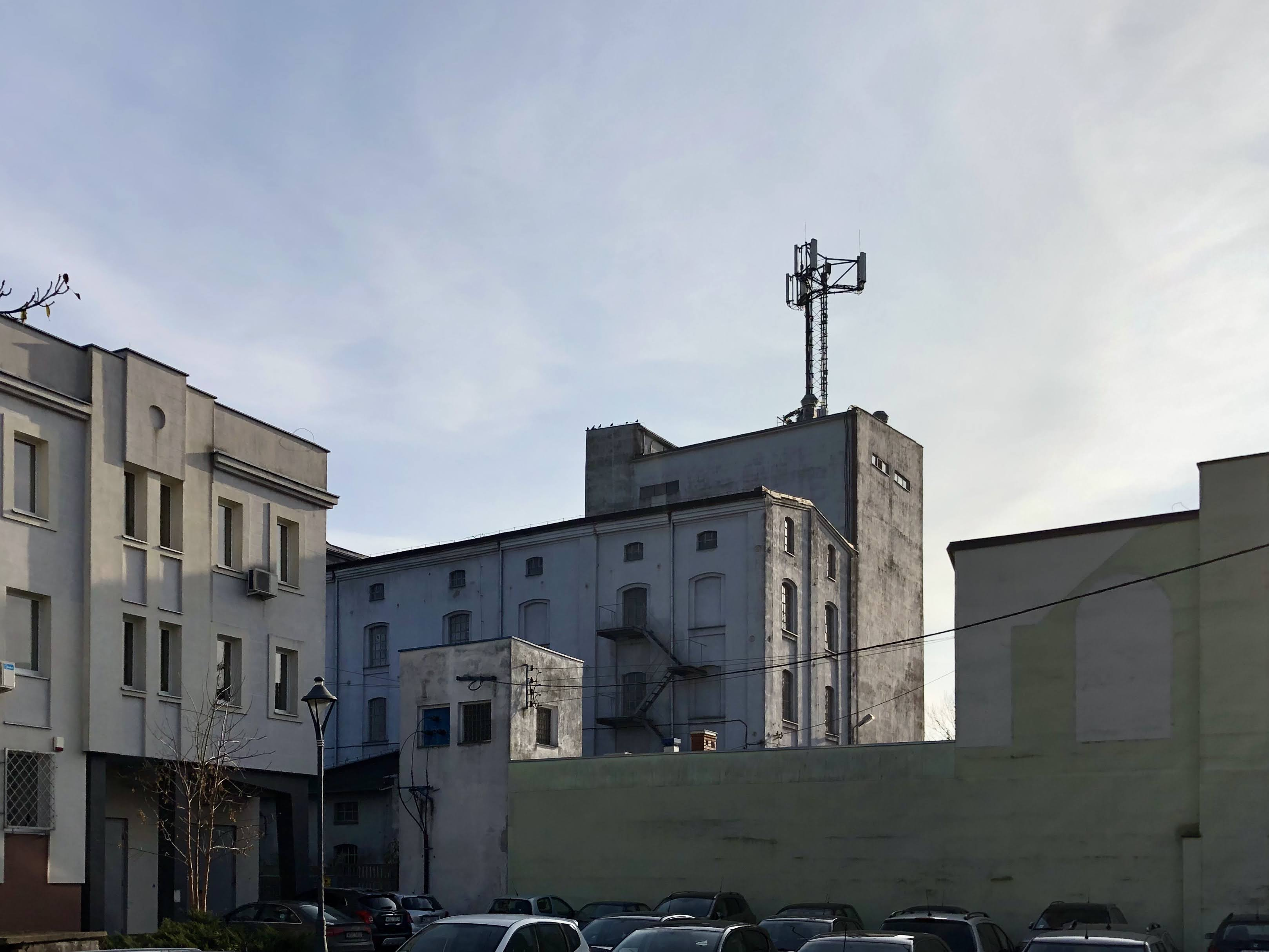
Zabytkowy młyn
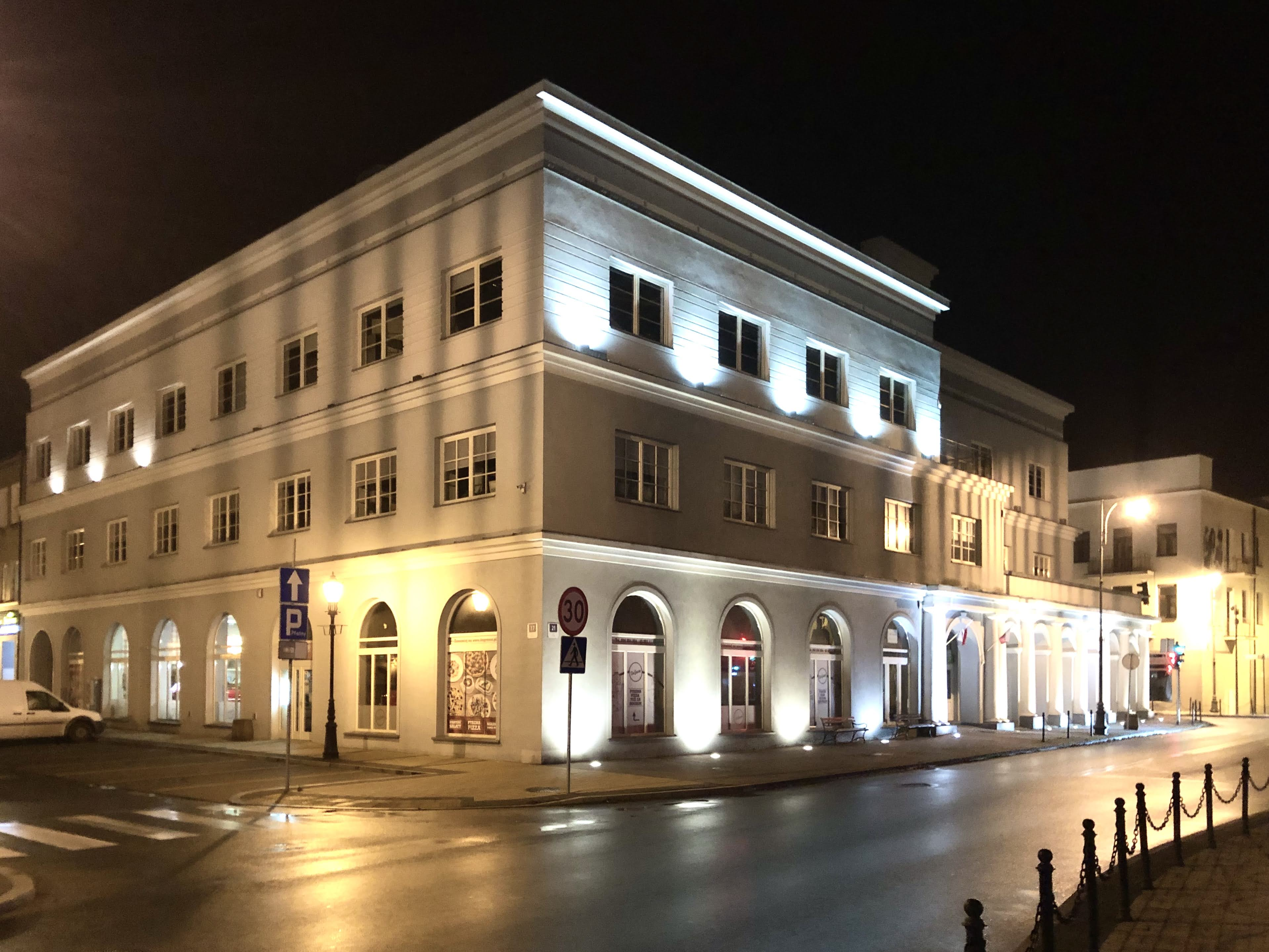
Kramnice miejskie
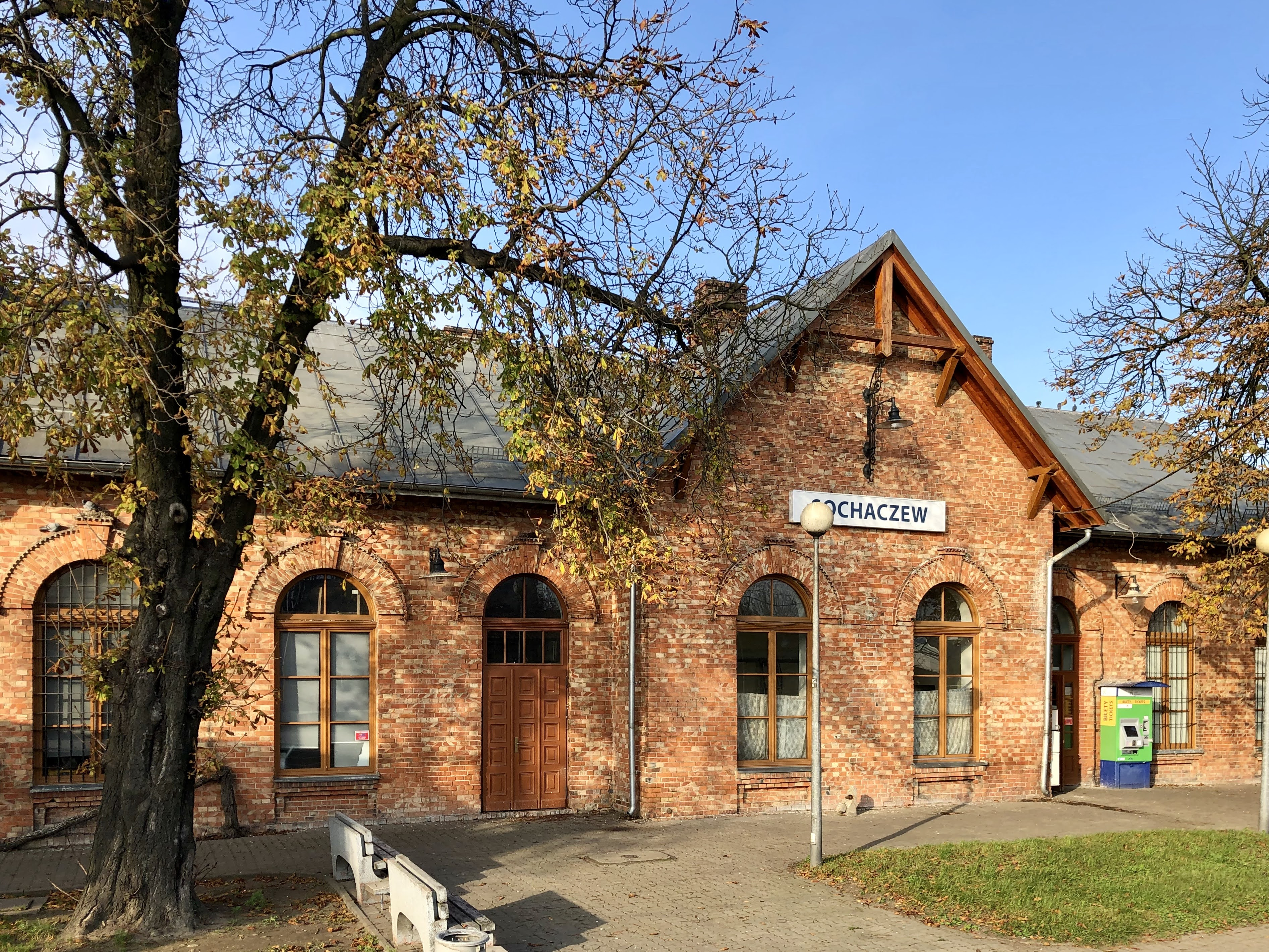
Dworzec kolejowy
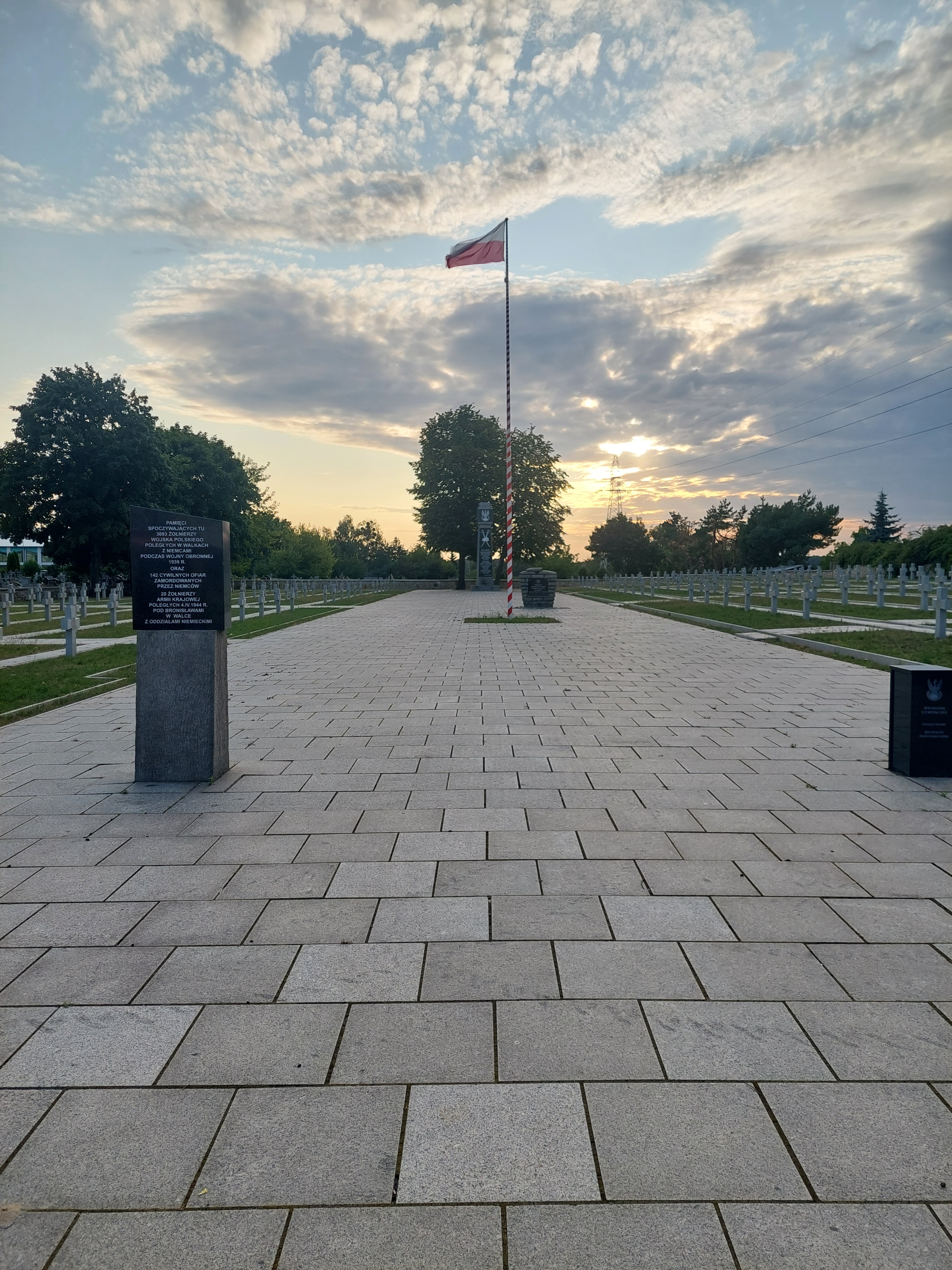
Cmentarz wojenny w Sochaczewie
  - Kościół Narodzenia NMP w Trojanowie
  - Dawny ratusz, obecnie Muzeum Ziemi Sochaczewskiej i Pola Bitwy nad Bzurą
  - Figura Chrystusa z 1919 roku
  - Budynek administracji zakładów „Chemitex” z 1927 roku
  - Klasycystyczny pałac w Gawłowie
  - Budynek dawnego Komisariatu Policji Państwowej
  - Willa Józefa Michalskiego
  - Cmentarz żydowski
  - Zabytkowy młyn
  - Kramnice miejskie
  - Dworzec kolejowy
  - Cmentarz wojenny w Sochaczewie

## Bezpieczeństwo publiczne

### Policja

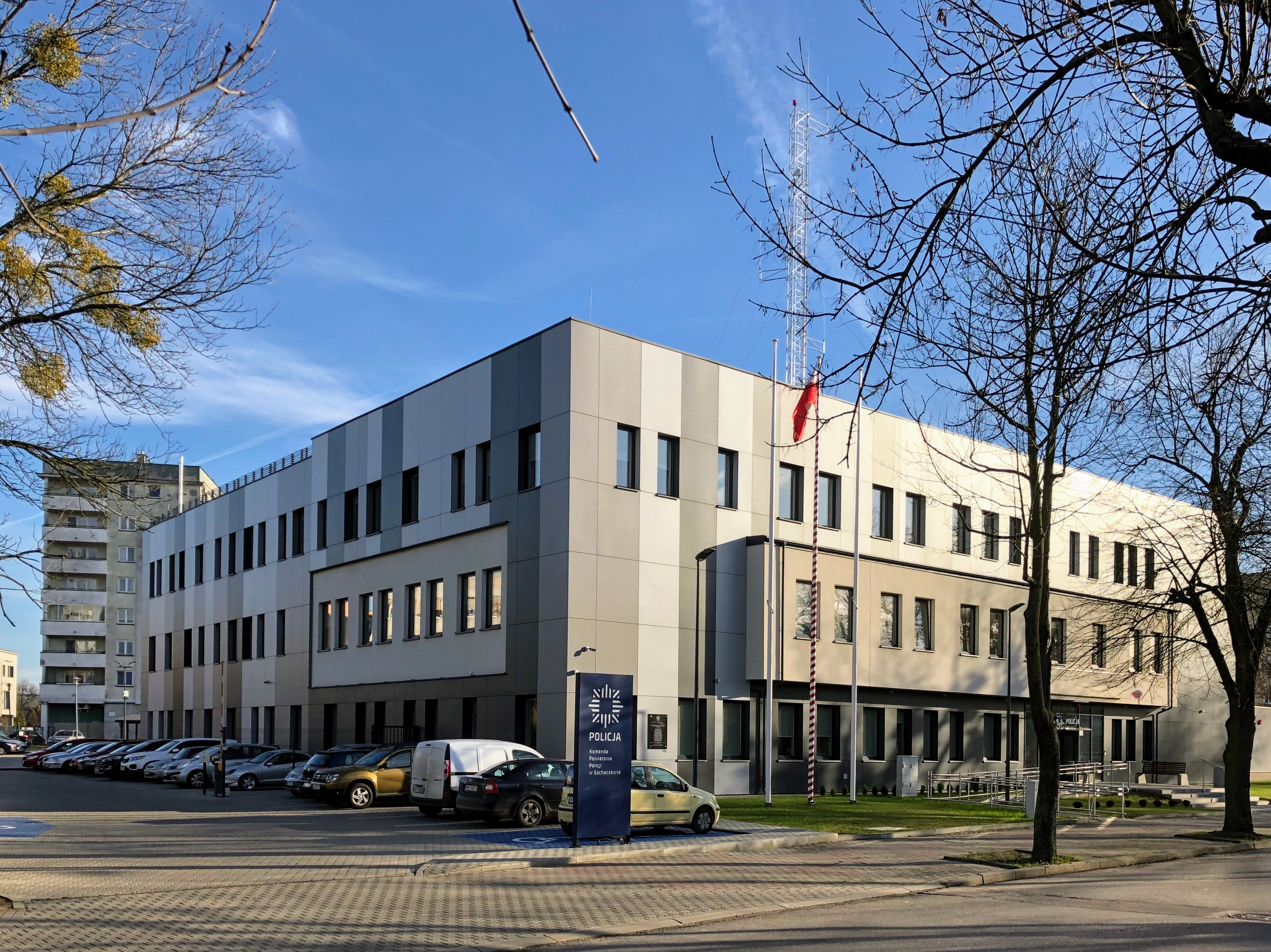
Komenda Powiatowa Policji

Główną instytucją bezpieczeństwa i porządku publicznego w Sochaczewie jest Komenda Powiatowa Policji. Składa się ona z wydziałów: ruchu drogowego, kryminalnego oraz prewencji. Teren miasta Sochaczew jest podzielony na sześć rejonów, nadzorowanych przez dzielnicowych:
- Rejon I – Boryszew
- Rejon II – Centrum Południe
- Rejon III – Centrum Północ
- Rejon IV – Victoria
- Rejon V – Chodaków
- Rejon VI – Karwowo

Ponadto Komenda nadzoruje posterunki policji w Nowej Suchej, Teresinie, Młodzieszynie i Iłowie.
W 2015 r. w Sochaczewie popełniono 653 przestępstw. Obszary cechujące się największą przestępczością to Centrum (wskaźnik przestępczości wyniósł 35.92 na 1000 mieszkańców), Czerwonka (25,74/1000 mieszkańców) oraz Zwierzyniec (25,11/1000 mieszkańców). Wyższą od średniej przestępczość odnotowano także m.in. w rejonach Karwowo oraz Kistki. Najbezpieczniejszymi obszarami miasta były Malesin, Victoria, Boryszew-Zatorze oraz Trojanów.

### Straż pożarna

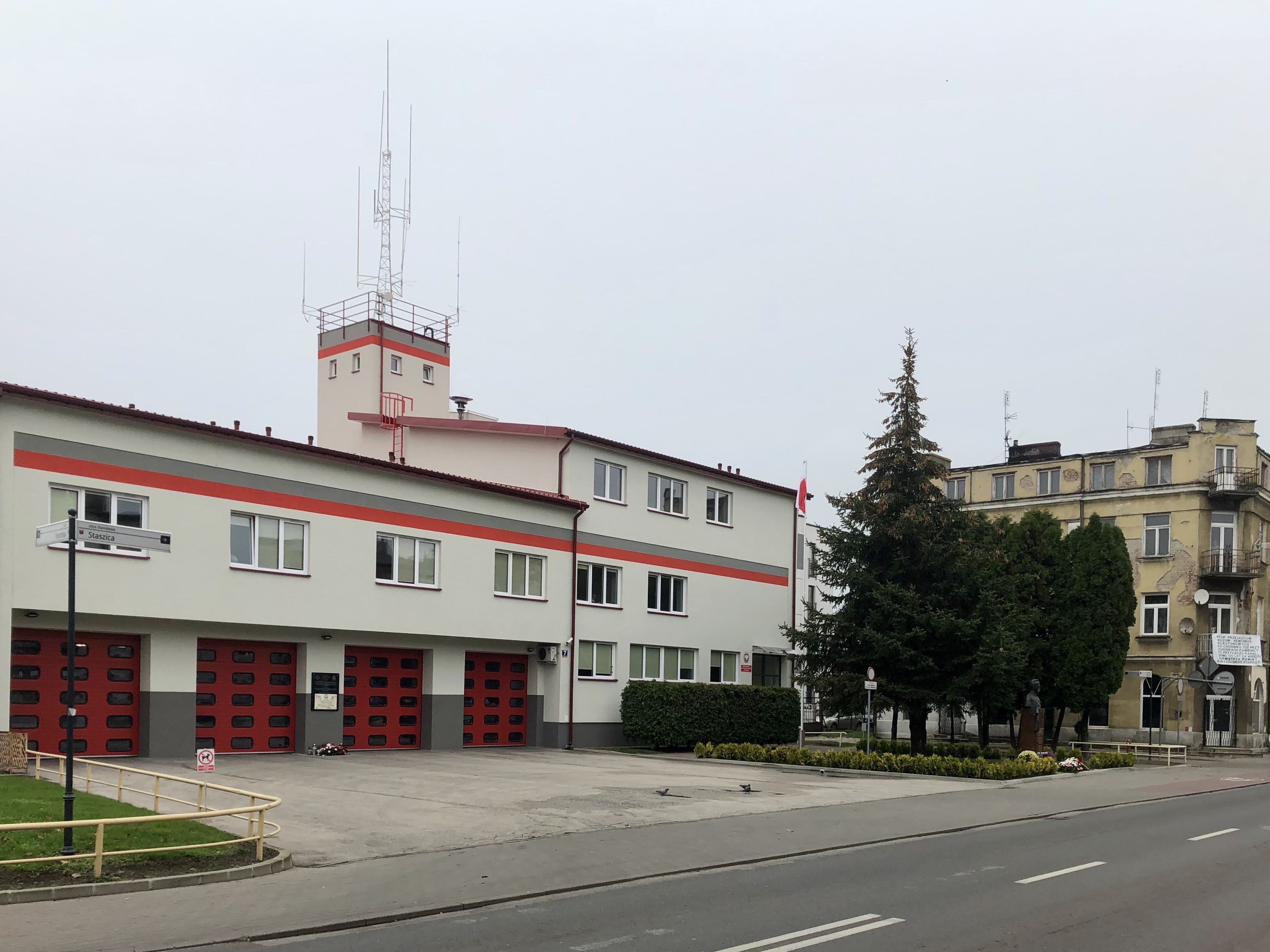
Komenda Powiatowa Państwowej Straży Pożarnej

W Sochaczewie znajduje się Komenda Powiatowa Państwowej Straży Pożarnej. Pierwsza remiza istniejąca w tym miejscu powstała w latach 1883–1886. Obecny budynek pochodzi z 1970 roku.
Komenda Powiatowa Państwowej Straży Pożarnej działa na terenach miasta Sochaczewa oraz gmin: Sochaczew, Teresin, Nowa Sucha, Młodzieszyn, Brochów, Iłów, Rybno. Sochaczewska straż pożarna posiada 23 pojazdy.
Sochaczewska Komenda Nadzoruje 37 okolicznych jednostek Ochotniczej Straży Pożarnej.

### Ochrona Zdrowia

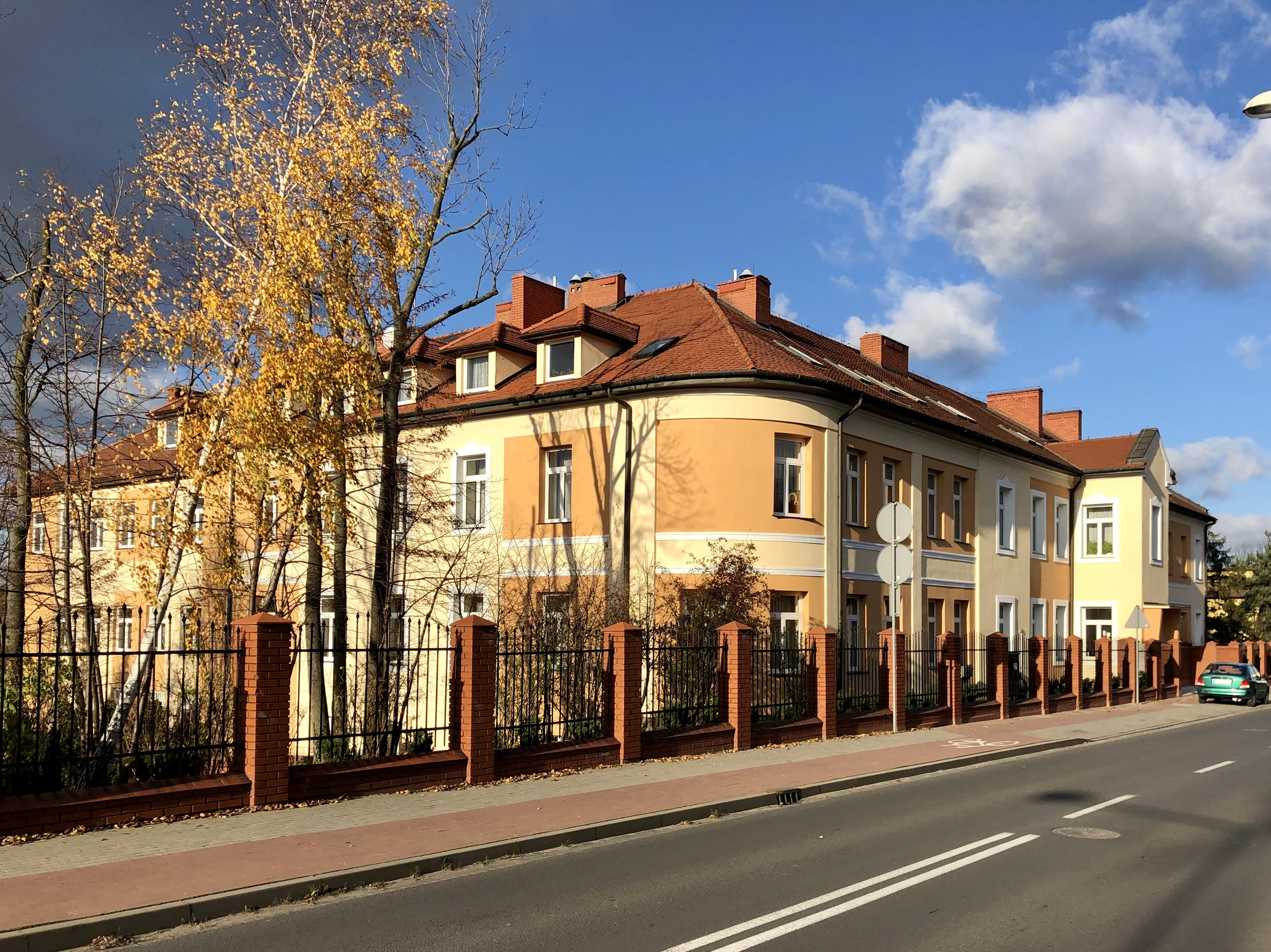
Budynek przy ul. Staszica 39, mieszczący sochaczewski szpital w latach 1903–1995

Początek działalności szpitala w Sochaczewie datuje się na 1884 rok i jest związany z panującą wówczas epidemią cholery. Uroczyste otwarcie budynku szpitala przy ul. Staszica 39 nastąpiło 31 grudnia 1903 roku, władze carskie ogłosiły św. Anastazję patronką lecznicy. Po II wojnie światowej placówka zaczęła zajmować inne budynki przy ul. Staszica, a w latach 70. podjęto decyzję o budowie nowego szpitala, którego otwarcie nastąpiło 29 grudnia 1995 roku.

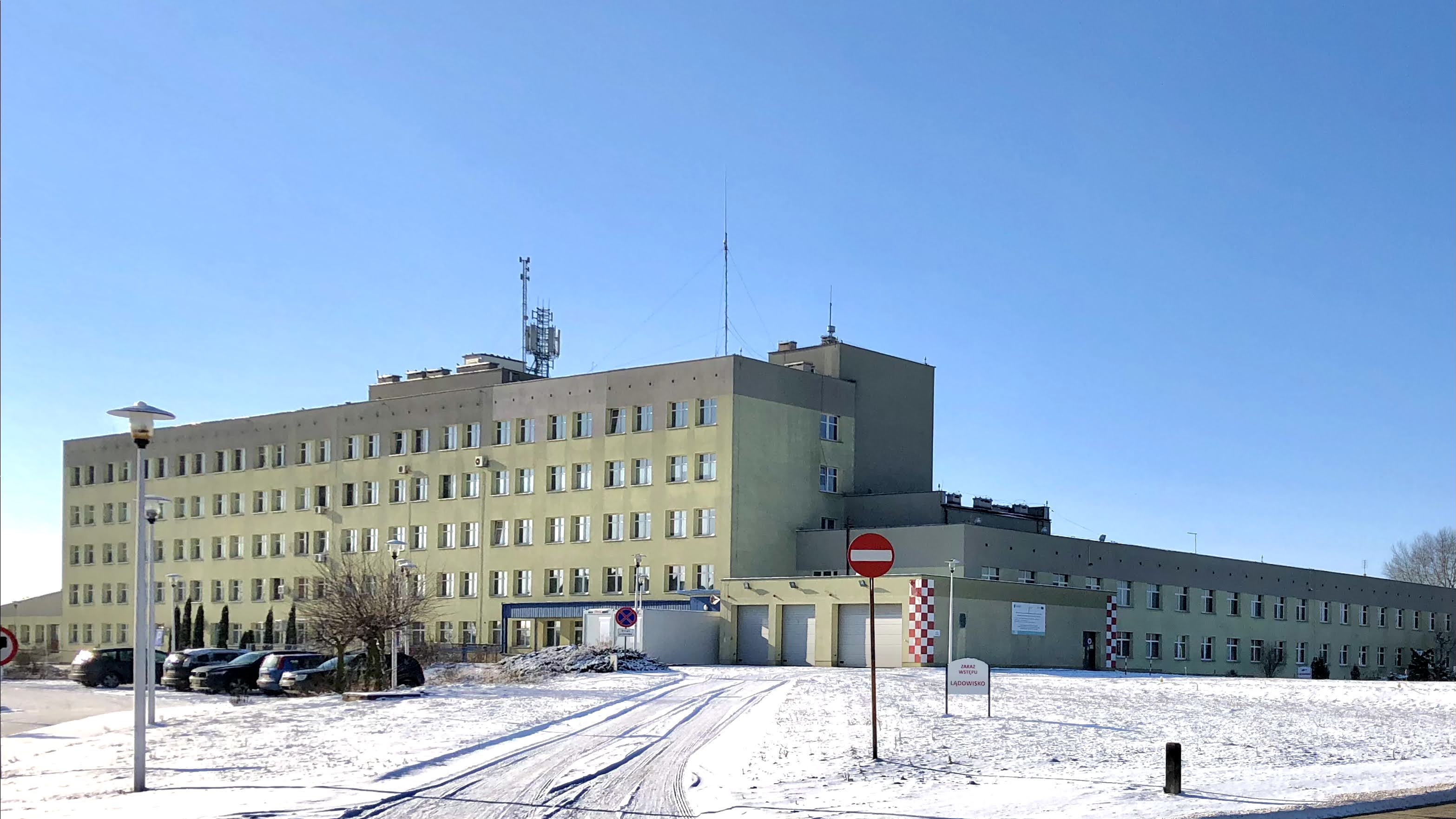
Szpital Powiatowy w Sochaczewie

Obecnie Szpital Powiatowy w Sochaczewie zajmuje kompleks budynków mieszczący się w dzielnicy Rozlazłów, przy ulicy Batalionów Chłopskich 3/7. Placówka posiada 10 oddziałów, w tym Szpitalny Oddział Ratunkowy, oraz 19 poradni.
Sieć podstawowej opieki zdrowotnej tworzy szesnaście przychodni (NZOZ). Uzupełniają je indywidualne praktyki lekarskie.
Wydział Polityki Społecznej i Ochrony Zdrowia Urzędu Miejskiego prowadzi szereg akcji prozdrowotnych, m.in. bezpłatna mammografia, honorowe krwiodawstwo, szczepienia przeciwko grypie, badania ultrasonograficzne dla dzieci od 9 miesiąca do 6 roku życia. Wydział odpowiada również za profilaktykę zdrowotną, wspieranie działalności świetlic środowiskowych dla dzieci i młodzieży, organizację aktywności wypoczynkowych dla najmłodszych oraz zajęć sportowych. Wydział realizuje Program Profilaktyki i Rozwiązywania Problemów Alkoholowych, Program Przeciwdziałania Narkomanii oraz Program Profilaktyki i Promocji Zdrowia.
Na terenie miasta znajdują się też placówki opiekuńcze: Dom Pomocy Społecznej, Dom Dziennego Pobytu Seniora, Środowiskowy Dom Samopomocy. Administracją w zakresie pomocy społecznej zajmują się Miejski Ośrodek Pomocy Społecznej i Powiatowy Ośrodek Pomocy Rodzinie.
Nadzór sanitarny i opiekę epidemiologiczną sprawuje Powiatowa Stacja Sanitarno-Epidemiologiczna w Sochaczewie, zlokalizowana przy ul. Traugutta 18. Nadzorem weterynaryjnym i lecznictwem zwierząt zajmuje się z kolei Powiatowa Lecznica Weterynaryjna.

## Edukacja

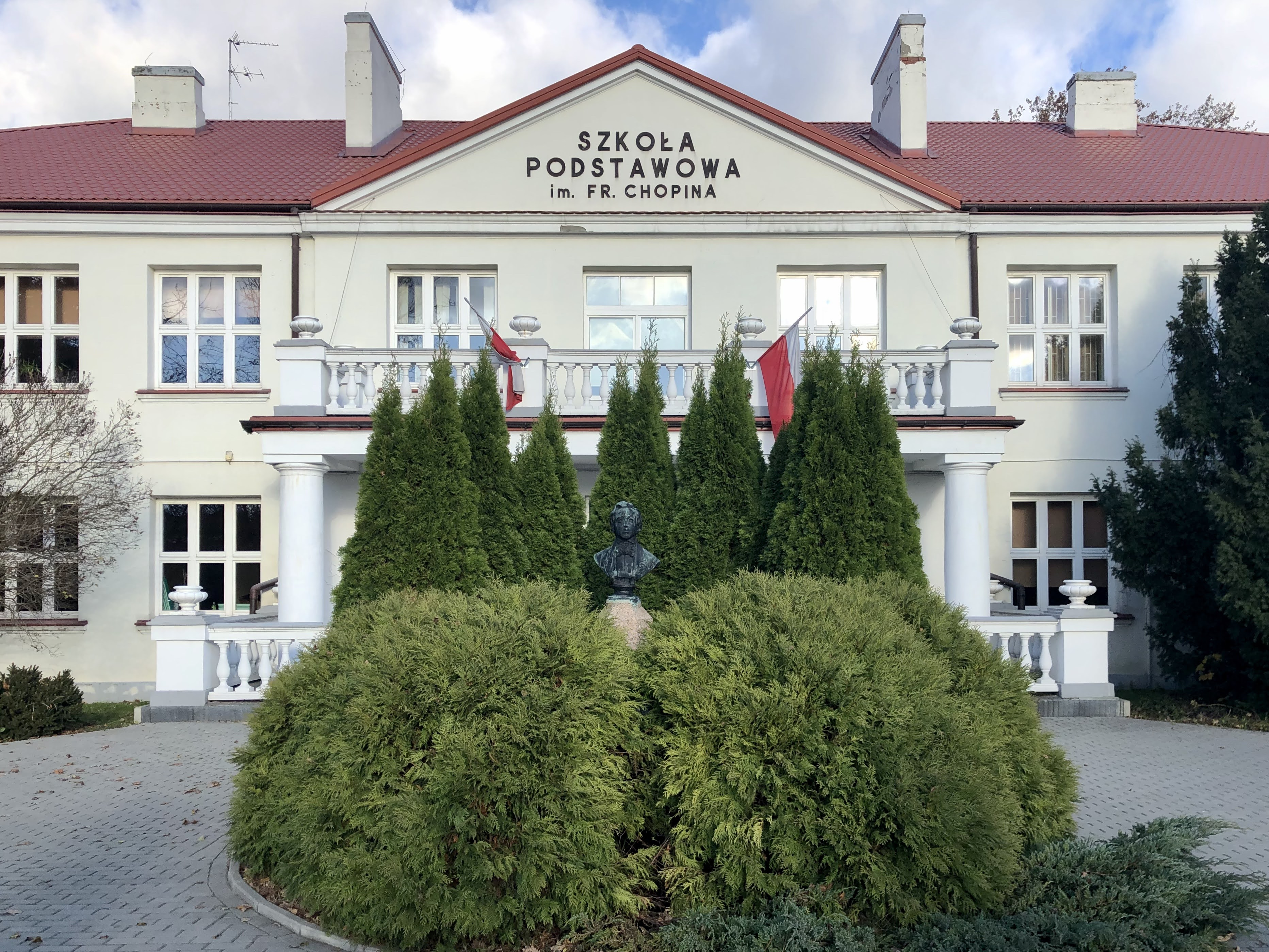
Szkoła Podstawowa nr 7 im. Fryderyka Chopina – budynek główny

### Przedszkola
Przedszkola miejskie:
- Przedszkole nr 1
- Przedszkole nr 3 im. Jana Brzechwy
- Przedszkole nr 4 z Oddziałami Integracyjnymi
- Przedszkole nr 6 im. Juliana Tuwima
- Przedszkole nr 7 im. Marii Montessori[84]

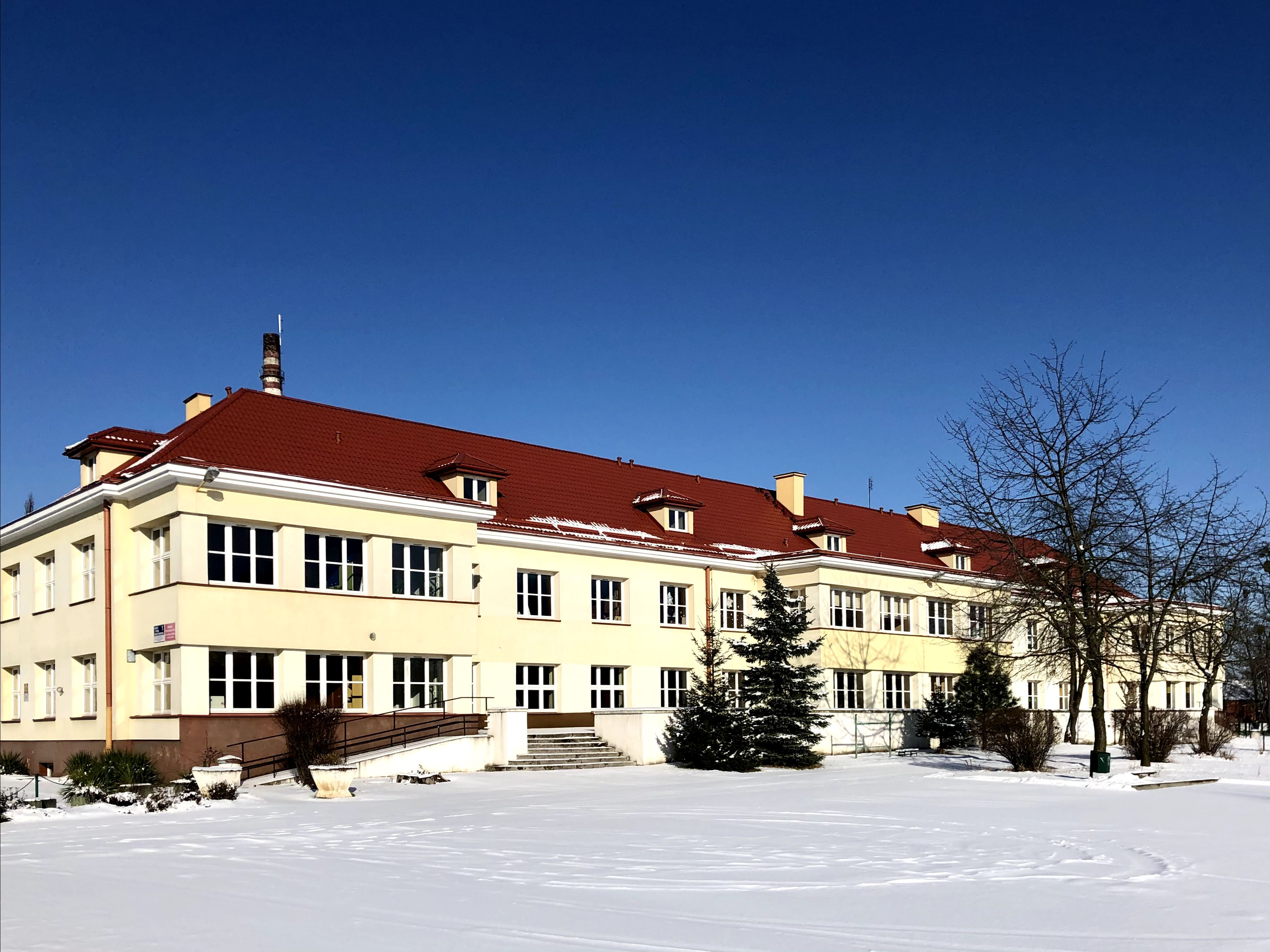
Miejskie Przedszkole nr 6 im. Juliana Tuwima

Do prowadzonej przez Miasto Sochaczew ewidencji niepublicznych placówek oświatowych wpisano 11 niepublicznych przedszkoli:
- Przedszkole Niepubliczne Diecezji Łowickiej im. św. Aniołów Stróżów
- Niepubliczne Przedszkole „Świat Malucha”
- Przedszkole Niepubliczne „Akademia Smyka”
- Niepubliczne Tęczowe Przedszkole
- Niepubliczne Przedszkole „Wesołe Tuptusie”
- Anglojęzyczne Niepubliczne Przedszkole „Leśne Skrzaty”
- Niepubliczne Przedszkole „Małe Zuchy”
- Niepubliczne Przedszkole „Koralik”
- Niepubliczne Przedszkole „Promyk”
- Niepubliczne Przedszkole „Koala”
- Niepubliczny Punkt Przedszkolny AaKuKu[85]

### Szkoły podstawowe
Placówki publiczne:

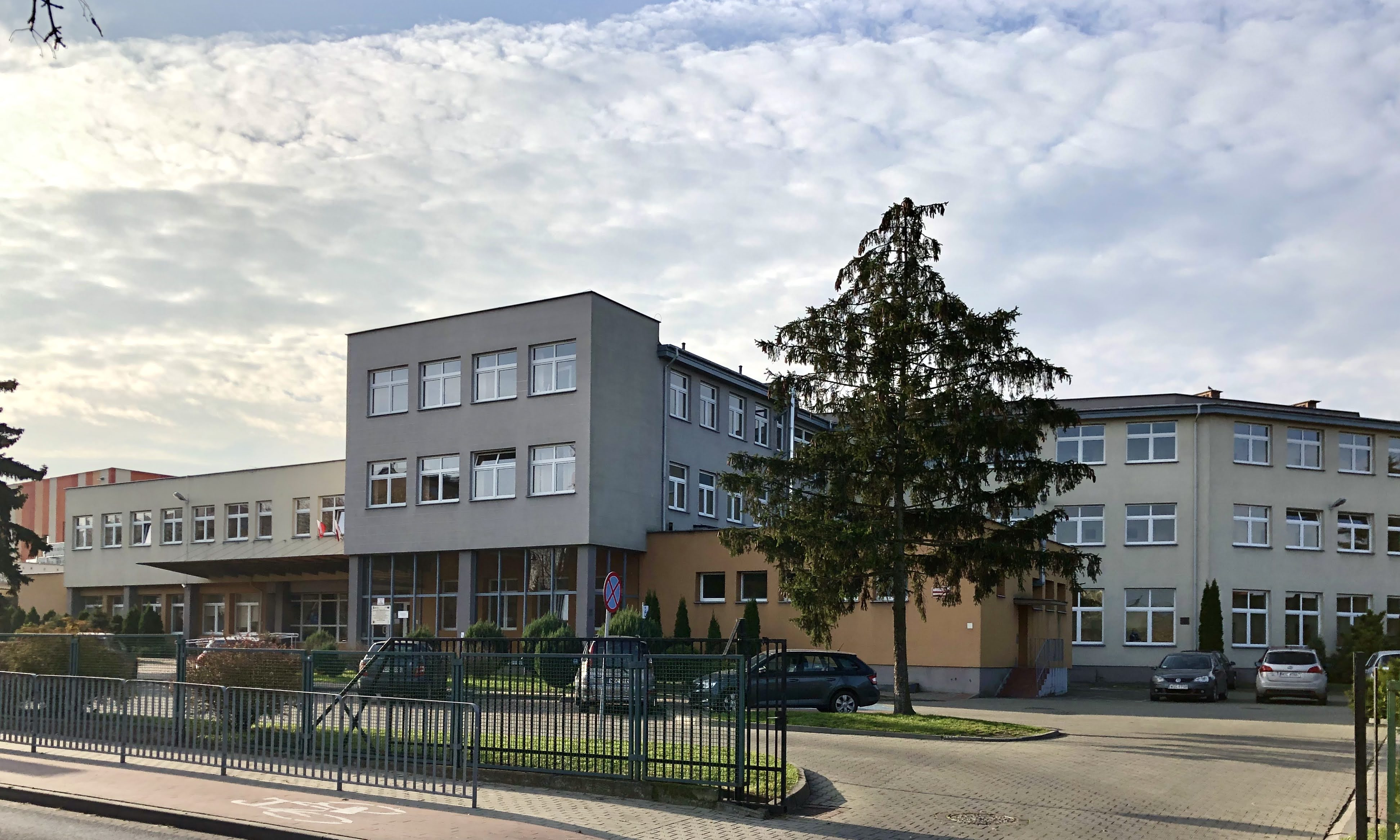
Szkoła Podstawowa nr 4 im. Janusza Korczaka

- Szkoła Podstawowa nr 1 im. Jana Pawła II
- Szkoła Podstawowa nr 2 im. Marii Konopnickiej
- Szkoła Podstawowa nr 3 im. Bolesława Krzywoustego
- Szkoła Podstawowa nr 4 z Oddziałami Integracyjnymi im. Janusza Korczaka
- Szkoła Podstawowa nr 6 im. Króla Władysława Jagiełły
- Szkoła Podstawowa nr 7 im. Fryderyka Chopina[86]

Do prowadzonej przez Miasto Sochaczew ewidencji niepublicznych placówek oświatowych wpisano 4 niepubliczne szkoły podstawowe:
- Niepubliczna Szkoła Podstawowa z Oddziałami Przedszkolnymi Realizująca Program Rehabilitacji „Nasza Szkoła”
- Niepubliczna Szkoła Podstawowa Nr 1 im. Leonarda da Vinci
- Niepubliczna Szkoła Podstawowa Nr 2 z oddziałami przedszkolnymi
- Prywatna Szkoła Podstawowa dla dorosłych[85]

### Szkoły średnie

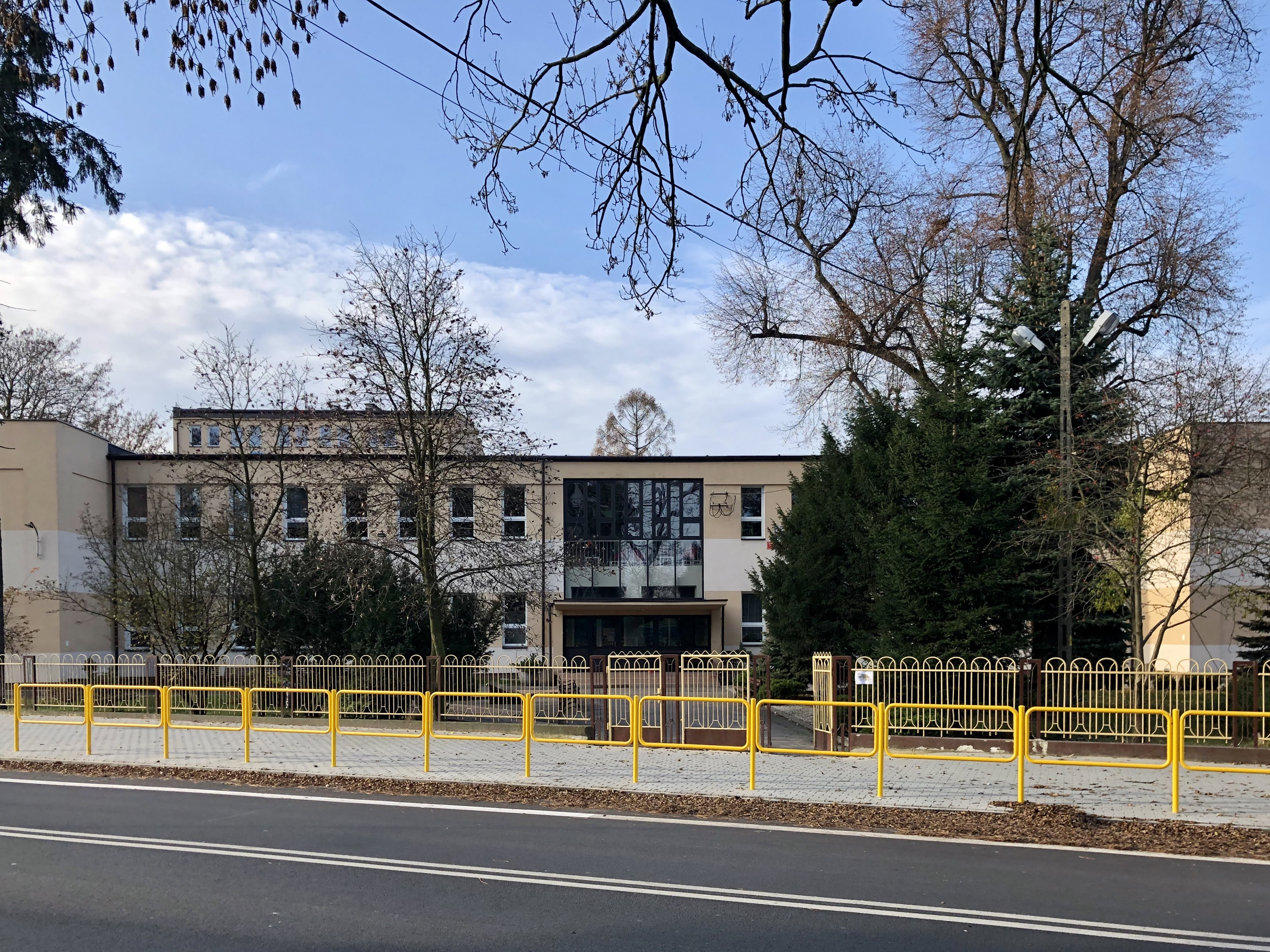
Liceum Ogólnokształcące im. Fryderyka Chopina

- Liceum Ogólnokształcące im. Fryderyka Chopina w Sochaczewie
- Technikum Kształcenia Zawodowego nr 1 im. mjr. F. Kozubowskiego w Sochaczewie
- Zespół Szkół Rolnicze Centrum Kształcenia Ustawicznego im. Bohaterów Walk nad Bzurą 1939 r.[87]
  - Liceum Ogólnokształcące
  - Technikum
  - Branżowa Szkoła I stopnia
- Zespół Szkół Centrum Kształcenia Praktycznego im. Ignacego Włodzimierza Garbolewskiego[88]
  - Technikum
  - Liceum Ogólnokształcące
  - Centrum Kształcenia Zawodowego
  - Liceum Ogólnokształcące dla Dorosłych
  - Branżowa Szkoła I Stopnia
  - Branżowa Szkoła II Stopnia
  - Policealna Szkoła w formie zaocznej
- Zespół Szkół im. Jarosława Iwaszkiewicza[89]
  - Technikum
  - Liceum Ogólnokształcące
  - Branżowa Szkoła I stopnia

### Szkoły wyższe
- Wyższa Szkoła Zarządzania i Marketingu w Sochaczewie
- Akademia Ekonomiczno-Humanistyczna Filia w Sochaczewie[90]

### Inne

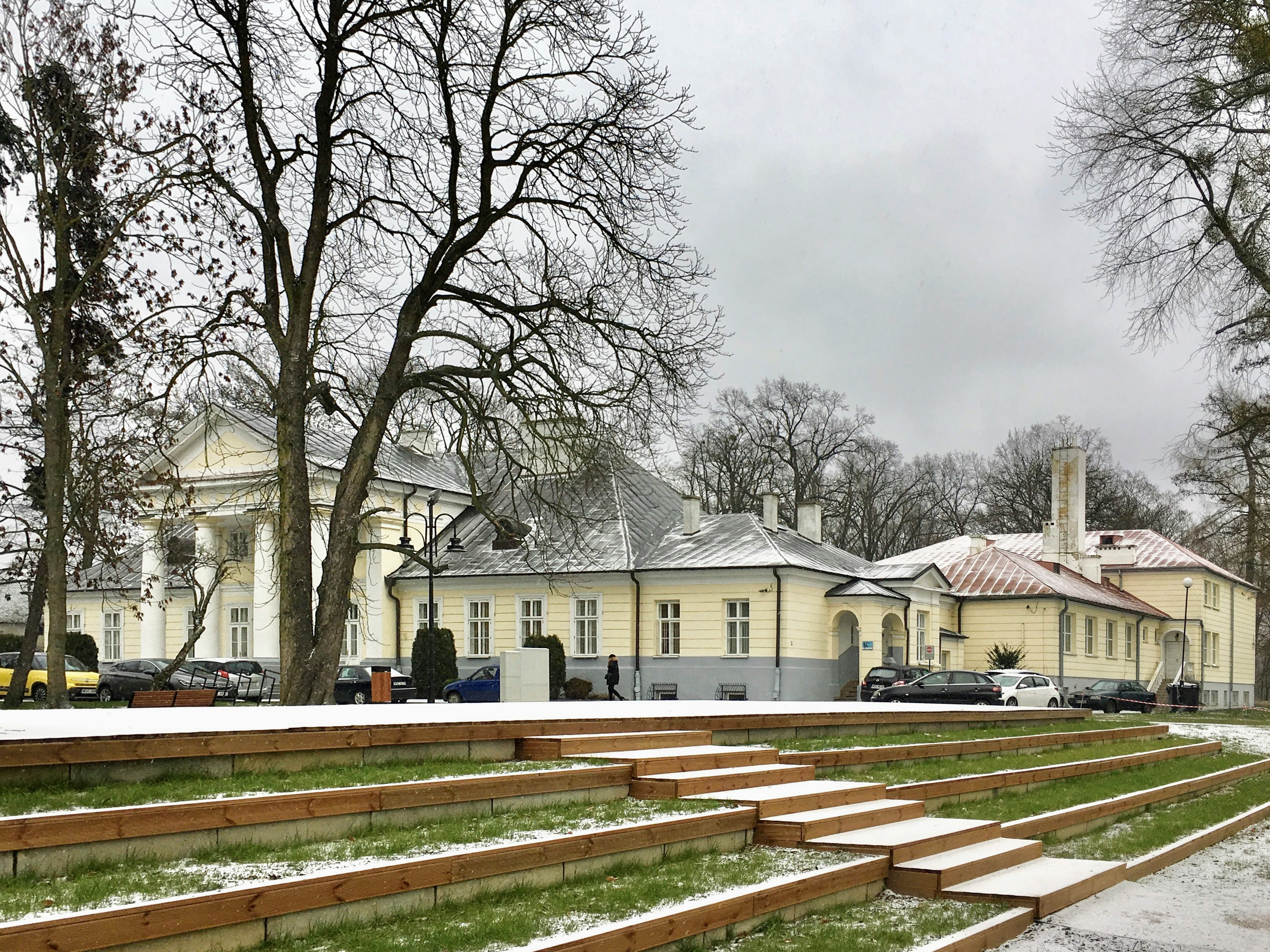
Państwowa Szkoła Muzyczna I i II stopnia w Sochaczewie

- Państwowa Szkoła Muzyczna I i II stopnia w Sochaczewie
- Miejski Zespół Ekonomiczno-Administracyjny[91]
- Zespół Szkół Specjalnych
- Żłobek Miejski

## Kultura

### Ośrodki kultury
Na terenie Sochaczewa działa kilka instytucji organizujących życie kulturalne miasta oraz różnego rodzaju cykliczne imprezy i wydarzenia. Jedną z instytucji realizujących wyżej wspomniane działania jest Sochaczewskie Centrum Kultury, które prowadzi swoja działalność w trzech oddziałach:
- Sochaczewskie Centrum Kultury, ul. Żeromskiego 8
- SCK – filia Chodaków, ul. Chopina 101
- SCK – filia Boryszew, ul. 15 Sierpnia 83

Centrum dysponuje salami widowiskowymi, galeriami wystawowymi, kawiarnią i kinem. Zajmuje się również organizacją koncertów, wernisaży, konkursów oraz imprez cyklicznych. SCK realizuje zadania głównie poprzez pracę następujących sekcji tematycznych: Sekcja Orkiestr, Zespołów i Produkcji artystycznych; Sekcja Teatru, Estrady i Sztuk Pięknych; Sekcja Edukacji i Klubu Nauczyciela; Sekcja Integracji Społecznej. Skupiają one różne zespoły i grupy artystyczne. Należą do nich m.in.: Sochaczewska Orkiestra Kameralna „Camerata Mazovia”, Chór Towarzystwa Śpiewaczego Ziemi Sochaczewskiej, Chór Nauczycielski „Vivace”, Zespoły Taneczne: Abstrakt, Smile Crew, Stereo. Mają one duże znaczenie nie tylko w skali lokalnej, ale także krajowej czy międzynarodowej.

### Biblioteki

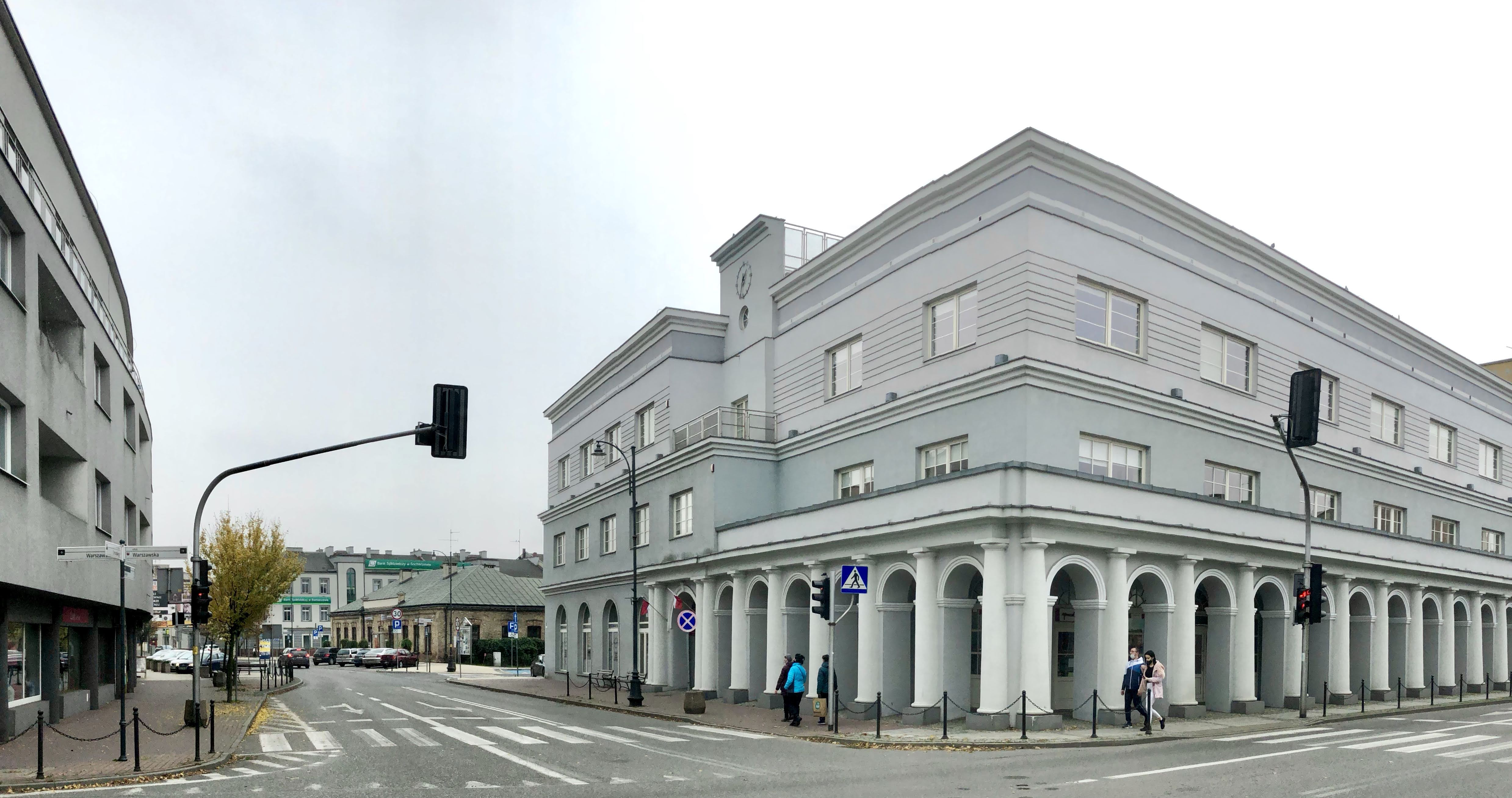
Kramnice – główna siedziba Biblioteki Miejskiej

Największą biblioteką w Sochaczewie jest Miejska Biblioteka Publiczna. Zmodernizowana, główna siedziba biblioteki mieści się w Kramnicach Miejskich. Biblioteka Miejska posiada dwie filie: filia nr 2 – Chodaków; filia nr 3 – Boryszew.
W mieście działają również Biblioteka Pedagogiczna w Sochaczewie oraz biblioteki należące do uczelni znajdujących się na terenie miasta.

### Muzea
Na terenie miasta zlokalizowane są dwie placówki muzealne:
- Muzeum Ziemi Sochaczewskiej i Pola Bitwy nad Bzurą – placówka ta posiada największą kolekcję militariów z Bitwy nad Bzurą 1939 r. i ekspozycję plenerową. Muzeum jest organizatorem licznych widowisk rekonstrukcji historycznych z okresów I i II wojny światowej skupiających nawet do 30 tys. osób[92]. Muzeum Ziemi Sochaczewskiej I Pola Bitwy nad Bzurą

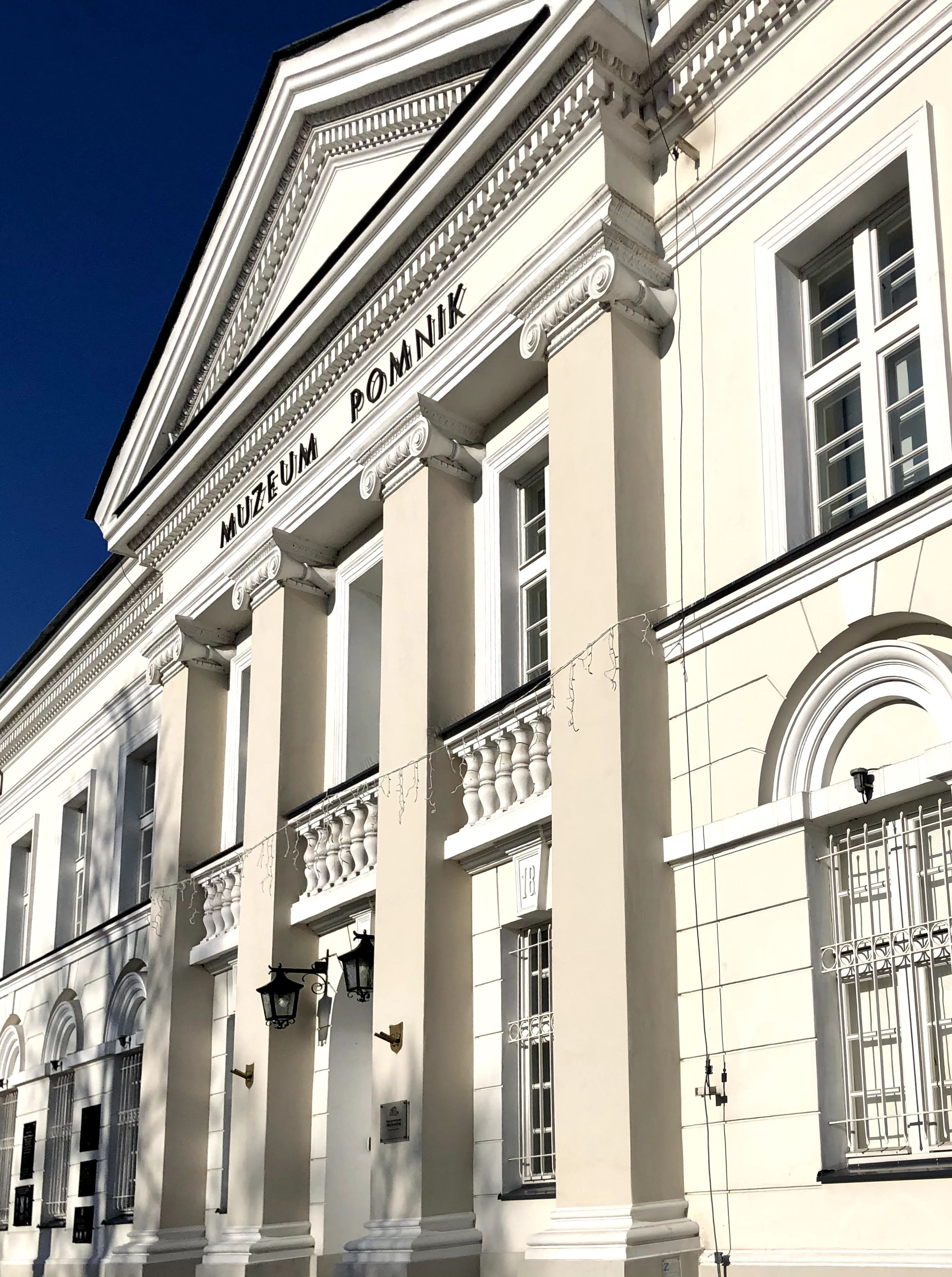
Muzeum Ziemi Sochaczewskiej I Pola Bitwy nad Bzurą

- Muzeum Kolei Wąskotorowej w Sochaczewie (oddział Muzeum Kolejnictwa w Warszawie) – jedno z nielicznych miejsc w Europie w którym znajduje się zbiór wąskotorowych pojazdów szynowych. Muzeum jest organizatorem wycieczek zabytkowym taborem z Sochaczewa do Puszczy Kampinoskiej.

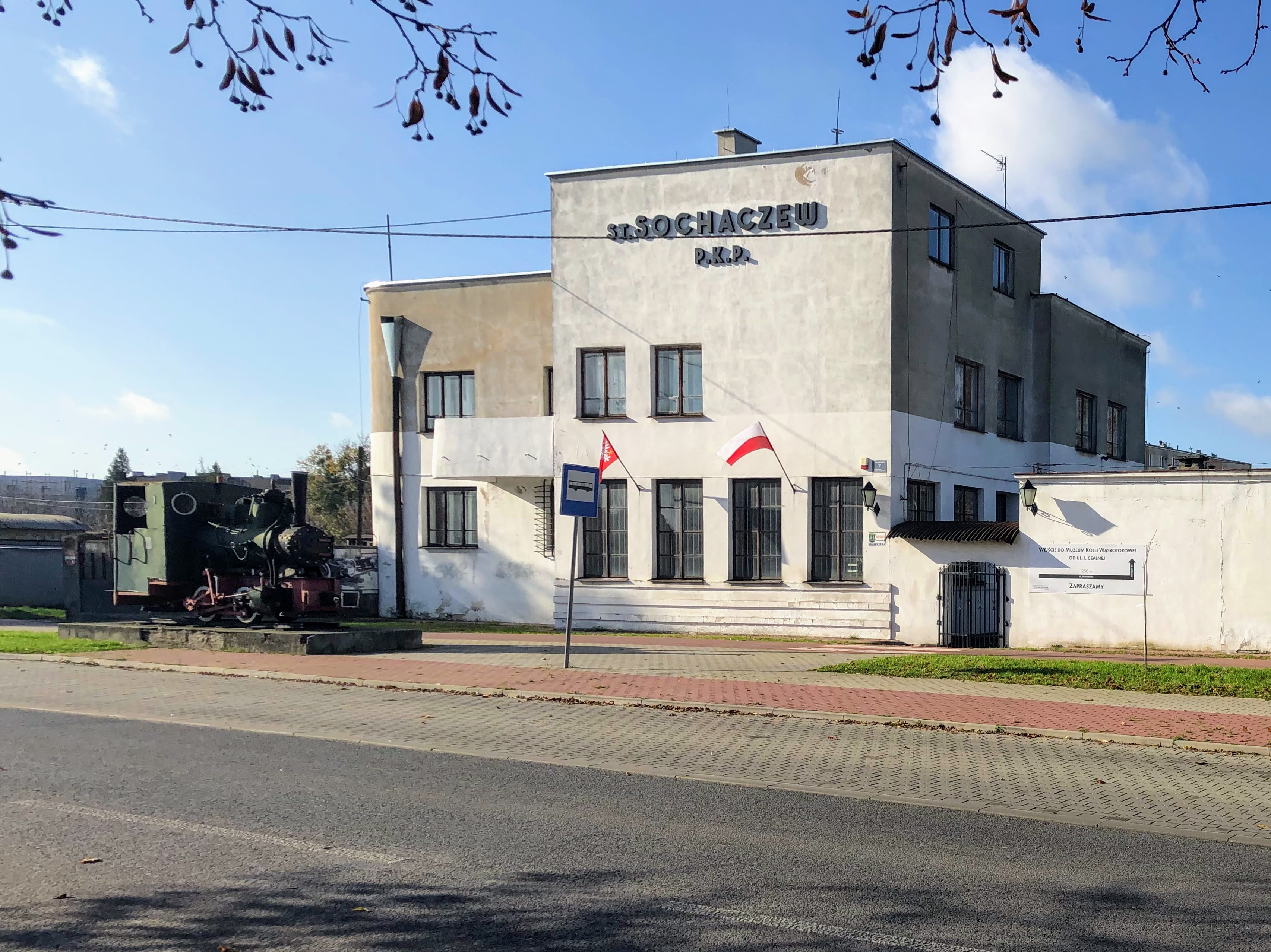
Muzeum Kolei Wąskotorowej

### Kina
- Kino Mazowsze
- Kino Odeon[94]

### Teatr
W Sochaczewie funkcjonuje Teatr Maska.

### Wydarzenia kulturalne
W sumie w ciągu roku w Sochaczewie odbywa się ponad 300 imprez kulturalnych. Do najważniejszych, cyklicznych wydarzeń należą:
- Międzynarodowy Festiwal Chopinowski na Mazowszu – najwyższe rangą wydarzenie kulturalne o zasięgu międzynarodowym.
- Dni Sochaczewa – obchodzone corocznie, w drugi weekend czerwca.
- Sochaczewskie Spotkania z Chopinem – cykl imprez: koncertów i przedstawień teatralnych, trwających od marca do listopada, związanych z Fryderykiem Chopinem.
- Sochaczewskie Lato – cykl imprez organizowanych podczas wakacyjnych weekendów. Organizowane są m.in. pikniki rodzinne, historyczne, poświęcone opiece nad zwierzętami, koncerty, kino letnie.
- Rekonstrukcja historyczna „Obronić miasto” – wydarzenie odbywające się we wrześniu, nawiązujące do Bitwy nad Bzurą w 1939 roku.
- Obchody Dnia Żołnierzy Wyklętych – odbywające się na przełomie lutego i marca, w ramach których organizowane są koncerty, ekspozycje, festiwal poezji i pieśni patriotycznej oraz wydarzenia sportowe.
- Ogólnopolski Konkurs Skrzypcowy Janko Muzykant
- Ogólnopolski Wiosenny Festiwal Fletowy
- Wrześniowe Spotkania z Pieśnią Chóralną im. Bohaterów Walk nad Bzurą 1939 r. „Pamięć – Wdzięczność – Nadzieja”
- VENA – przegląd muzyki i piosenki
- SPAT – Sochaczewskie Przesłuchania Teatralne
- Festiwal Harmonia Espressiva
- Piknik Historyczny „Sochaczew 7 Wieków Historii”
- Sochaczewski Festiwal Filmowy
- Ogólnopolski Konkurs Tańca Nowoczesnego
- Ogólnopolski Turniej Tańca Towarzyskiego
- Majówka Konstytucyjna, czyli Sochaczewski Majowy Rajd Rowerowy
- Półmaraton Szlakiem Walk nad Bzurą
- Zawisza Czarny nad Bzurą – Sochaczewskie Spotkania z Historią[96]Amfiteatr w Sochaczewie

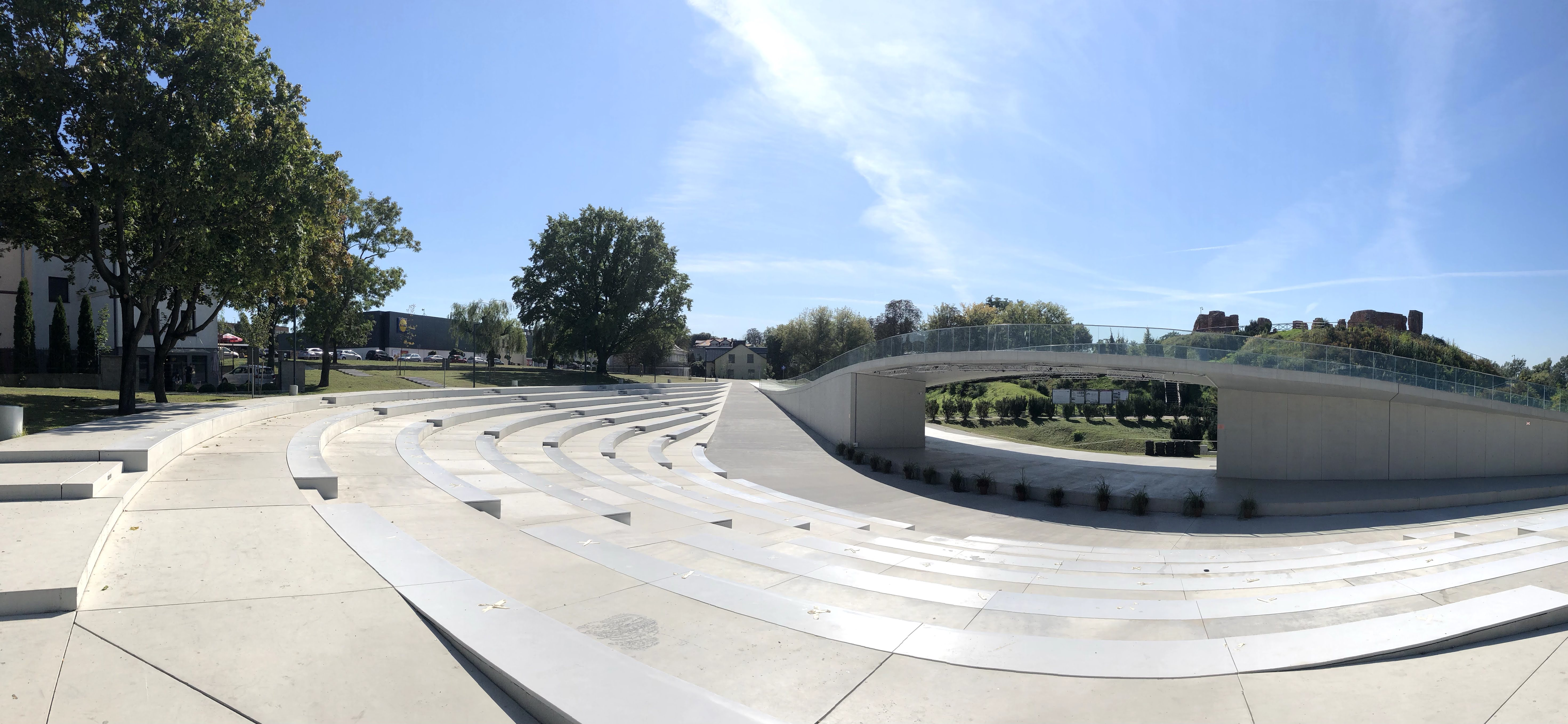
Amfiteatr w Sochaczewie

#### Międzynarodowy Festiwal Chopinowski na Mazowszu
Międzynarodowy Festiwal Chopinowski na Mazowszu to jedno z największych wydarzeń kulturalnych na ziemi sochaczewskiej i jedno z ważniejszych wydarzeń tego typu w Polsce. Trwający kilka dni przegląd przyciąga do miasta dziesiątki pianistów z kraju i zza granicy, a w jury festiwalu zasiadają muzycy o międzynarodowej sławie.
Pierwszy z Festiwali odbył się w 1993 roku pod nazwą I Wojewódzkie Przesłuchania Chopinowskie, w 1994 roku zdecydowano o rozszerzeniu formuły i tak narodziły się Mazowieckie Przesłuchania Chopinowskie, które następnie przekształciły się w imprezę o randze ogólnopolskiej. Od 2007 roku Festiwal posiada formułę międzynarodową, a jego nazwa to Międzynarodowy Festiwal Chopinowski na Mazowszu.
Od początku program festiwalowy zawierał nie tylko utwory Chopina, ale też J.S. Bacha. Wykonawców oceniało jury składające się z wybitnych pedagogów akademii muzycznych pod przewodnictwem prof. Jana Kadłubiskiego (Uniwersytet Muzyczny Fryderyka Chopinaw Warszawie). W skład jury wchodzili: prof. Maria Szmyd-Dormus (Akademia Muzyczna w Krakowie), prof. Włodzimierz Obidowicz (Akademia Muzyczna im. Karola Lipińskiego we Wrocławiu), Jerzy Sterczyński (Uniwersytet Muzyczny Fryderyka Chopina w Warszawie). Po ustaleniu formuły międzynarodowej w skład jurorów weszli również wybitni pedagodzy i pianiści z zagranicy: Dorian Leljak (Serbia), Pierpaolo Levi (Włochy), Murray McLachlan (Wielka Brytania), Anton Voigt (Austria), Nat Yontararak (Tajlandia).
Po przesłuchaniach uczestników Jury dokonuje wyboru kilkunastu z nich do udziału w uroczystym Koncercie Laureatów, w czasie którego wręczane są nagrody i wyróżnienia, a najwybitniejszy młody artysta otrzymuje roczne stypendium. Laureaci koncertują następnie w Domu Urodzenia Fryderyka Chopina w Żelazowej Woli oraz w Mazowieckim Centrum Kultury w Warszawie i Warszawskim Towarzystwie Muzycznym.

## Wspólnoty wyznaniowe

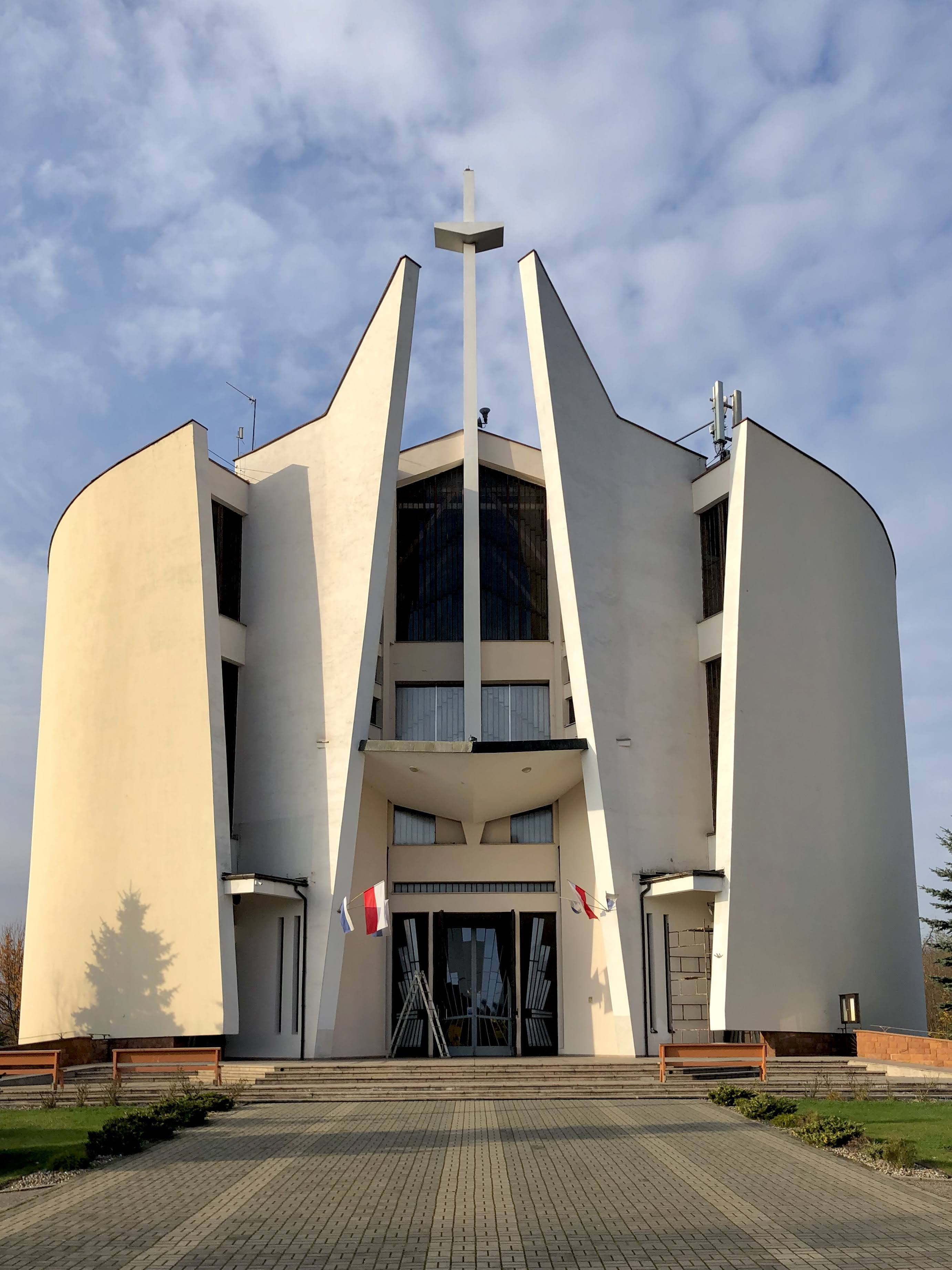
Kościół pw. Matki Bożej Nieustającej Pomocy

Na terenie miasta działają następujące kościoły i związki wyznaniowe:
- Kościół Boży w Chrystusie:
  - Zbór w Sochaczewie[98]
- Kościół greckokatolicki:
  - ośrodek duszpasterski w Sochaczewie, nabożeństwa prowadzone są w rzymskokatolickim kościele św. Brata Alberta[99]
- Kościół rzymskokatolicki:
  - parafia pw. Matki Bożej Nieustającej Pomocy
  - parafia pw. Narodzenia Najświętszej Maryi Panny
  - parafia pw. św. Brata Alberta Chmielowskiego
  - parafia pw. św. Józefa Robotnika
  - parafia pw. św. Wawrzyńca
- Kościół Starokatolicki Mariawitów:
  - wierni należą do parafii św. Jana Chrzciciela w Lesznie.
- Świadkowie Jehowy:
  - zbór Sochaczew (Sala Królestwa ul. Okrzei 23)[100]

## Sport

### Kluby sportowe
- Sekcja Lekkoatletyczna OKS „Skra” Warszawa oddział Sochaczew
- Stowarzyszenie „Przez Sport w Przyszłość”
- Klub Maratończyka „AKTYWNI” Sochaczew
- UKS „Dwójka” Sochaczew
- MKS Orkan Sochaczew
- Sochaczewskie Towarzystwo Tenisowe
- Klub Sportowy Bzura Chodaków
- Sochaczewski Klub Motorowy „Szarak”
- Zebra Off-Road Klub Sochaczew
- Uczniowski Klub Sportowy „7” Judo Sochaczew
- SKTS (Sochaczewski Klub Tenisa Stołowego) Sochaczew
- KTS (Klub Tenisa Stołowego) Joker Sochaczew
- Sochaczewskie Centrum Sportów Walki
- Goksir Młodzieszyn
- Rysie Sochaczew (koszykówka)

W Sochaczewie znajdował się tor motocrossowy, położony tuż nad rzeką Bzurą, co czyniło go unikatowym torem w skali kraju. Odbywały się tu co roku zawody motocrossowe np. Puchar Niepodległości.

### Rugby w Sochaczewie

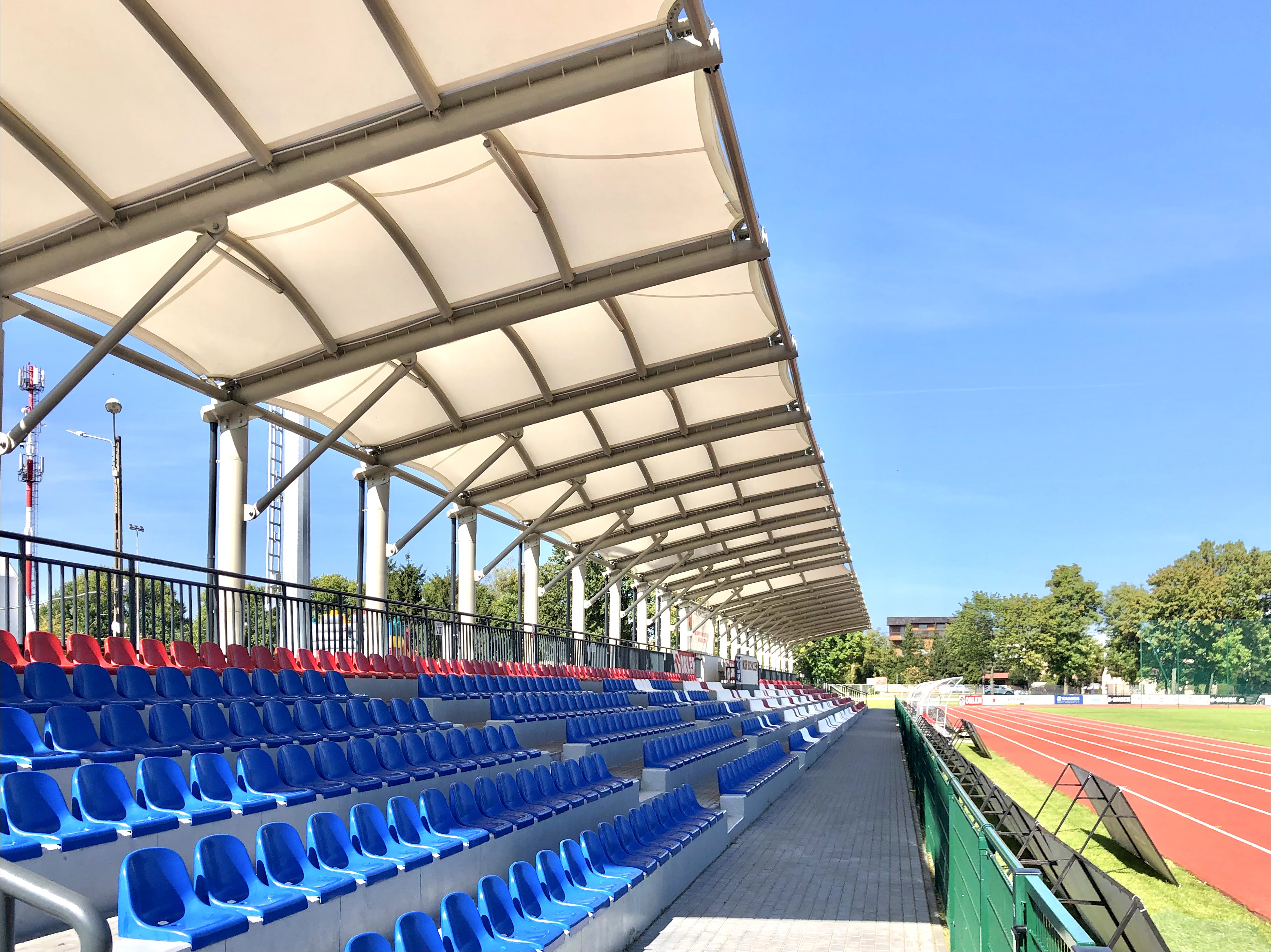
Stadion Orkana Sochaczew

Klub sportowy Orkan Sochaczew powstał w 1924 roku, a obecna nazwa  nadana została w 1932 roku. Przez wiele lat działały sekcje siatkówki, tenisa stołowego, lekkiej atletyki, piłki ręcznej i piłki nożnej.
W 1972 roku klub przejął od TKKF Energomontaż sekcję rugby. Klub awansował do I ligi tego sportu. Juniorzy wielokrotnie zdobywali medale mistrzostw Polski, a trybuny wypełniały się kibicami. Dzięki popularności tej dyscypliny w Sochaczewie, miasto wielokrotnie gościło reprezentację Polski w meczach z Marokiem (1976, 1985), Włochami (1979, 1988), NRD (1980), Rumunią (1980, 1987), Andorą (1993) oraz z Mołdawią w eliminacjach Pucharu Świata (2006). Orkan mierzył się z klubami m.in. z Anglii, Holandii, Rumunii i Francji.
Orkan Sochaczew występuje w Ekstralidze, najwyższej klasie rozgrywkowej w rugby, osiągając:
- sezon 2020/2021: Trzecie miejsce
- sezon 2021/2022: Mistrzostwo Polski
- sezon 2022/2023: Trzecie miejsce
- sezon 2023/2024: Mistrzostwo Polski

Burmistrz Sochaczewa Piotr Osiecki był wielokrotnym reprezentantem Polski w rugby, grał w ligach polskiej oraz francuskiej. W 1998 roku otrzymał tytuł zawodnika roku.

### Miejski Ośrodek Sportu i Rekreacji

Sochaczew – Pływalnia Orka

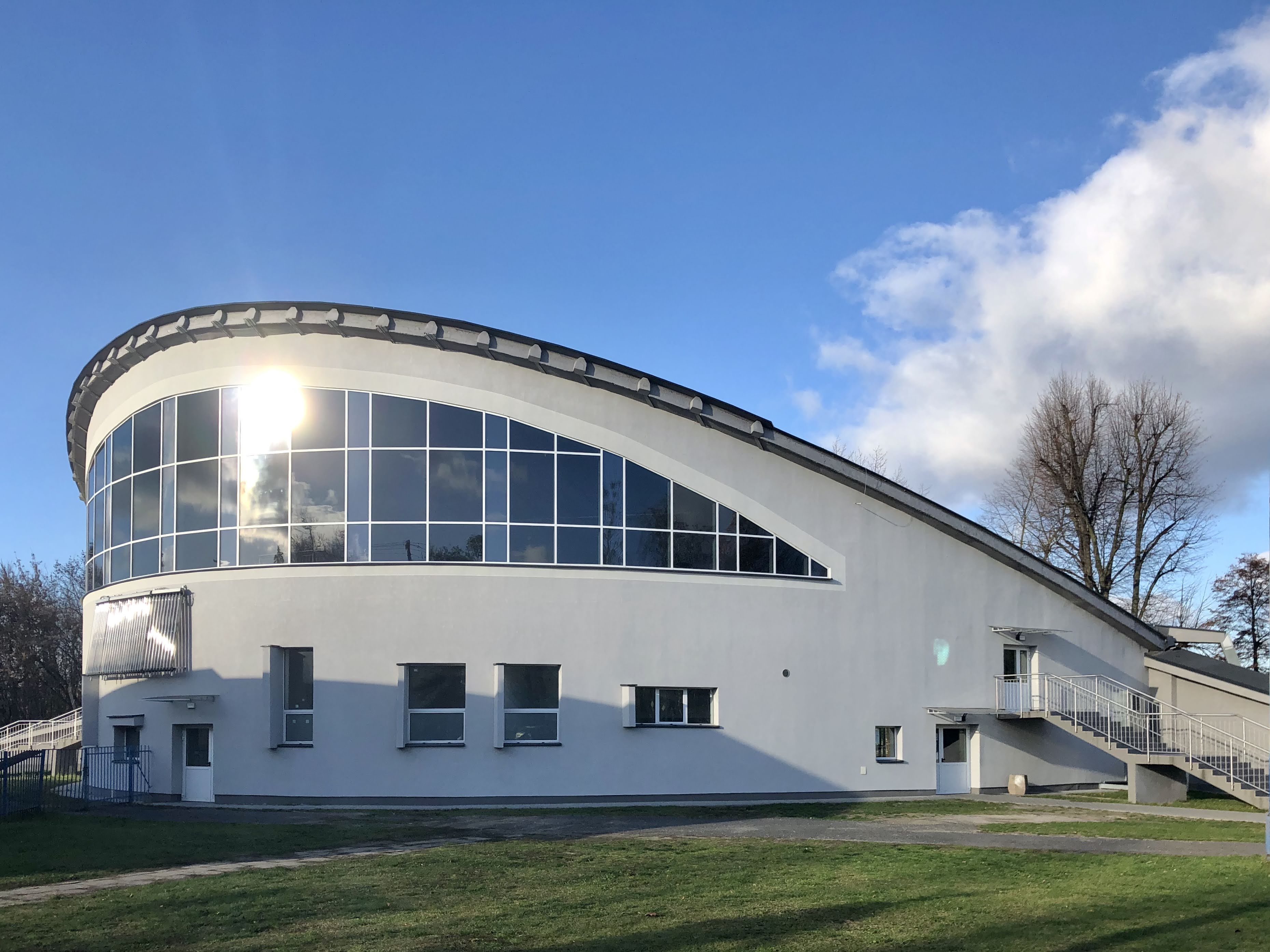
Hala Sportowa w Chodakowie

- Pływalnia „ORKA” przy ul. Olimpijskiej 3
- Hala sportowa przy ul. Kusocińskiego 2
- Hala sportowa przy ul. Chopina 101
- Kompleks boisk przy ul. Chopina 101
- Integracyjny Ogród Zabaw i Sportu przy al. 600-lecia
- Skatepark przy ul. Olimpijskiej
- Lodowisko Miejskie (sezonowe) przy pływalni „ORKA”
- Integracyjny Plac zabaw i sportu przy ul.Chabrowej
- Integracyjny plac zabaw i sportu przy ul.Grunwaldzkiej

## Organizacje pozarządowe NGO
- Fundacja Ochrony Zabytków Mazowsza
- AMNIS Stowarzyszenie na Rzecz Mieszkańców Sochaczewa i Okolic
- Fundacja na Rzecz Ochrony Praw Zwierząt „NERO”
- Polski Czerwony Krzyż Zarząd Rejonowy w Sochaczewie
- Polskie Towarzystwo Zapobiegania Narkomanii – Oddział Terenowy Sochaczew
- Polski Związek Niewidomych – koło Sochaczew
- Polski Związek Wędkarski – koło Sochaczew
- POPPS Porozumienie Organizacji Pozarządowych Powiatu Sochaczewskiego
- Sochaczewskie Wodne Ochotnicze Pogotowie Ratunkowe
- Stowarzyszenie Hodowców Gołębi Rasowych i Ozdobnych w Sochaczewie
- Stowarzyszenie „L’ombelico Del Mondo”
- Stowarzyszenie Muzyczne „Sochaczewska Orkiestra Dęta”
- Stowarzyszenie „Nasz Zamek”[103]
- Stowarzyszenie Przyjaciół Państwowej Szkoły Muzycznej I i II Stopnia w Sochaczewie
- Stowarzyszenie „Rodzina Szkół Chopinowskich”
- Stowarzyszenie Sportowo-Rehabilitacyjne Osób Niepełnosprawnych „Jutrzenka”
- Towarzystwo Polsko-Serbołużyckie koło Sochaczew
- Towarzystwo Śpiewacze Ziemi Sochaczewskiej
- Związek Harcerstwa Polskiego – Komenda Hufca Ziemi Sochaczewskiej

## Sąsiednie gminy
- Brochów
- Nowa Sucha
- Sochaczew

## Honorowi Obywatele Miasta Sochaczew
- Nauczyciele tajnego nauczania w latach 1939–1945 (Maria Adamczyk, Wanda Górko, Irena Grzybowska, Janina Lipińska, Katarzyna Szynkiewicz, Mieczysław Bednarski, Władysław Dębski, Aleksander Kruszyński, Eugeniusz Kacprzak, ks. Bolesław Myczka, ks. Jan Świtkowski)

Sochaczew – przebijające godło III Rzeszy na dawnym budynku prezydium partii (obecnie niewidoczne)

- Stanisław Janicki
- Julian Stefan Biernacki
- Henryk Zaczkowski
- ks. Antoni Jaszczołt
- Jerzy Krupa
- ks. Franciszek Łupiński
- prezydent Ryszard Kaczorowski
- mjr Feliks Kozubowski
- Włodzimierz Ignacy Garbolewski
- Ryszard Łakomski
- ks. Józef Kwiatkowski
- Maciej Wojewoda
- Sylwester Rozdżestwieński
- Kazimierz Hugo-Bader
- Jan Kopeć
- Tadeusz Tomaszewski
- Maria Gołkowska
- Krzysztof Wasilewski[104]

## Miasta partnerskie
- Melton Mowbray –  Wielka Brytania
- Gródek Podolski –  Ukraina